# Échinodermes du Golfe de Californie

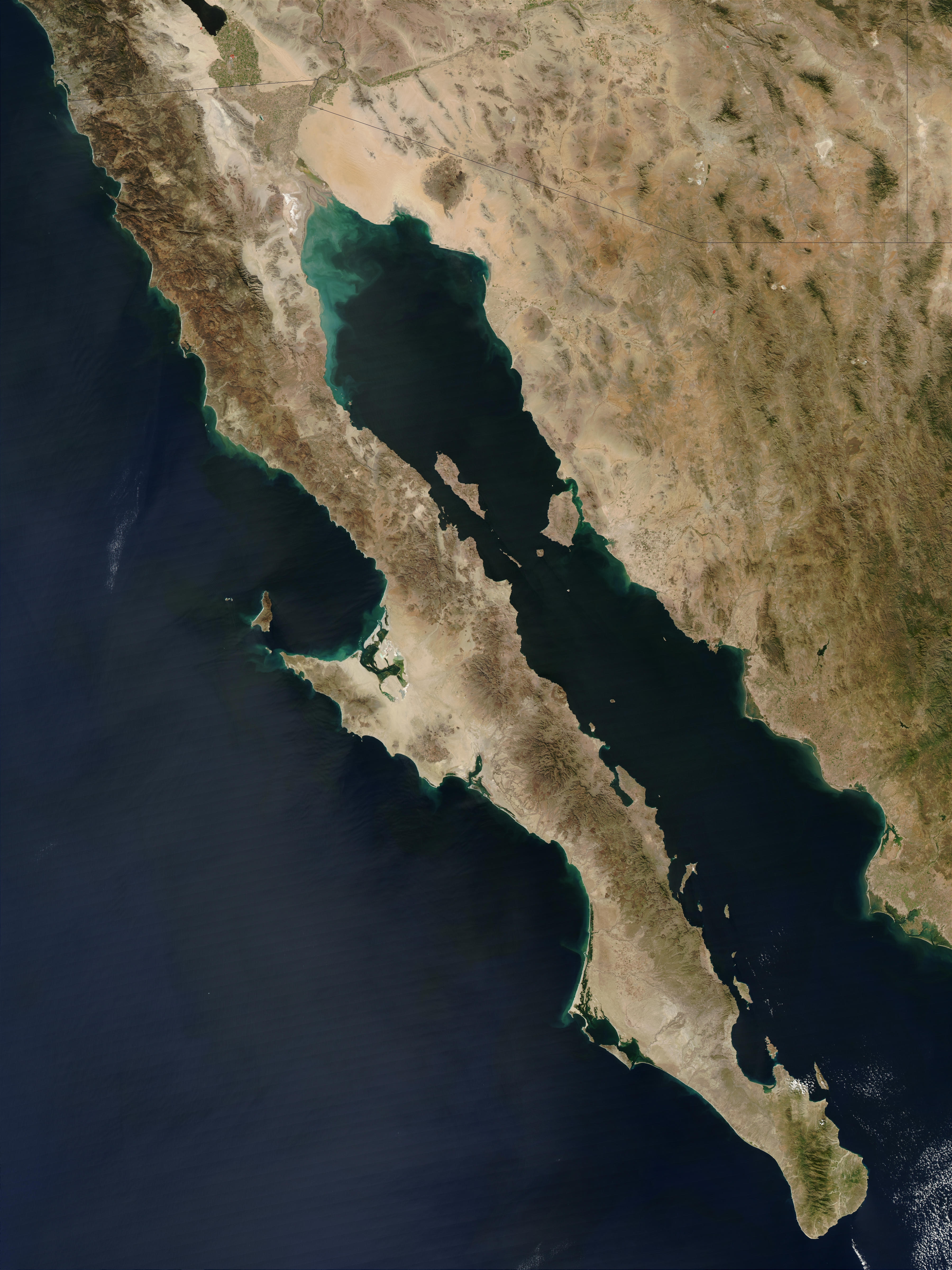
Vue satellite du Golfe de Californie.

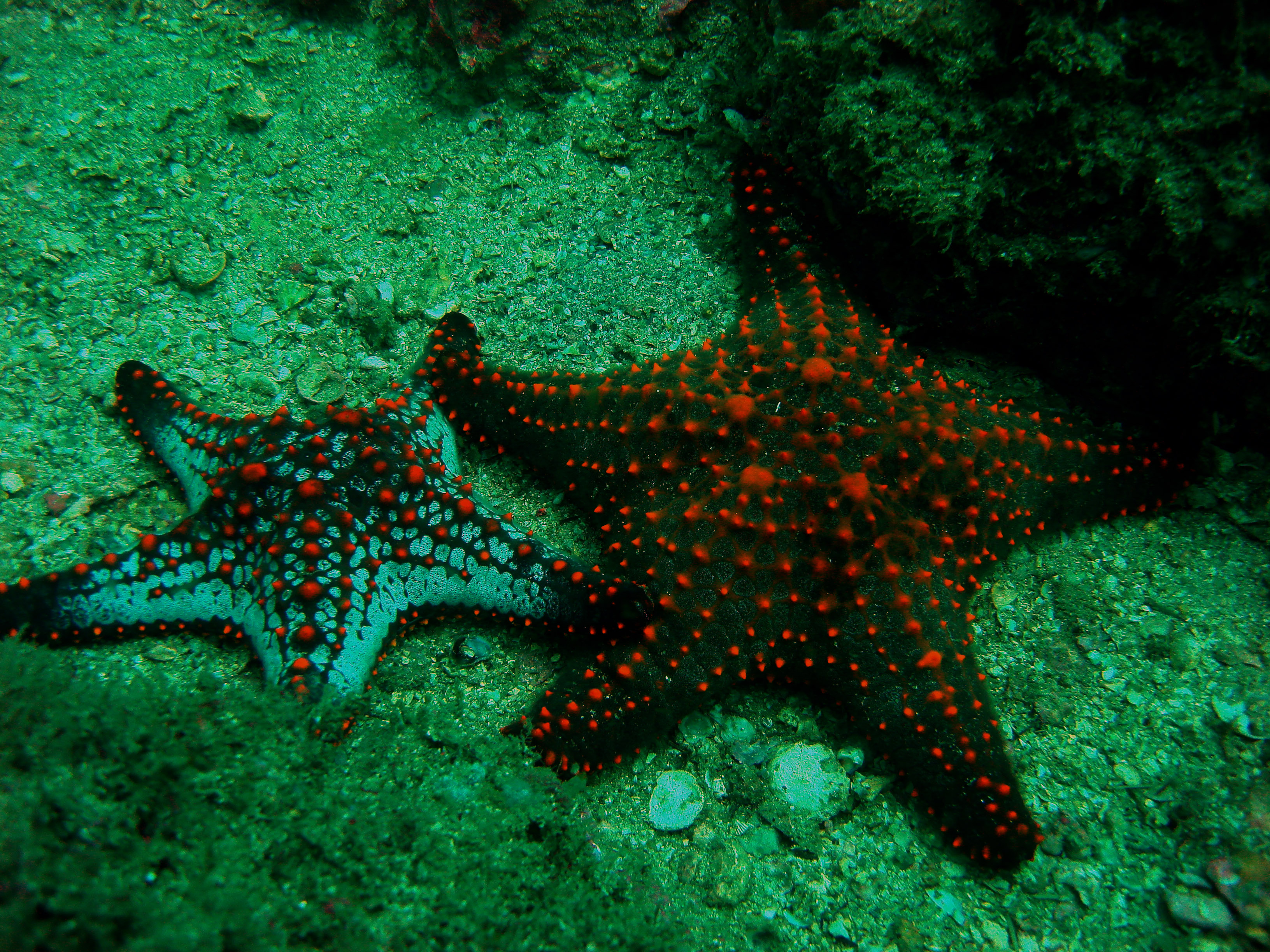
Étoiles-coussins rouges (Pentaceraster cumingi) au Mexique.

Les échinodermes forment un embranchement d'animaux marins benthiques présents à toutes les profondeurs océaniques, et dont les premières traces fossiles remontent au Cambrien. 
Ils comprennent actuellement 5 classes : les étoiles de mer, holothuries, oursins, ophiures et crinoïdes. Ces animaux sont généralement caractérisés par le fait que leur corps est structuré en une symétrie centrale (au lieu de bilatérale chez la plupart des animaux), généralement d'ordre 5 (« pentaradiale »), visible chez les étoiles de mer, les oursins et les ophiures, et plus discrète chez les holothuries et les crinoïdes.
Très originaux, les représentants de ce groupe possèdent un certain nombre de caractéristiques uniques dans le monde animal. Les principales sont leur symétrie générale pentaradiée (bien qu'ils restent fondamentalement bilatériens), l'existence d'un squelette constitué de plaques de calcite arrangées en stéréome, et la présence d'un système aquifère. Ils constituent un groupe proche des chordés au sein des deutérostomiens.
Les échinodermes sont des animaux lents et non agressifs, mais les oursins sont cependant équipés de piquants pouvant infliger des blessures douloureuses. Les holothuries peuvent quant à elles se protéger en éjectant des tubes de Cuvier, pour les espèces qui en sont pourvues.
On compte actuellement 7 000 espèces d'échinodermes vivantes à l'échelle de la planète, dont plus de 2000 ophiures, 1900 étoiles de mer, 1250 holothuries, 950 oursins et 650 crinoïdes.
Le Golfe de Californie est situé entre la côte de Basse-Californie à l'ouest et le Mexique continental à l'est (état de Sonora), et s'ouvre sur l'océan Pacifique au sud, dont il délimité l'espace maritime appelé Mer de Cortez. 
Cette mer est célèbre pour sa grande biodiversité et son fort taux d'endémisme, qui ont été étudiés entre autres par l'écrivain américain John Steinbeck, auteur avec son ami le biologiste marin Ed Ricketts d'un important rapport en 1947, fournissant de nombreuses observations d'échinodermes. Une réédition de cette expédition en 2004 a montré des changements majeurs dans ce groupe en mer de Cortez. 
Quatre des cinq classes d'échinodermes sont représentées dans la Mer de Cortez, de manière relativement homogène. Une étude de 2005 a recensé 193 espèces d'échinodermes de 51 familles différentes (soit 2,75 % des échinodermes connus), toutes profondeurs confondues : 44 étoiles de mer, 64 ophiures, 40 oursins et 45 holothuries. Les crinoïdes en sont absents. 

## Étoiles de mer
La classe des Asteroidea (les étoiles de mer) comprend environ 1 900 espèces réparties dans tous les océans. On peut en trouver à toutes les profondeurs, de la zone de balancement des marées à −6 000 mètres de fond. Elles peuvent avoir cinq bras ou davantage. Toutes ont un disque central portant en partie supérieure (face « aborale ») l’anus et le madréporite, et sur la face inférieure (face « orale ») une bouche dépourvue de dents mais par laquelle certaines astérides peuvent « dévaginer » leur estomac pour le projeter sur la proie et commencer ainsi à la digérer de façon externe. 
On compte entre 44 et 58 espèces d'étoiles de mer dans le golfe de Californie, réparties dans 17 familles. 29 d'entre elles sont limitées aux grandes profondeurs (>200 m). 

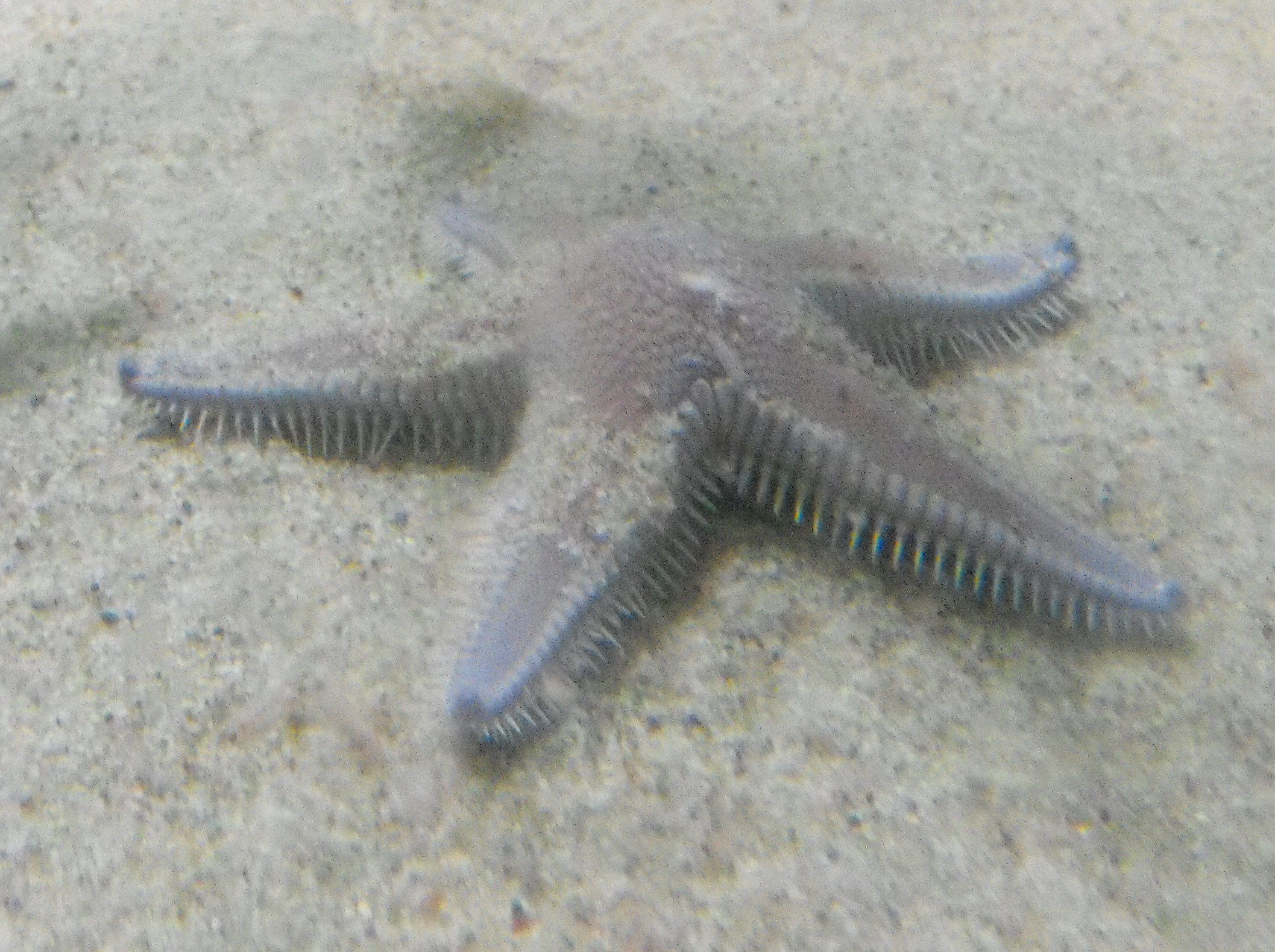
Étoile peigne armée (Astropecten armatus)
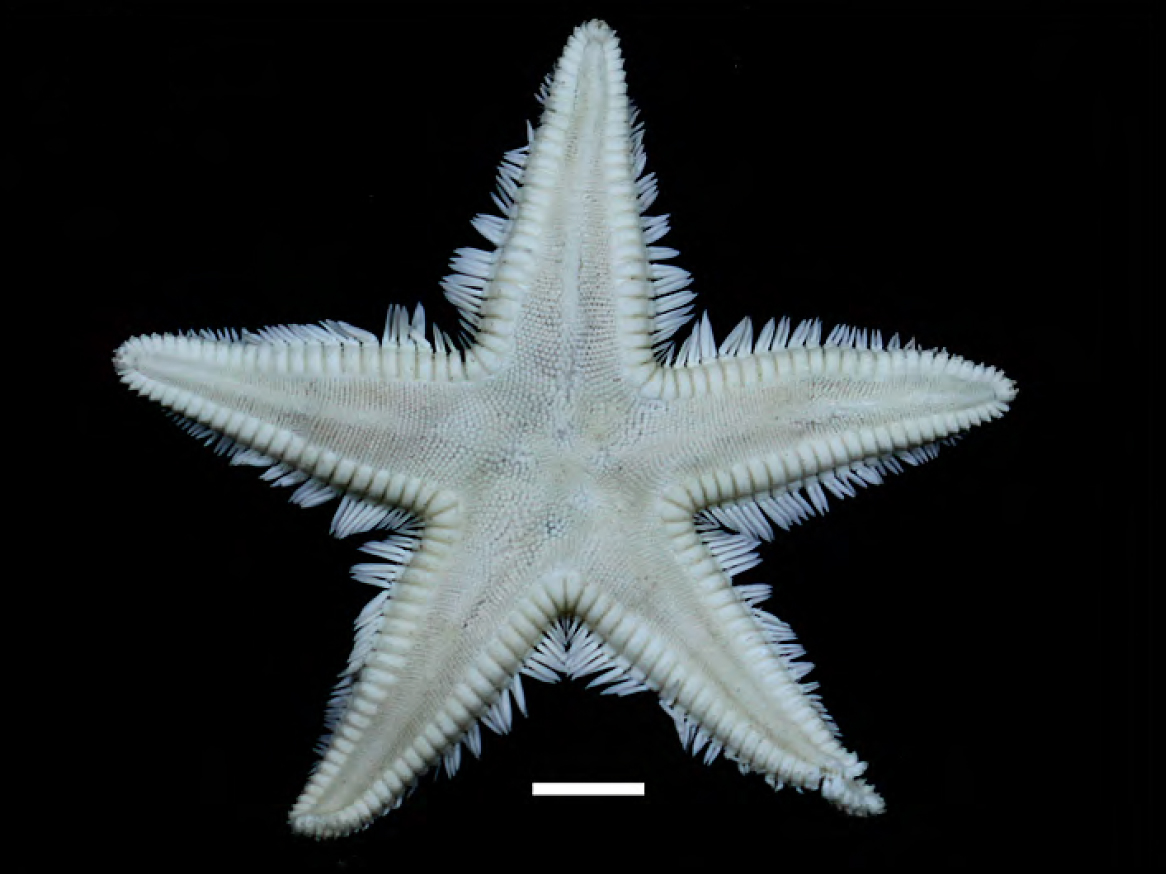
Étoile peigne royale (Astropecten regalis)
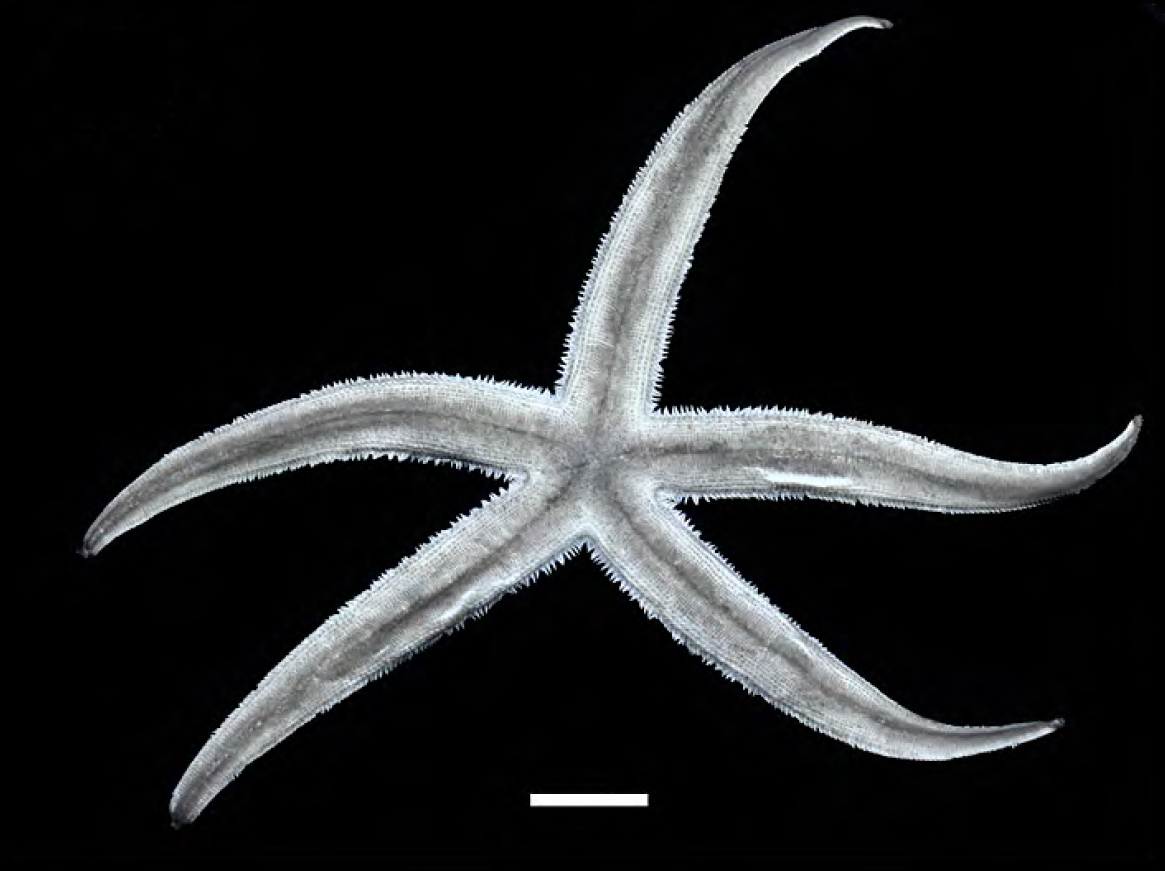
Luida columbia
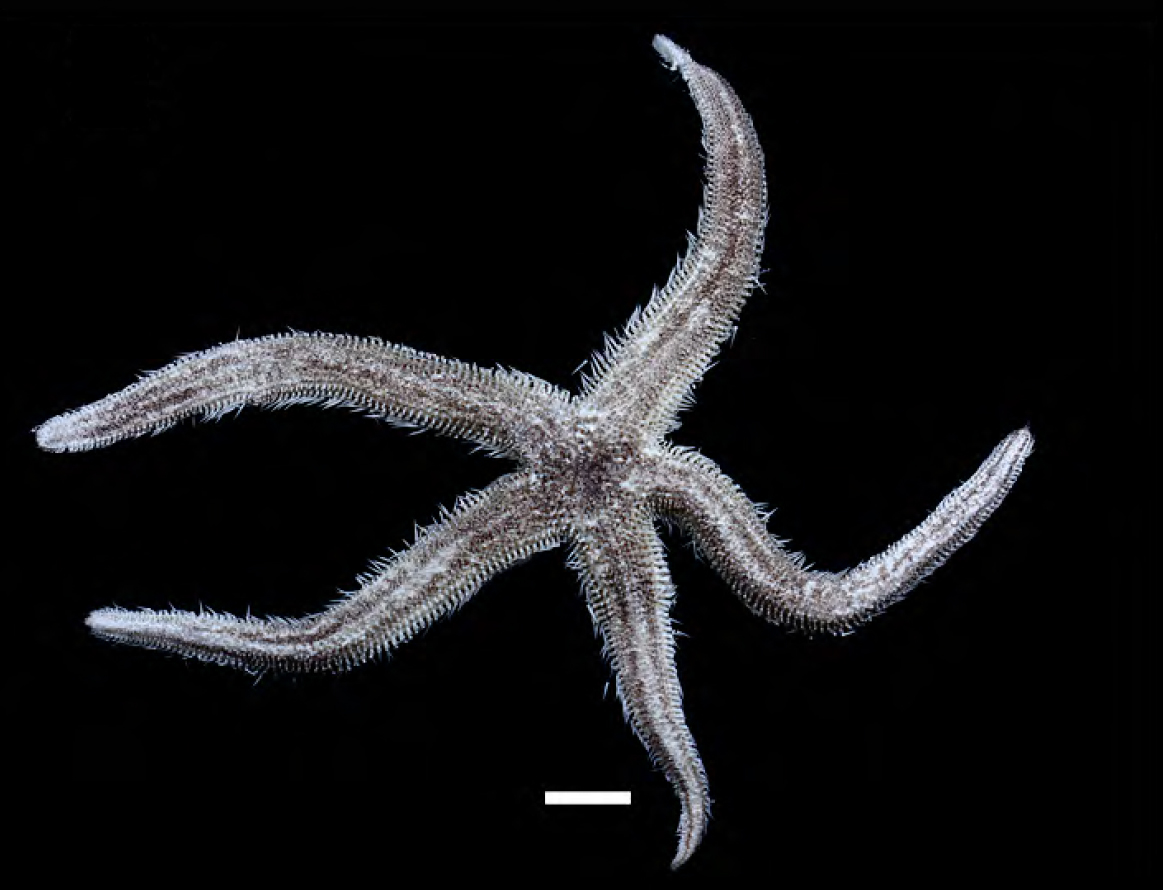
Luida superba
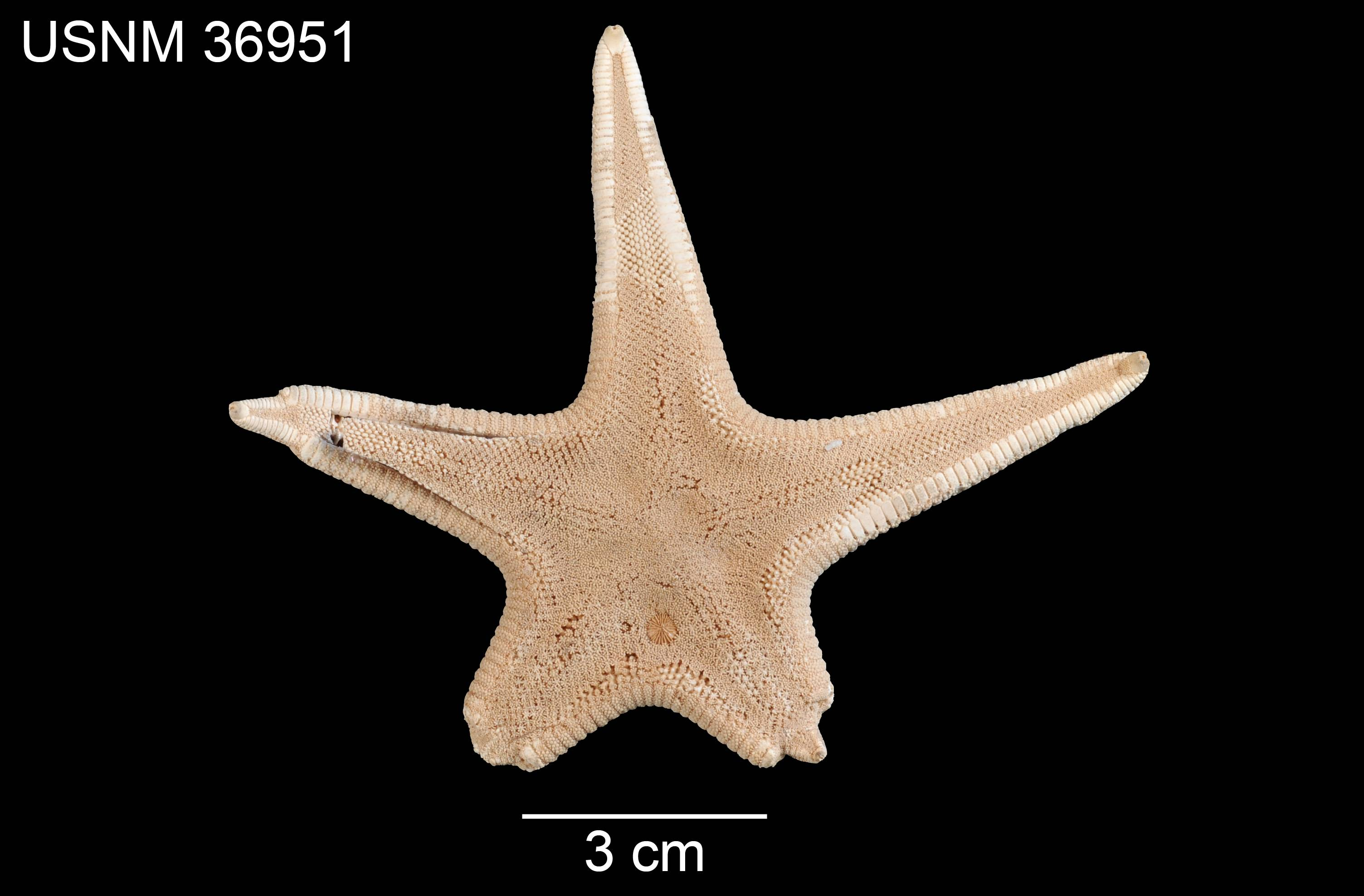
Tethyaster canaliculatus
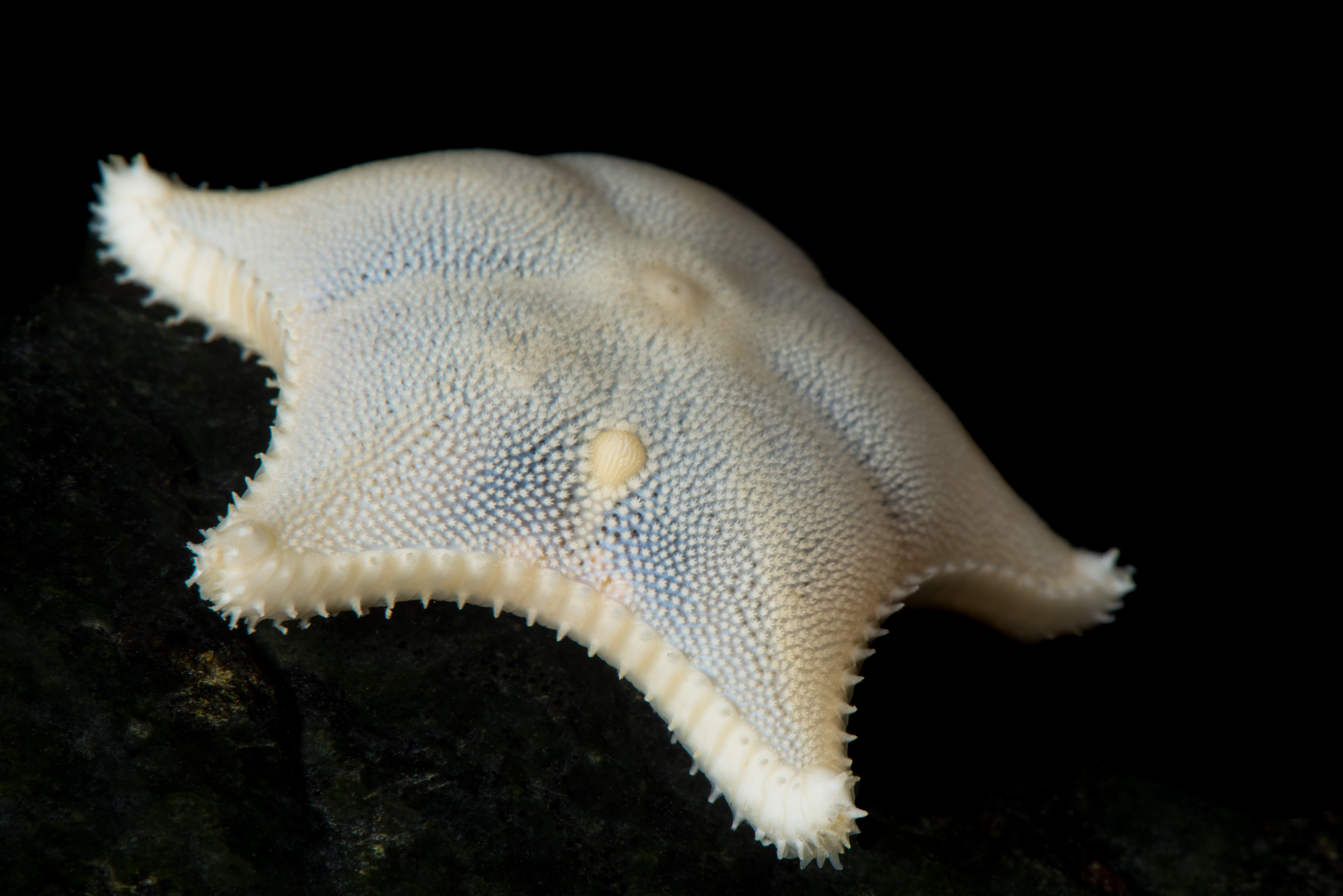
Ctenodiscus crispatus
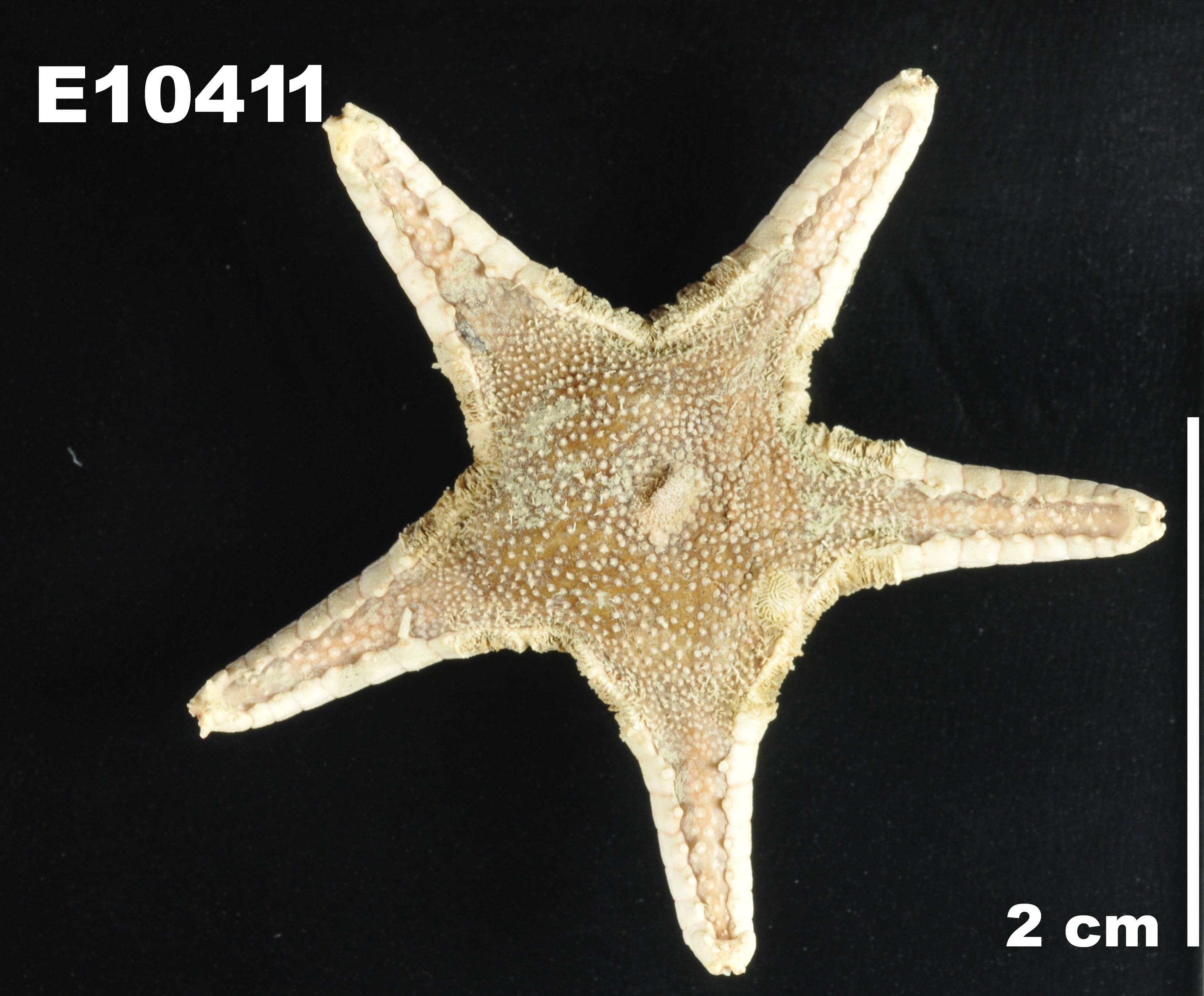
Eremicaster pacificus
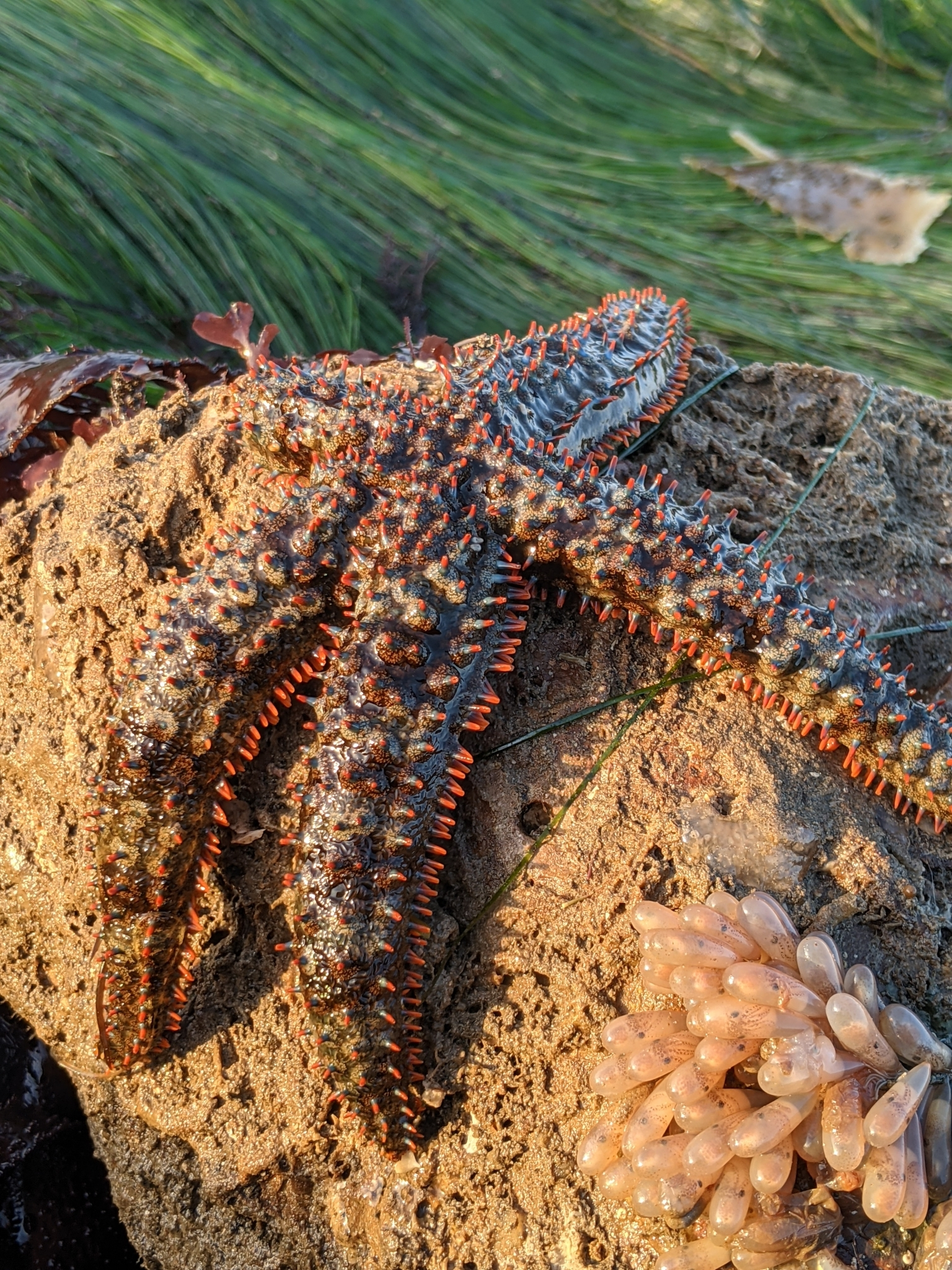
Astrometis sertulifera
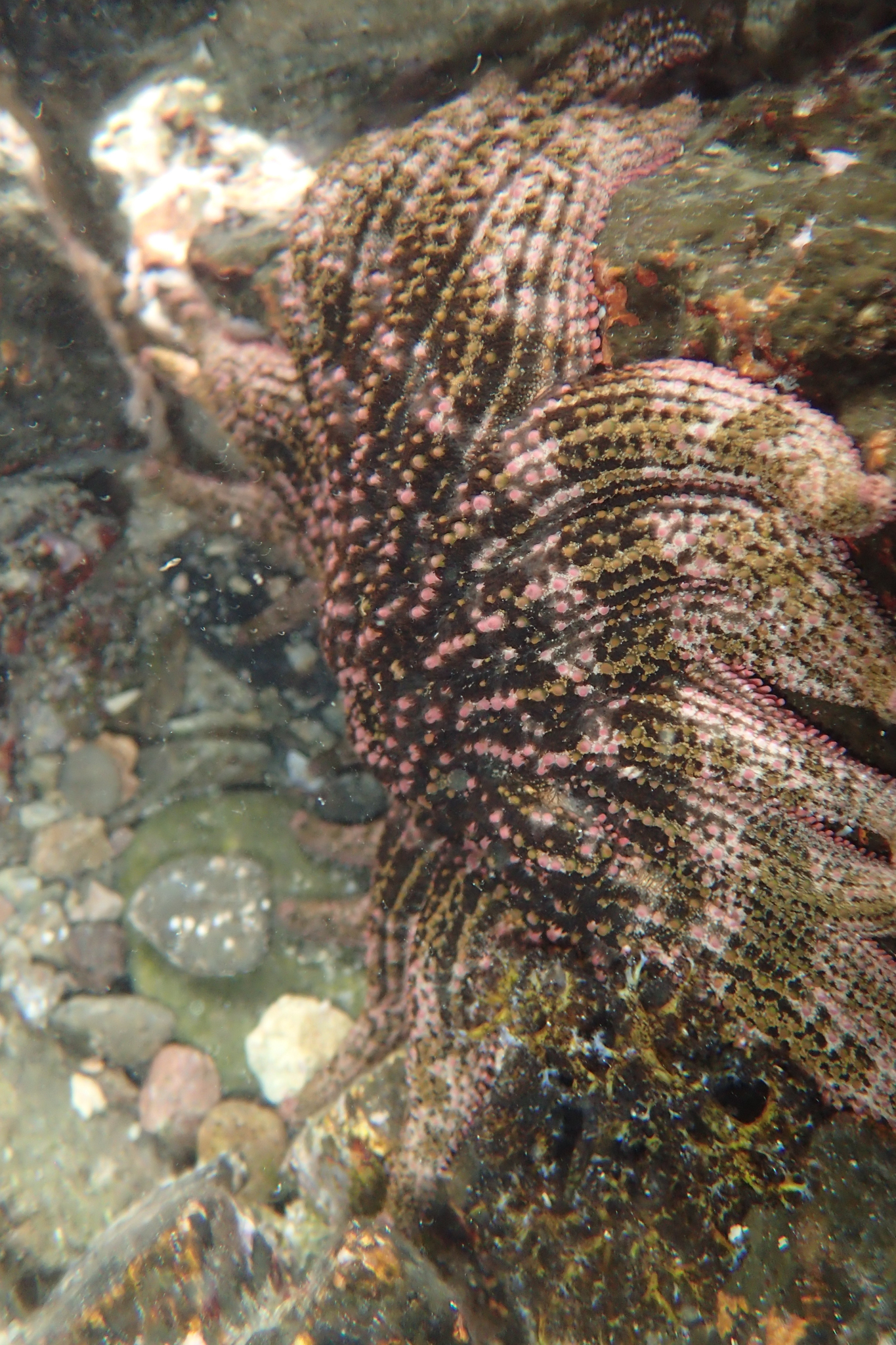
Heliaster kubiniji
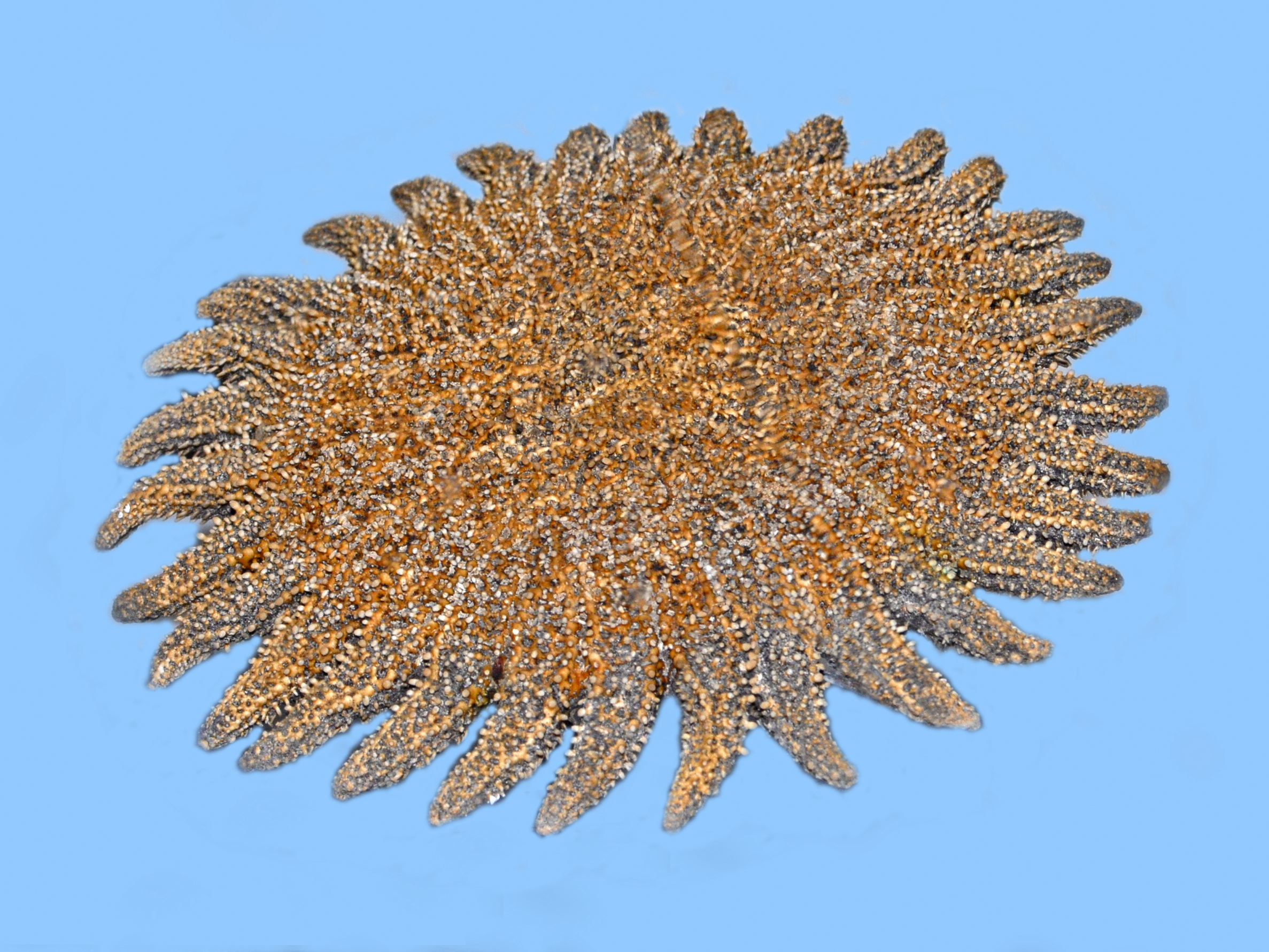
Heliaster microbrachius
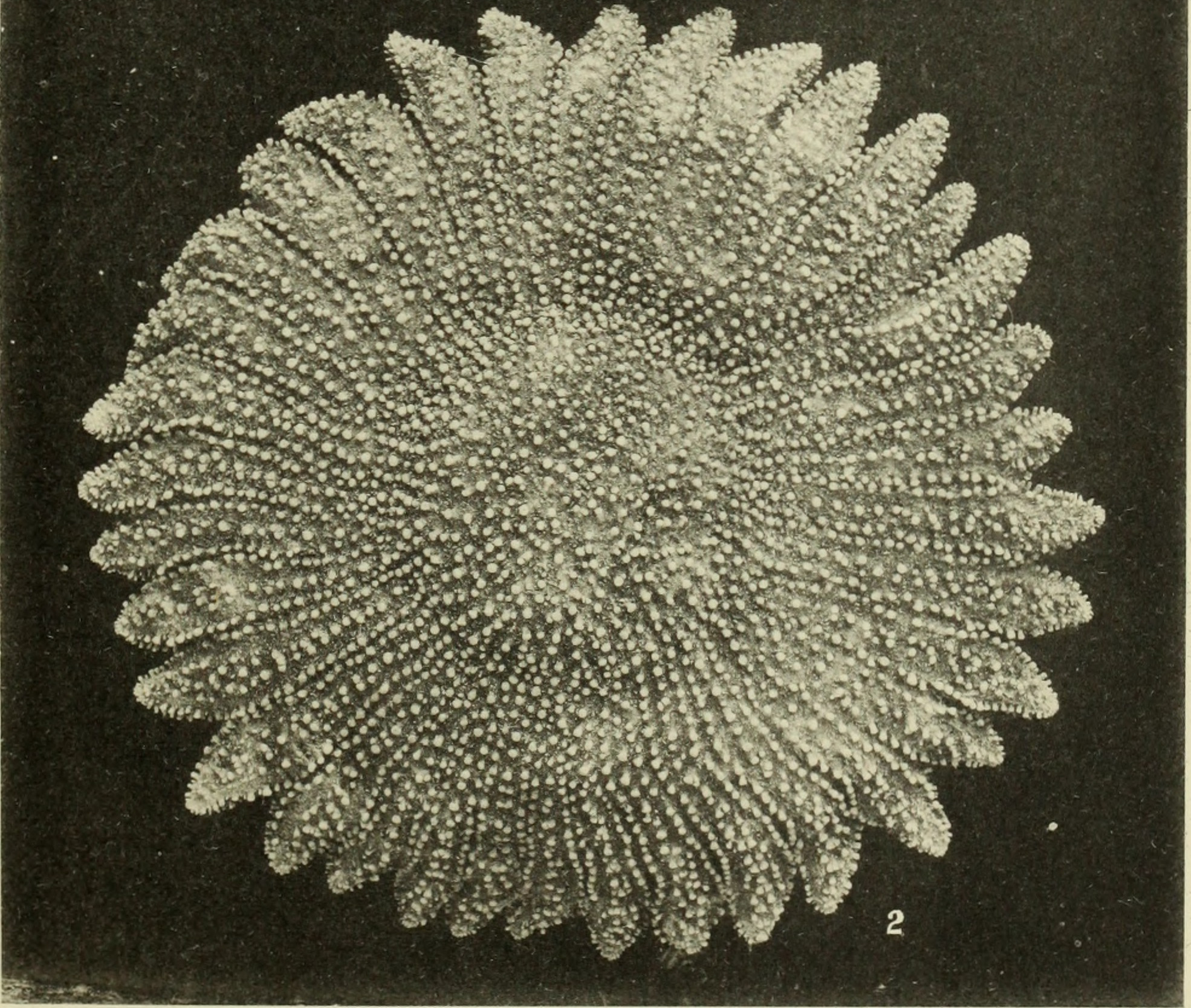
Heliaster polybrachius
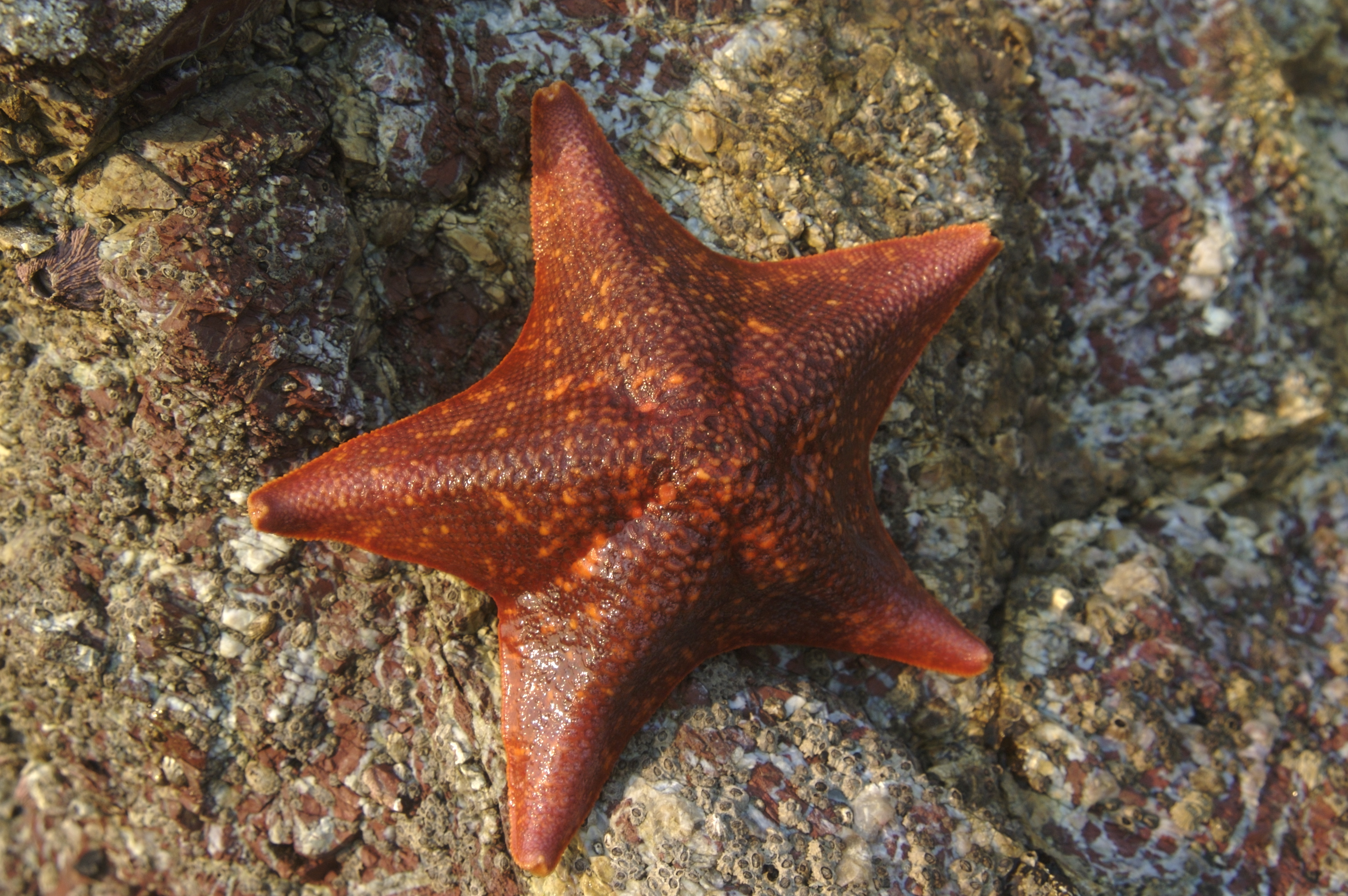
Étoile chauve-souris (Patiria miniata)
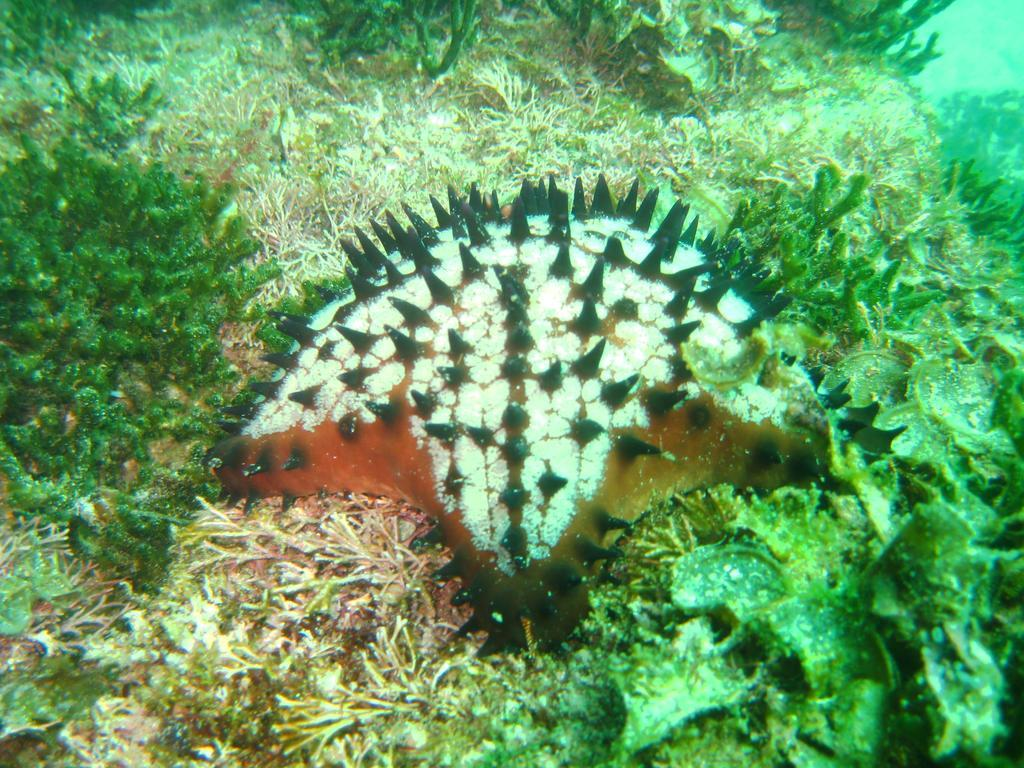
Étoile chocolat (Nidorellia armata)
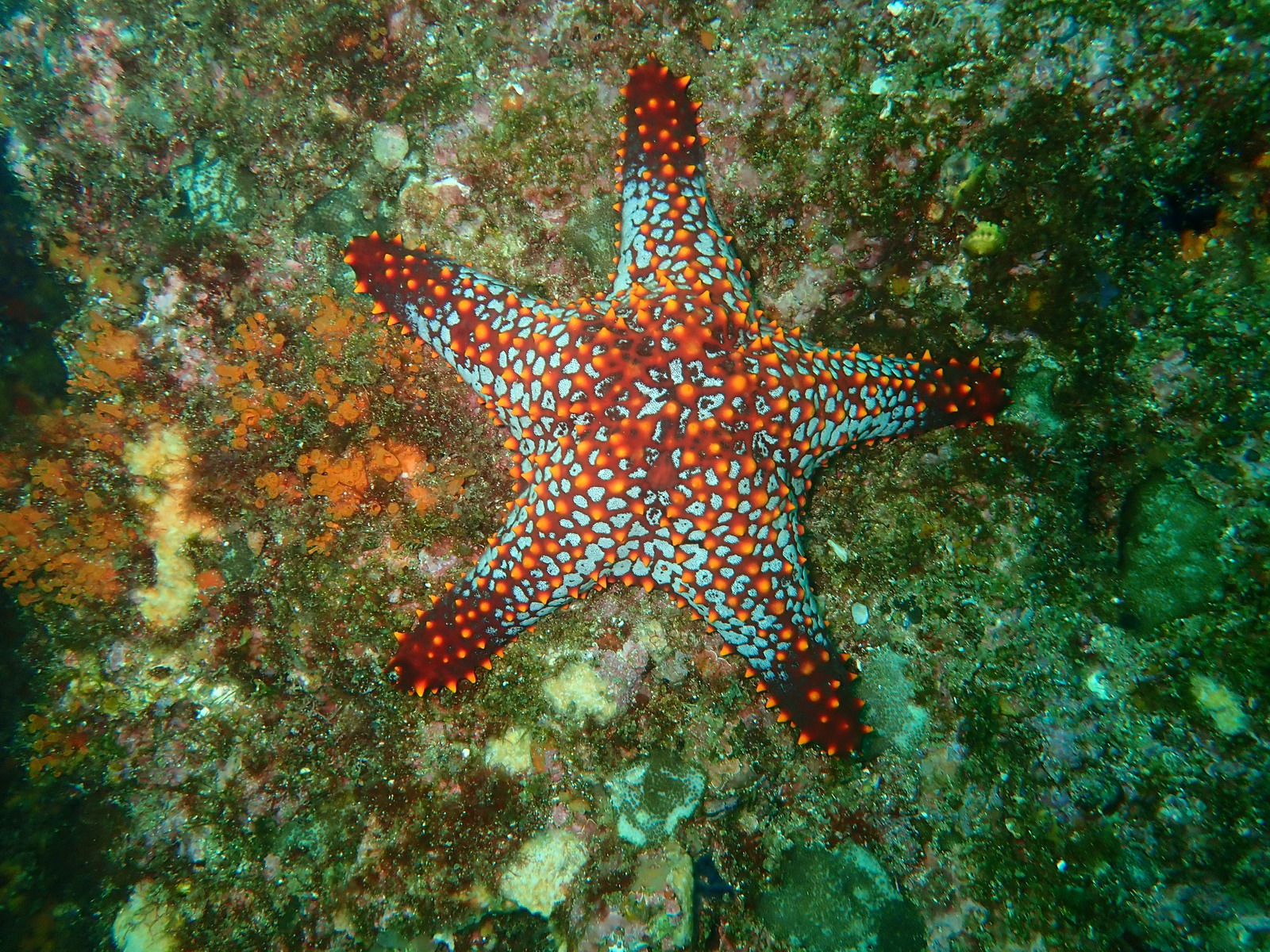
Étoile coussin rouge (Pentaceraster cumingi)
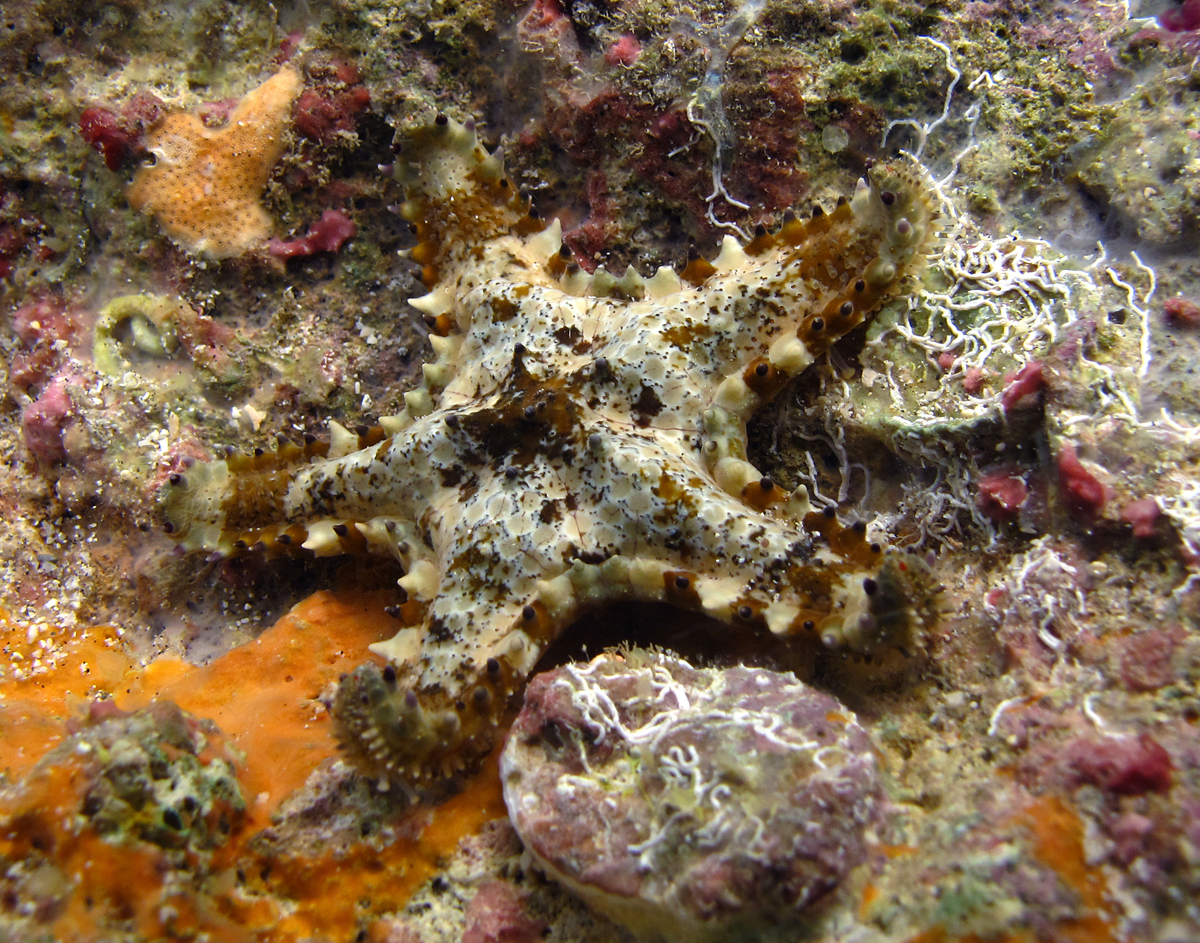
Asteropsis carinifera
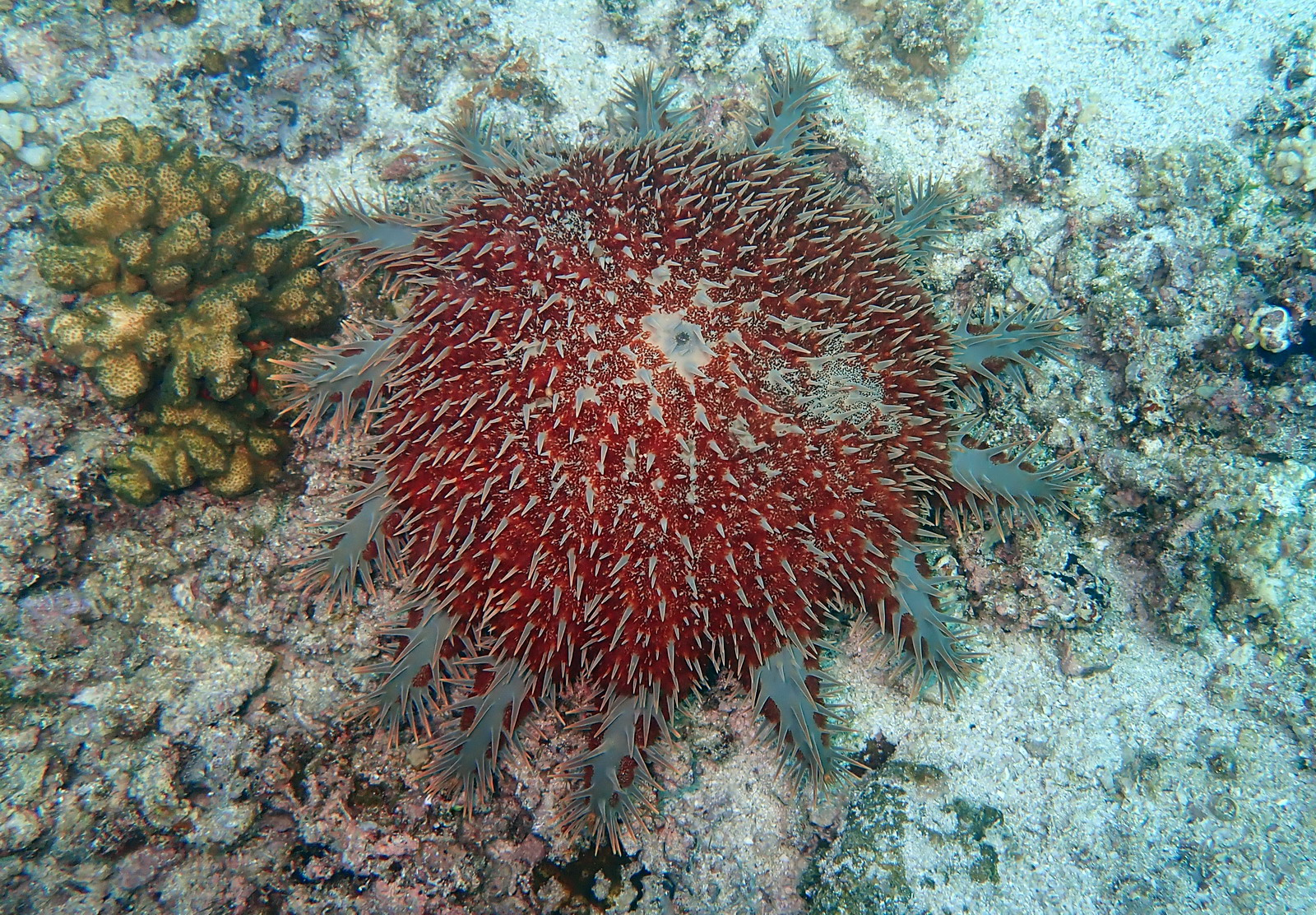
Étoile couronne d'épines (Acanthaster planci "ellisi")
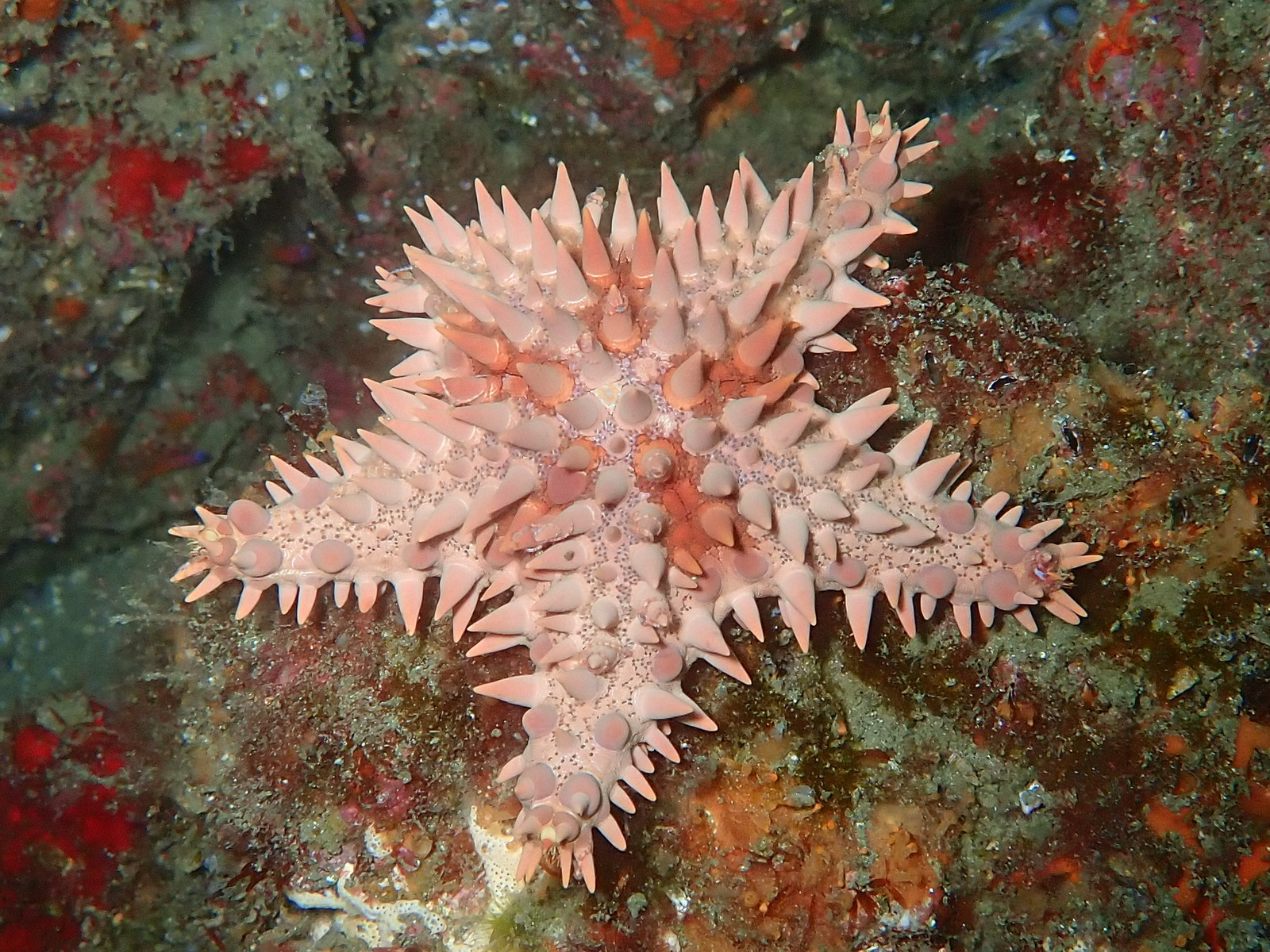
Amphiaster insignis
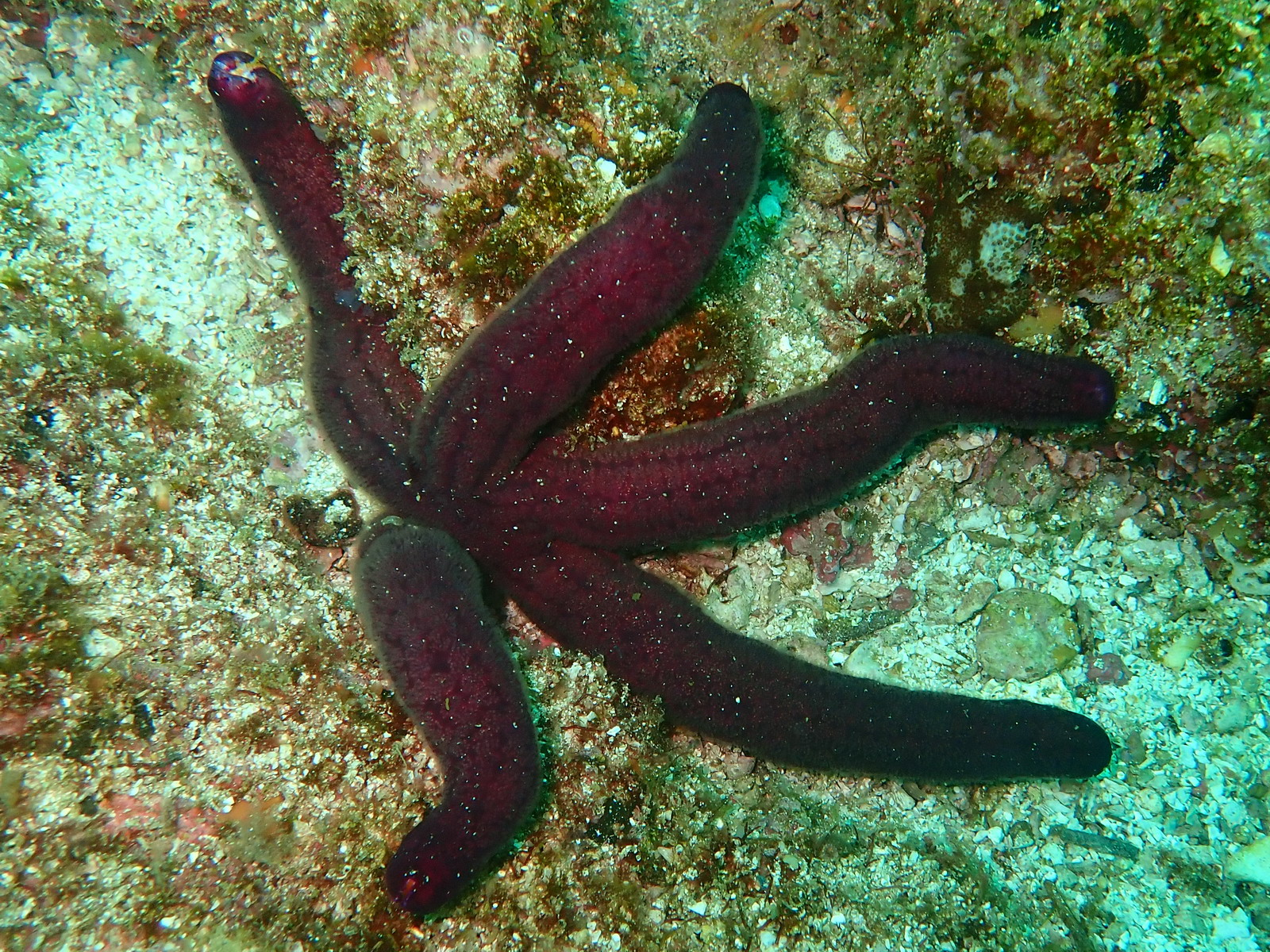
Leiaster teres
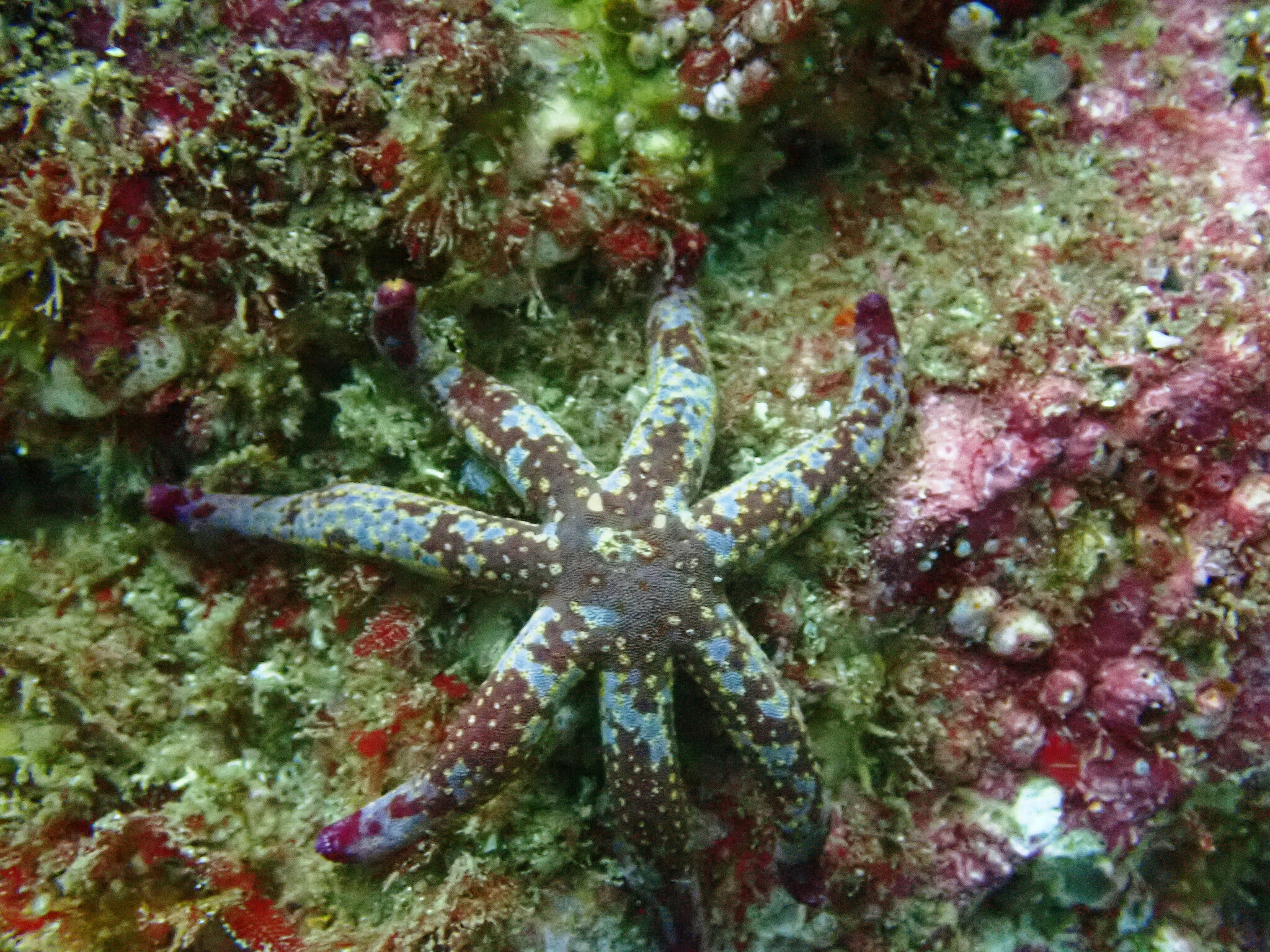
Linckia columbiae
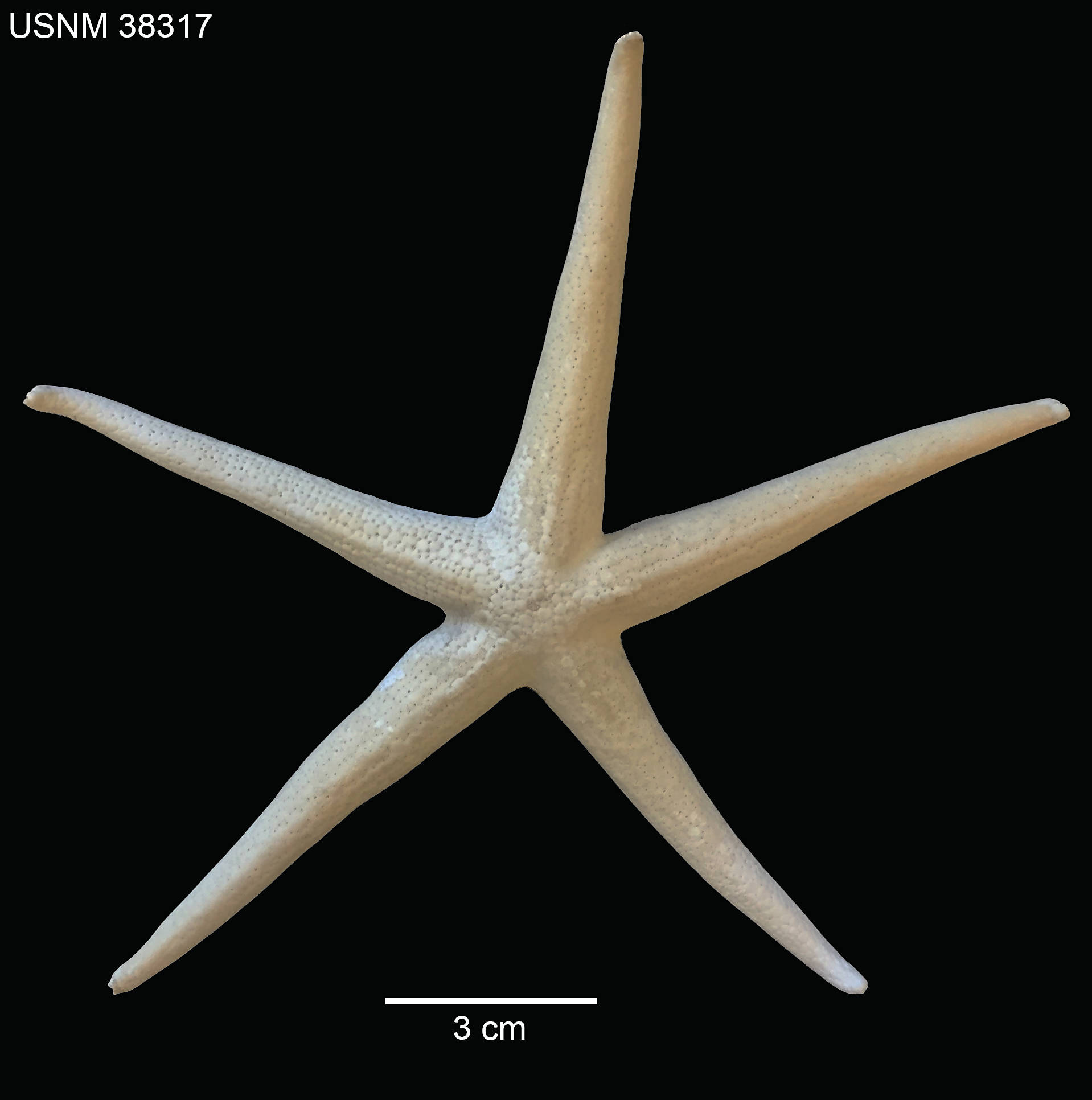
Narcissia gracilis
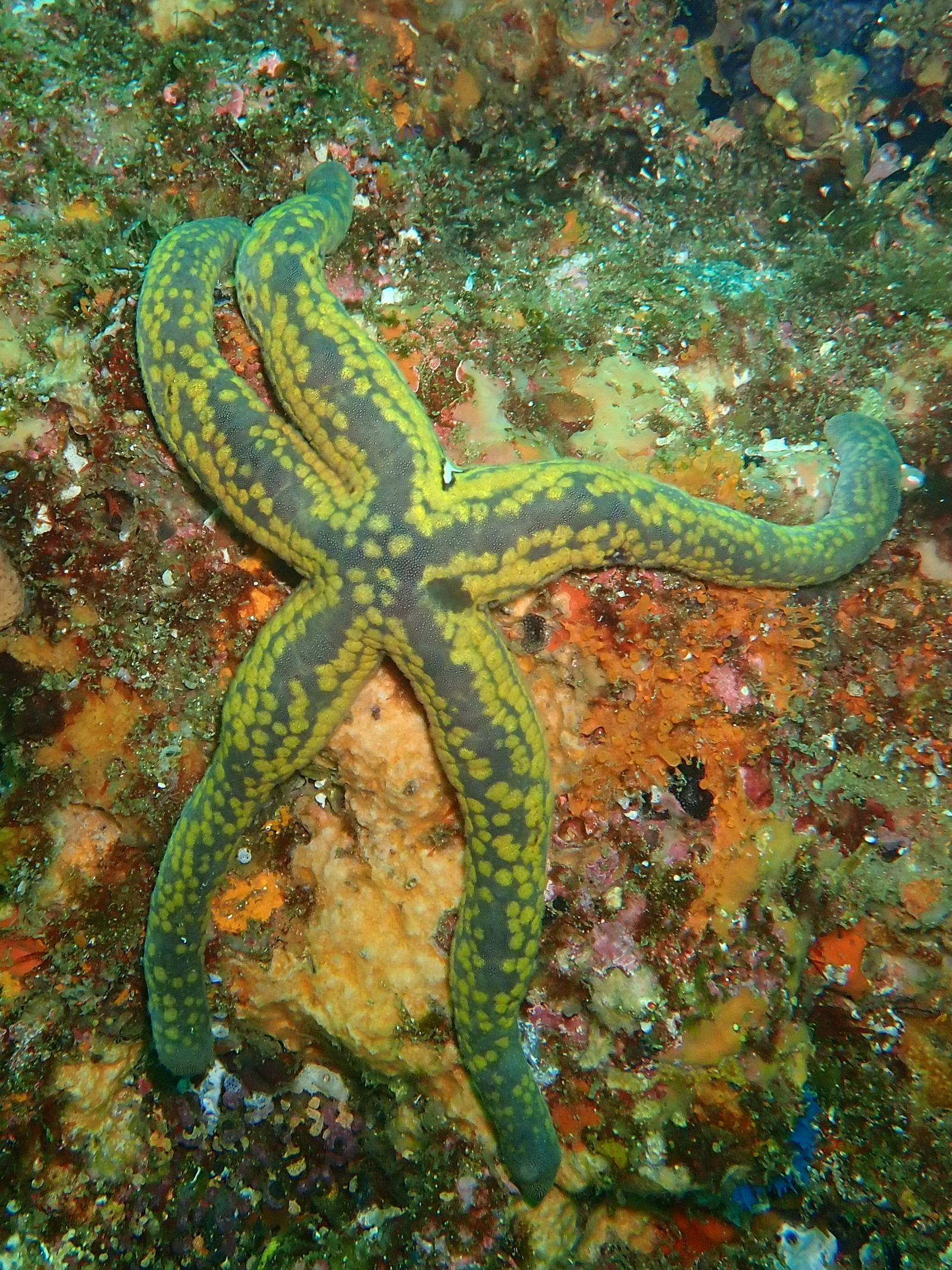
Pharia pyramidata
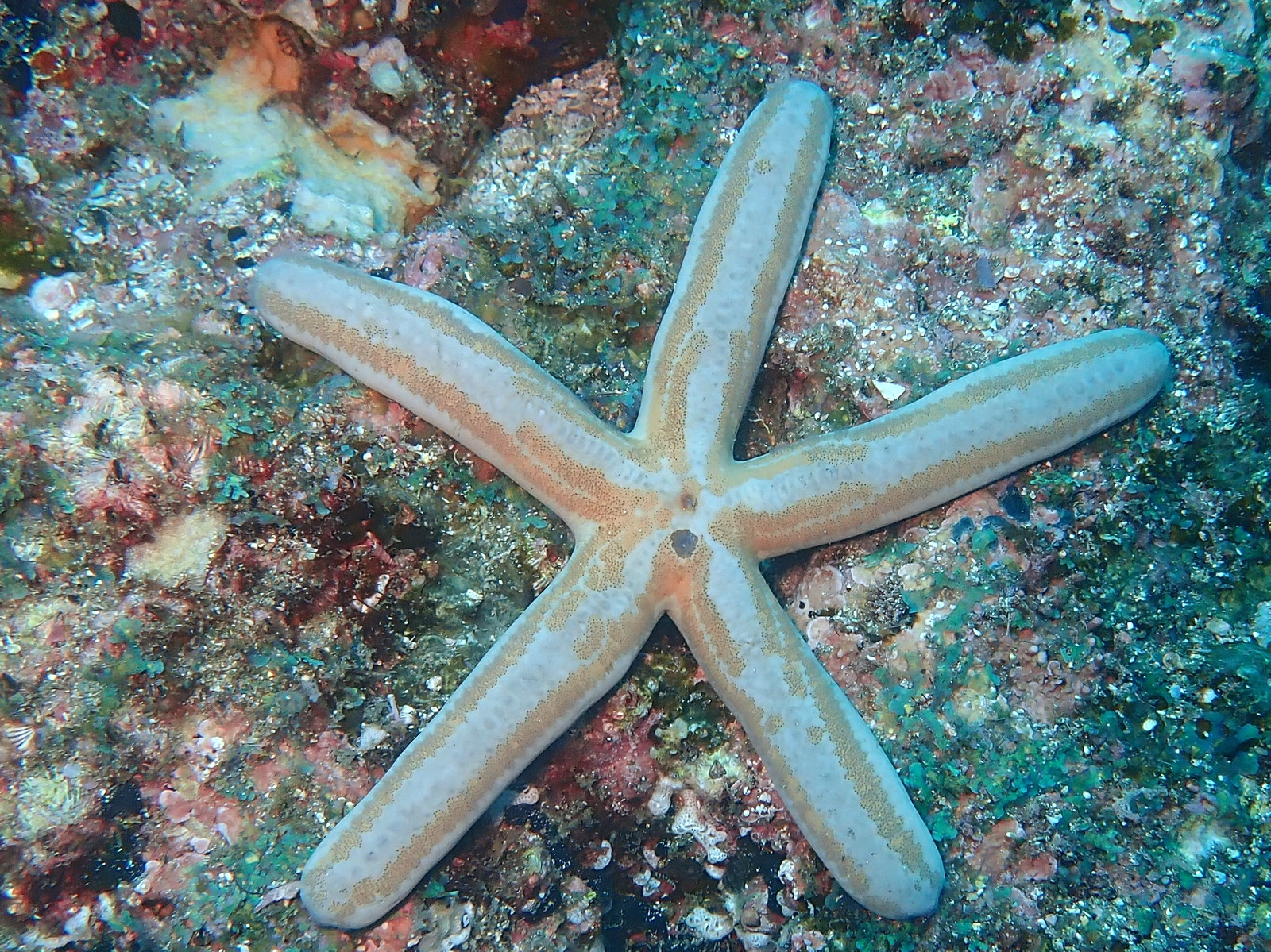
Étoile bleue (Phataria unifascialis)
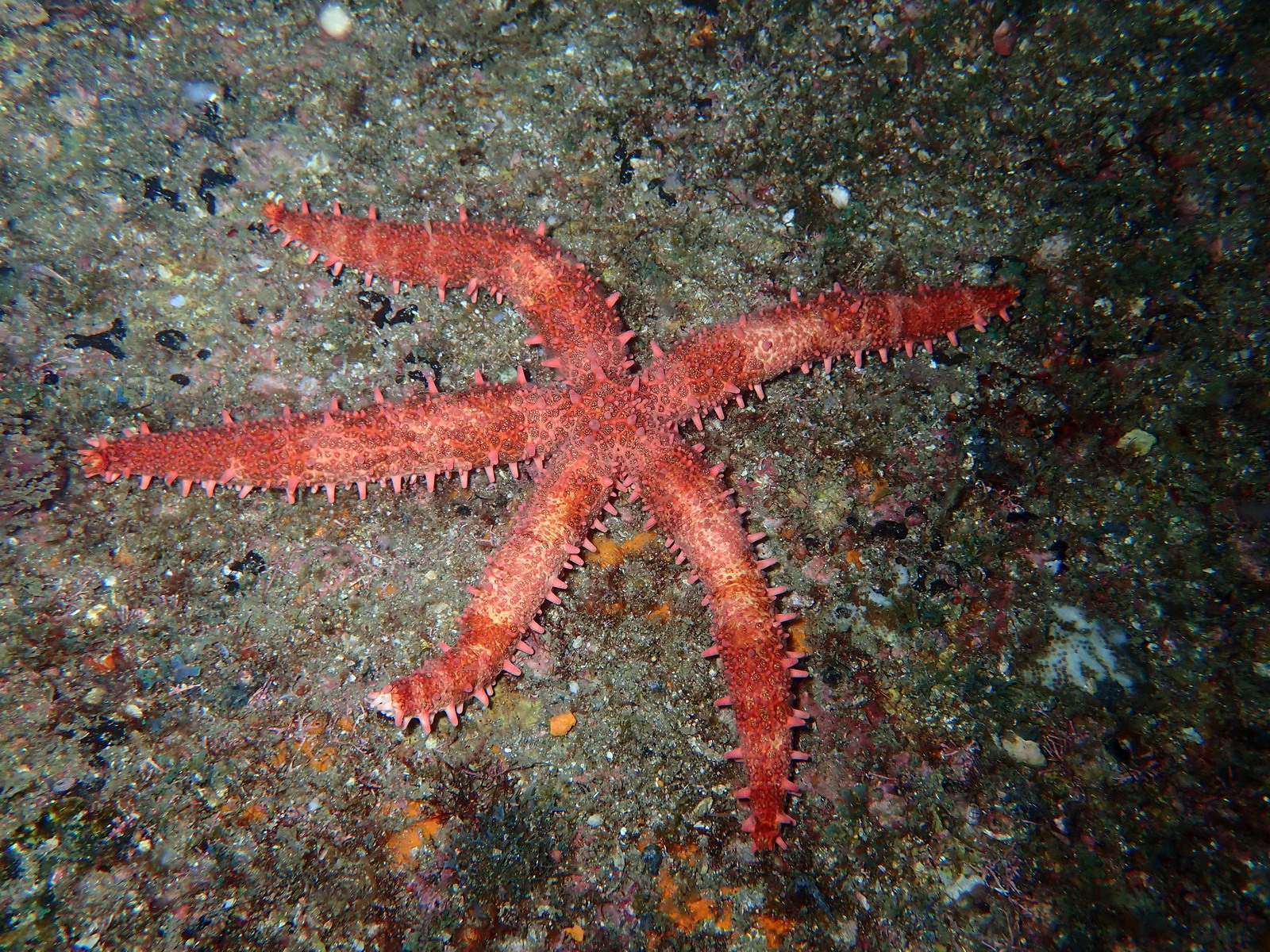
Étoile cloutée (Mithrodia bradleyi)
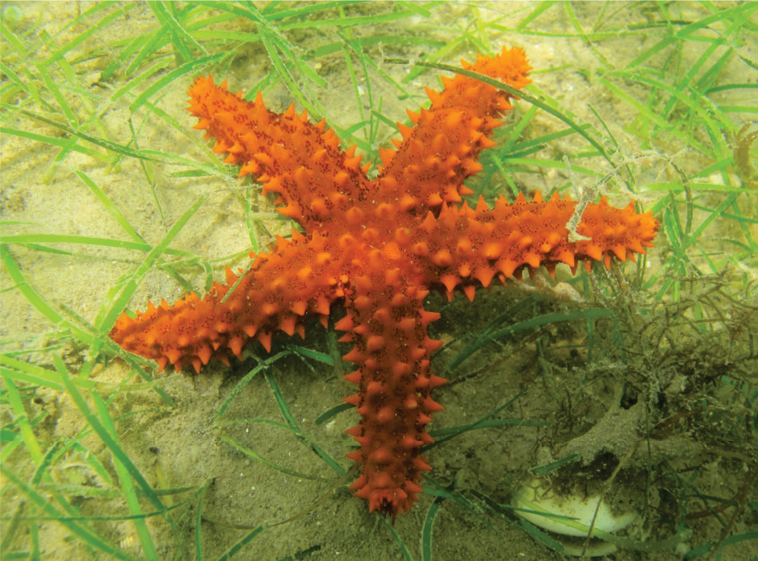
Echinaster echinophorus
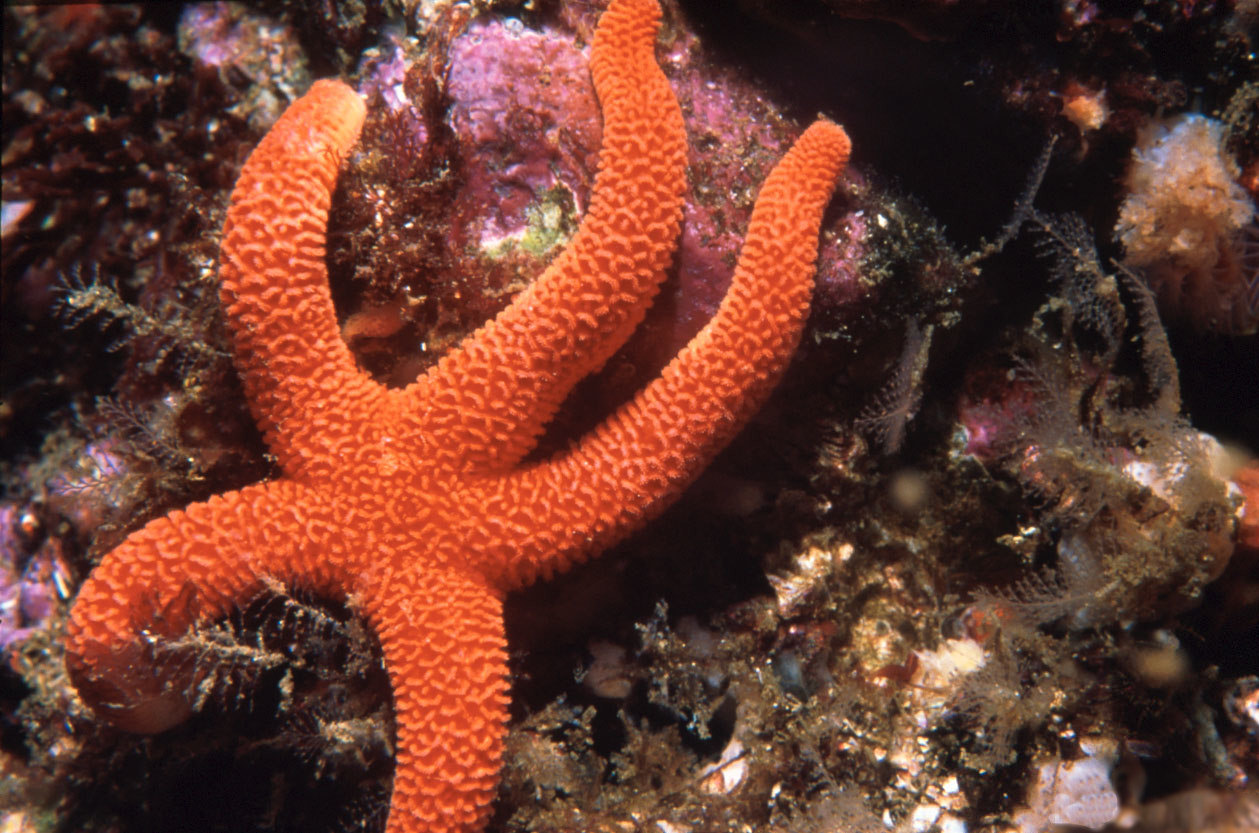
Étoile sanguine (Henricia leviuscula)
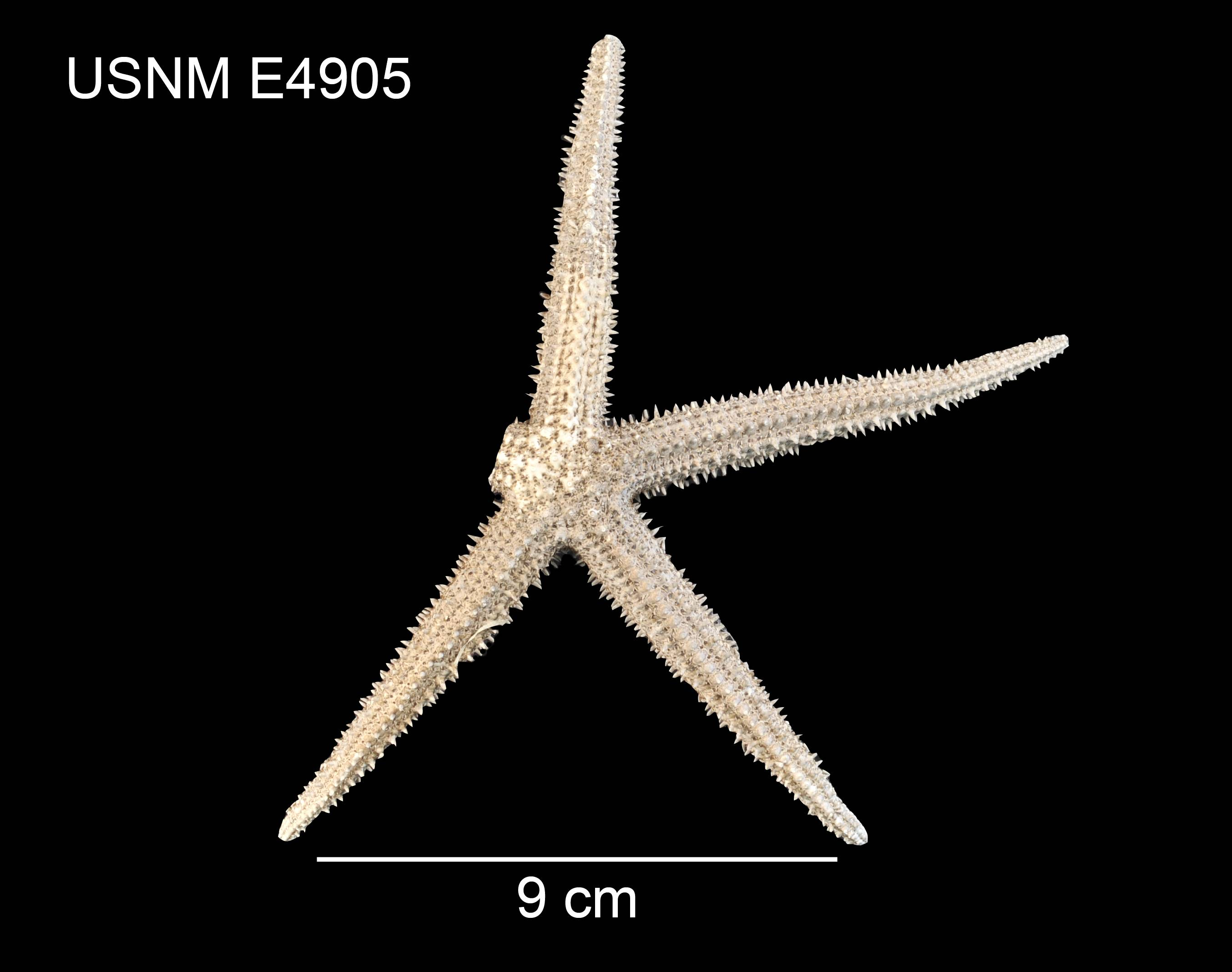
Myxoderma longispinum
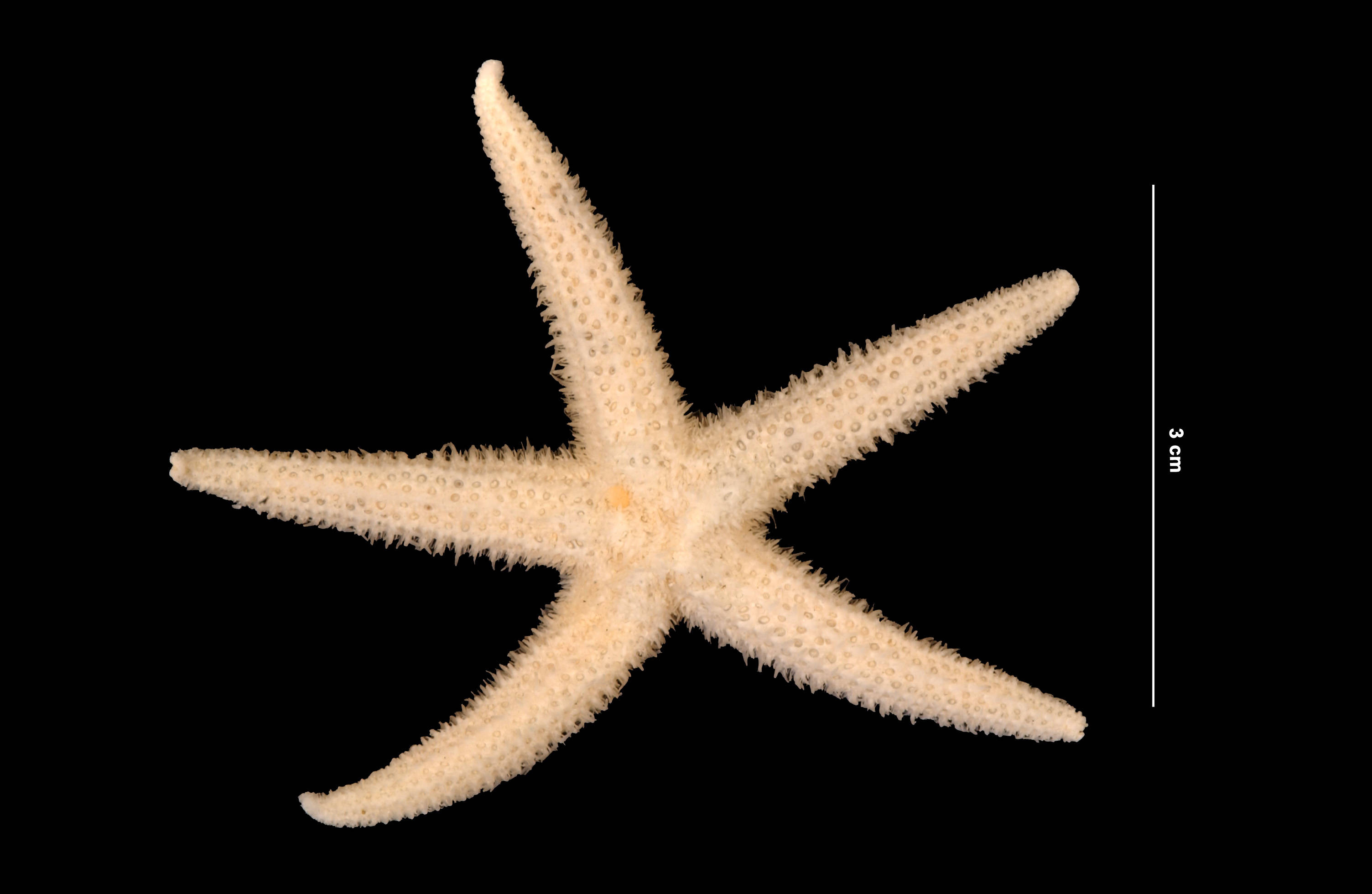
Myxoderma platyacanthum

Espèces non illustrées : Astropecten brevispinus, Luidia armata, Luidia bellonae, Luidia brevispina, Luidia ferruginea, Luidia ludwigi, Luidia phragma, Luidia tesselata, Benthopecten pectinifer, Cheiraster agassizii, Leiaster coriaceus, Echinaster parvispinus, Echinaster tenuispinus, Henricia nana, Henricia clarki, Cnemidaster nudus, Rathbunaster californicus.

## Ophiures
Les ophiures (du grec ophis, « serpent », et oura, « queue ») ne sont pas des étoiles de mer, mais un groupe proche (toutes deux font partie de la sous-classe des Asterozoa). Parmi les différences on trouve des bras très fins et très souples, indépendants du corps, qui ne se touchent pas à leur base, et l’absence d’anus (les rejets se font par la bouche). Elles sont de surcroît beaucoup plus rapides, et se déplacent en se portant sur leurs longs bras. Le corps discoïdal est aplati sur la face inférieure, et généralement bombé en face supérieure.
Les ophiures sont des charognards et détritivores rapides et abondants, qui passent la journée dissimulés dans des trous ou sous des roches et sortent la nuit pour se nourrir sur le fond. Quand elles sont manipulées, la plupart des espèces peuvent sectionner leurs bras pour échapper à leur prédateur : celui-ci repoussera en quelques semaines ou mois. 
Il existe un ordre d’ophiures dont la morphologie est totalement différente, les Euryalida ou « gorgonocéphales », dont les nombreux et longs bras très ramifiés se déploient la nuit pour capturer le plancton.
On compte entre 64 et 71 espèces d'ophiures dans le golfe de Californie, réparties dans 12 ou 14 familles.

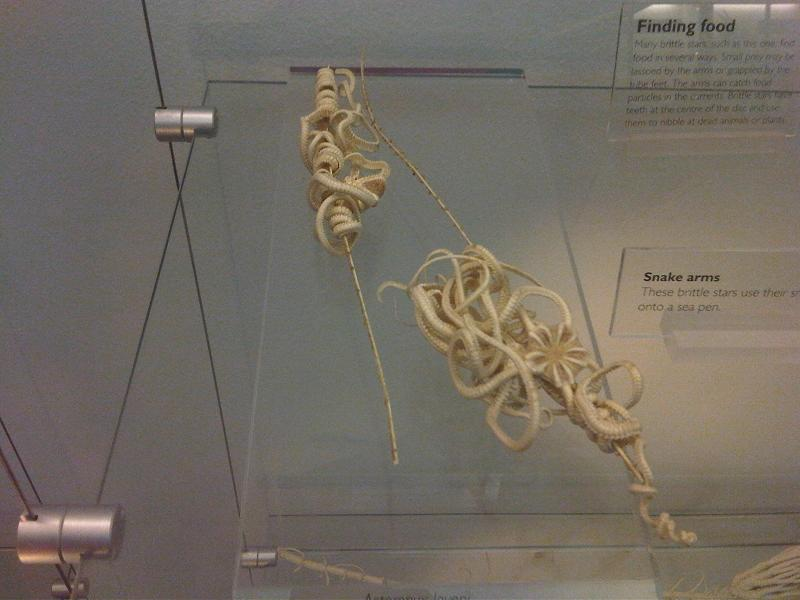
Asteronyx loveni
Amphichondrius granulatus
Ophiolepis crassa
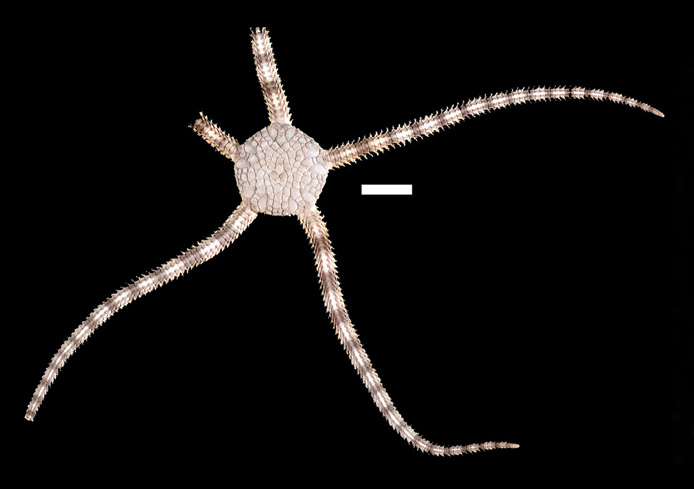
Ophiolepis pacifica
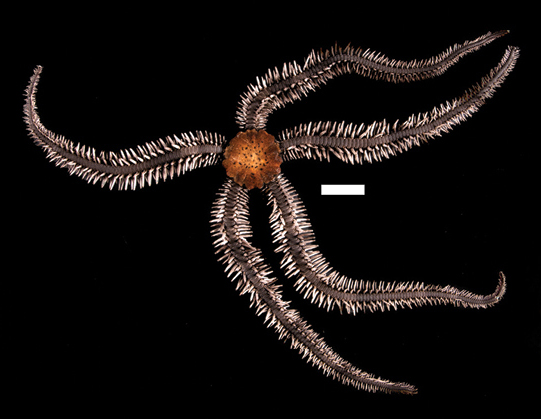
Ophiocoma aethiops
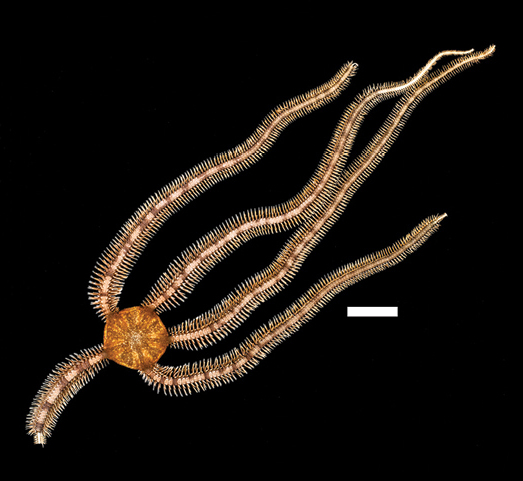
Ophiocomella alexandri
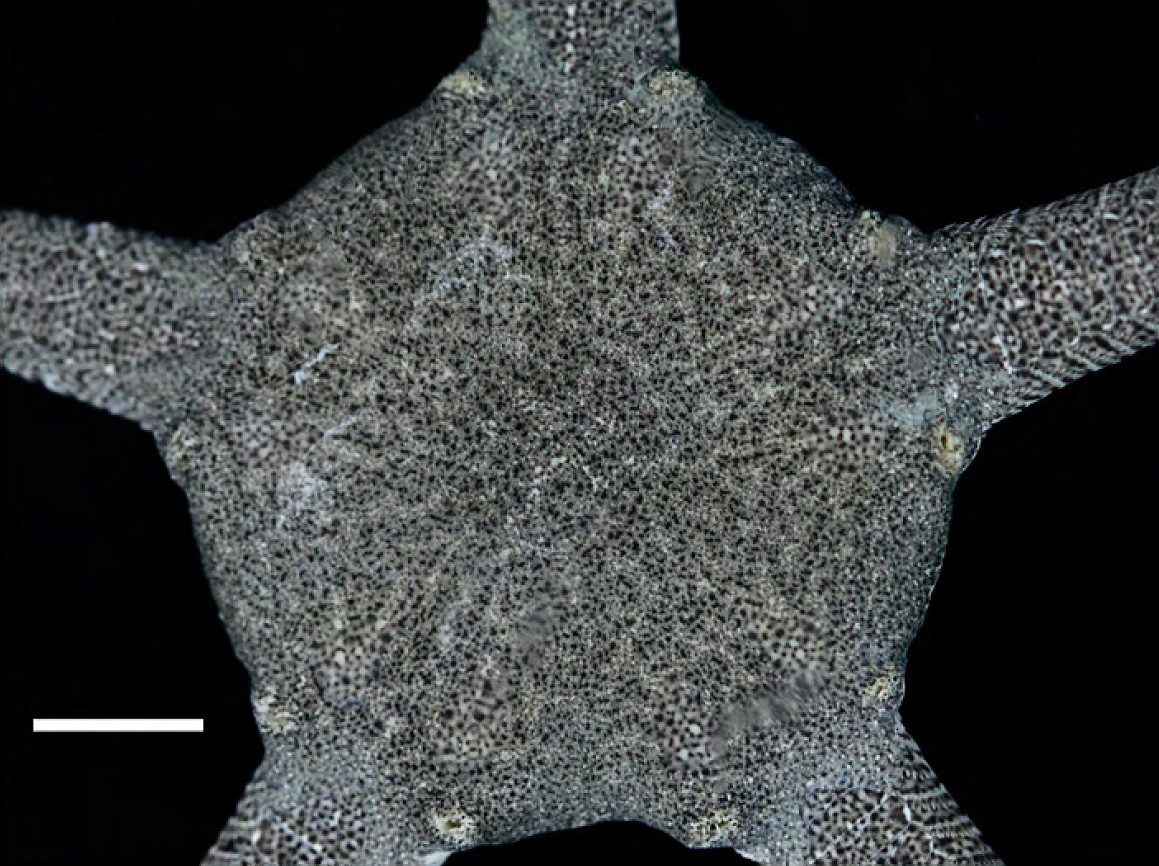
Diopederma daniana
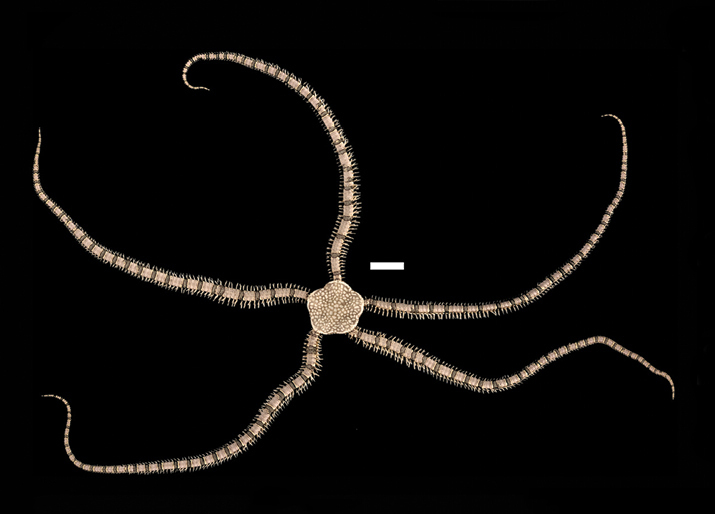
Ophionereis annulata
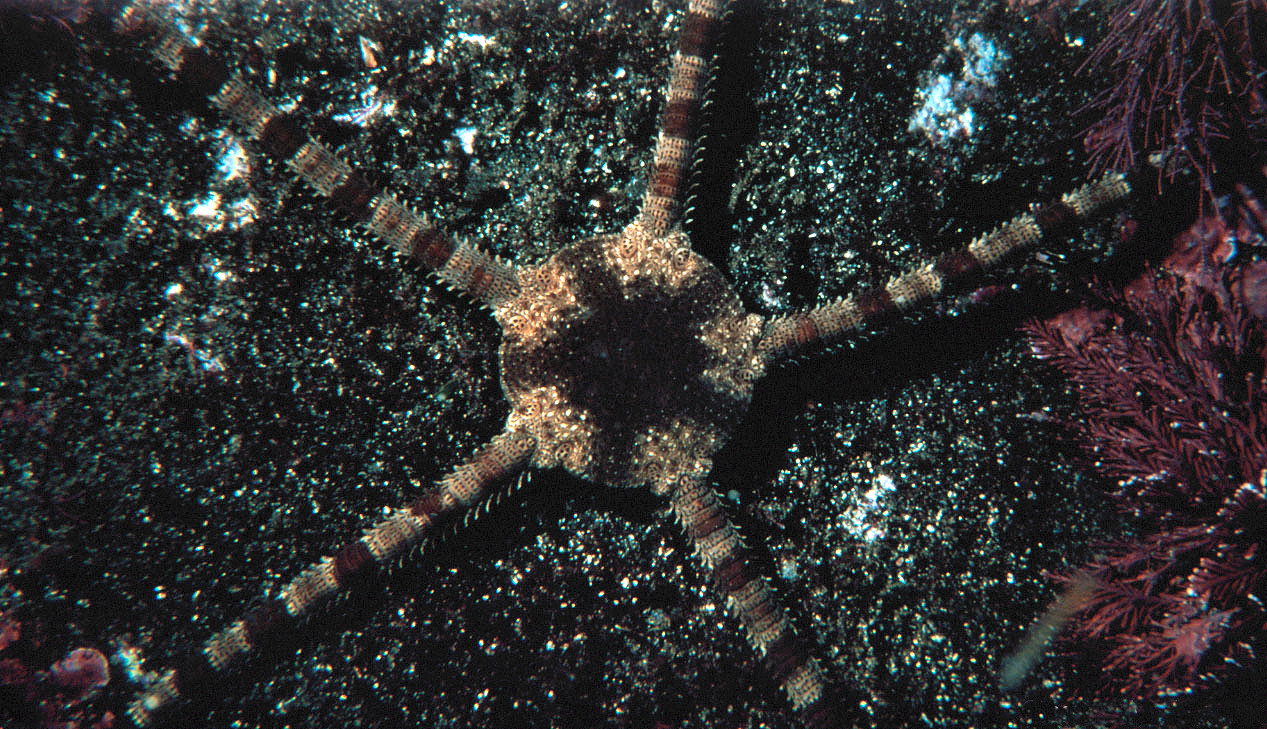
Ophioderma panamense
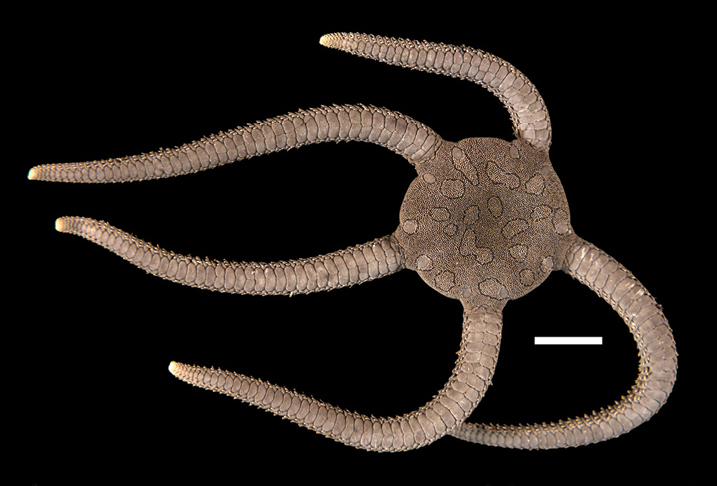
Ophioderma teres
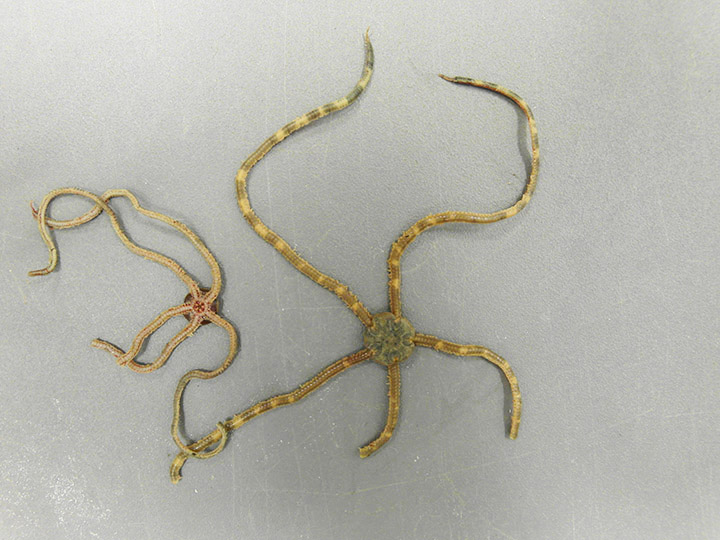
Hemipholis elongata
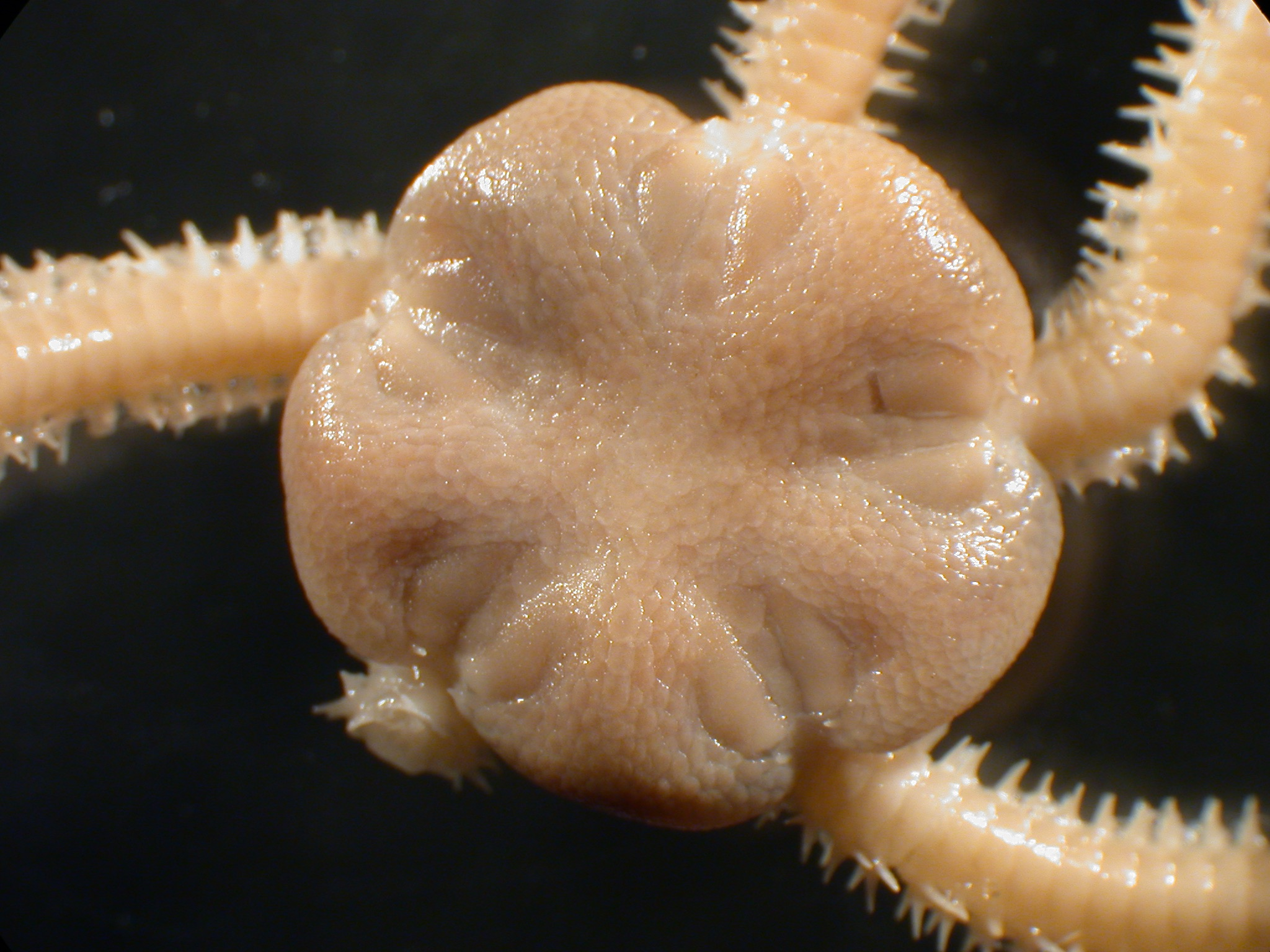
Hemipholis gracilis
Ophiactis seminuda
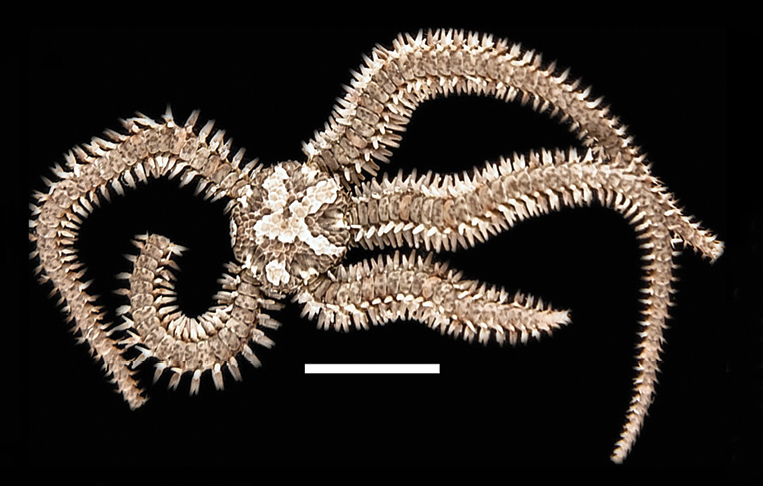
Ophiactis simplex
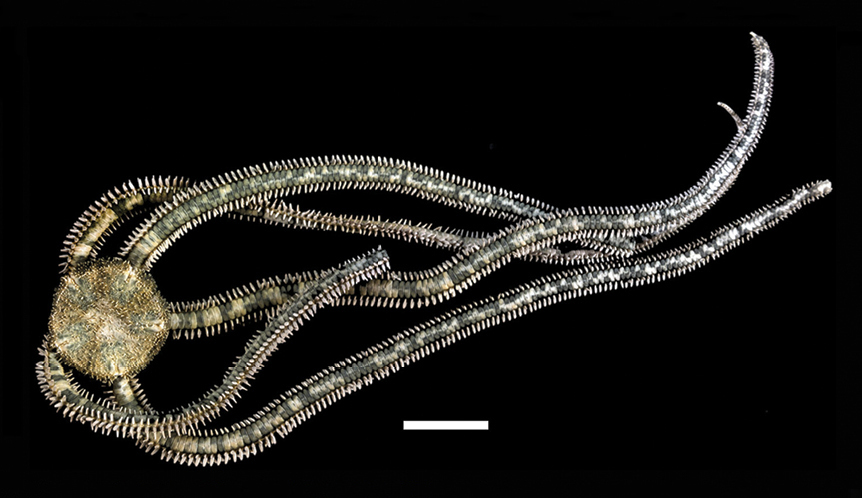
Ophiocnida hispida
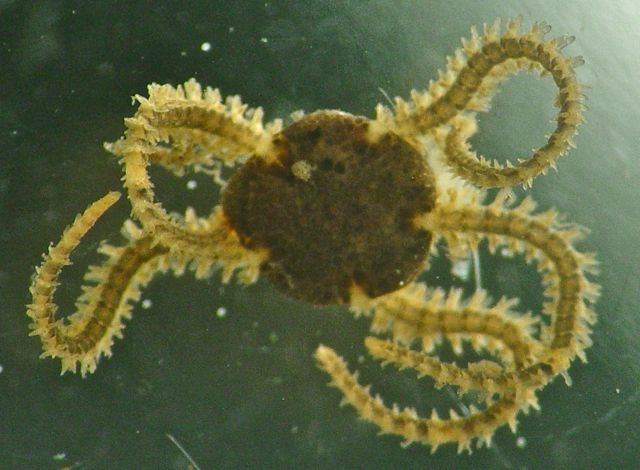
Amphipholis squamata
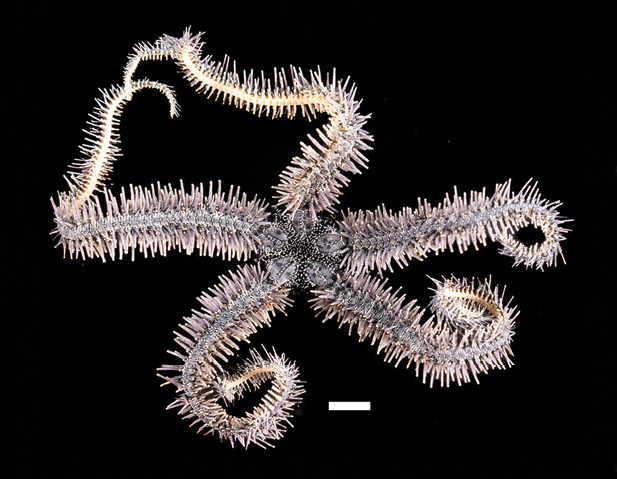
Ophiothrix rudis
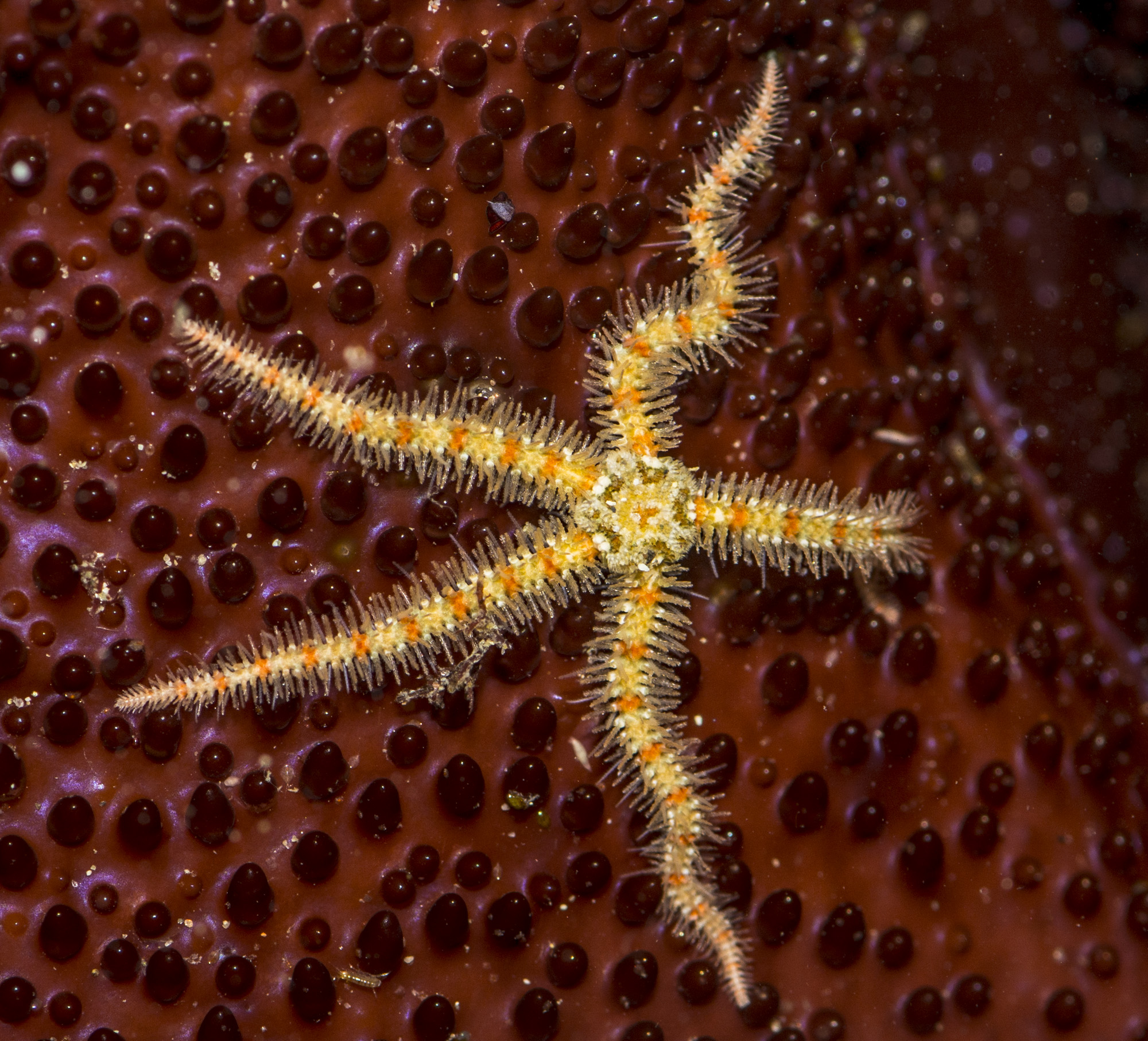
Ophiothrix spiculata
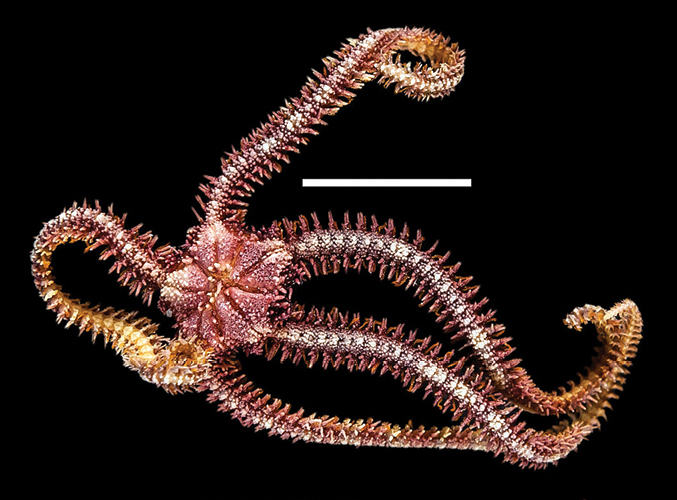
Ophiothela mirabilis
Ophiopaepale diplax

Espèces non illustrées : Asteronyx dispar, Astrocaneum spinosum, Astrodictyum panamense, Amphiophiura oligopora, Gymnophiura coerulescens, Ophiolepis variegata, Ophiomusium glabrum, Ophiomusium lymani, Ophiernus polyporum, Ophiopsila californica, Ophionereis annulata, Ophionereis dictyota, Ophionereis perplexa, Ophioderma variegatum, Diopederma axiologum, Ophioncus granulosus, Ophiuroconis bispinosa, Ophiacantha diplasia, Ophiacantha phragma, Ophiacantha hirta, Ophiacantha rhachophora, Ophiacantha quadrispina, Ophiophthalmus normani, Amphigyptis perplexa, Amphiura arcystata, Amphiura diomedeae, Amphiura notacantha, Amphiura otteri, Amphiodia digitata, Amphiodia urtica, Amphiodia platyspina, Amphiodia sculptilis, Amphiodia tabogae, Amphiodia violacea, Amphioplus strongyloplax, Amphipholis elevata, Amphipholis geminata, Amphipholis pugetana, Amphipholis platydisca, Amphipholis puntarenae, Ophiocnida californica, Ophiophragmus marginatus, Ophiophragmus tabogensis, Ophiostigma tenue, Ophiothrix galapagensis.

## Oursins
Le corps des oursins est protégé par une coque calcaire (appelée « test »), recouverte de solides piquants (appelés « radioles »). Chez les oursins dits « réguliers » le test a la forme d’une sphère ou demi-sphère plus ou moins aplatie dorsalement et armée de piquants de taille variable selon des familles. Ceux-ci sont articulés à leur base et servent à la défense et en partie à la locomotion (assistés par de petits pieds à ventouse appelés « podia »). Au centre de la face orale se trouve une bouche dotée d’un appareil masticateur à cinq dents nommé « lanterne d'Aristote ». Il existe aussi des oursins « irréguliers » qui peuvent être oblongs ou plats, et chez lesquels l'anus et parfois la bouche ont migré vers un bord du test ; ce sont des oursins fouisseurs, que l'on trouve généralement enterrés dans le sable. 
Les oursins bien dissimulés peuvent provoquer des piqûres douloureuses chez les baigneurs imprudents, et ceux de la famille des Diadematidae (comme Diadema mexicanum et Astropyga pulvinata) sont venimeux - mais ne présentent pas un réel danger. 

Les oursins de faible profondeur sont pour la plupart des brouteurs d'algues : ainsi, leurs fluctuations de population (suppression de prédateurs, surpêche...) peuvent entraîner des modifications importantes de l'écosystème. 

Certaines espèces comme Strongylocentrotus purpuratus et Tripneustes gratilla sont comestibles, et font parfois l'objet d'une exploitation artisanale.
On compte entre 39 et 40 espèces d'oursins dans le golfe (jusqu'à 45 en additionnant toutes les études), réparties dans 13 familles : au moins 12 espèces d'oursins réguliers, 16 oursins-cœur, 12 « dollars des sables » et 4 cidaroïdes. Une espèce est endémique (Mellita grantii), et 12 sont limitées aux grandes profondeurs. 

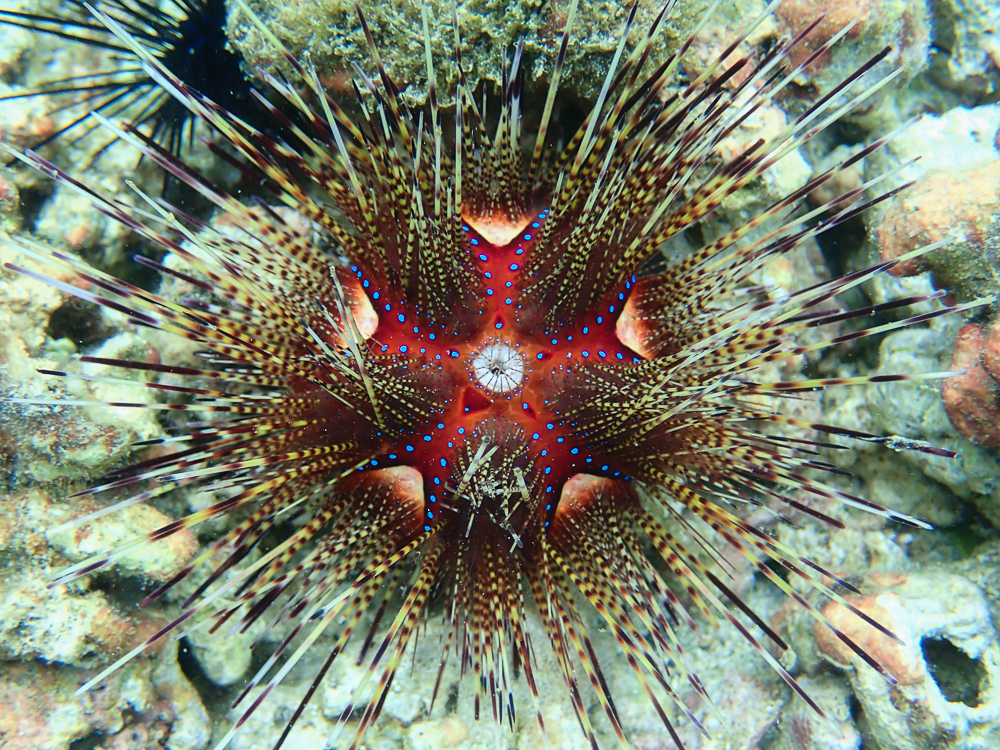
Astropyga pulvinata
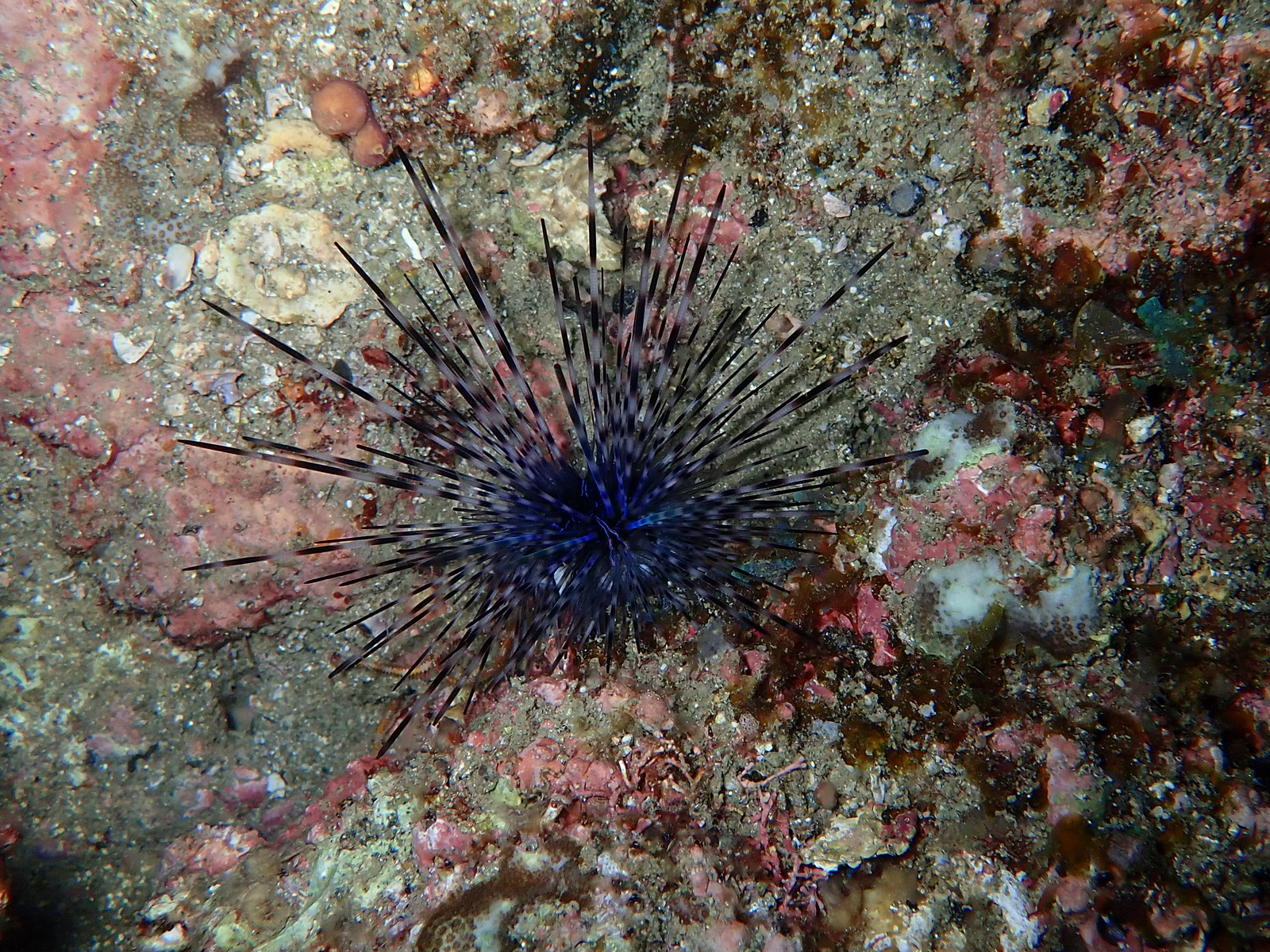
Possible jeune Centrostephanus coronatus
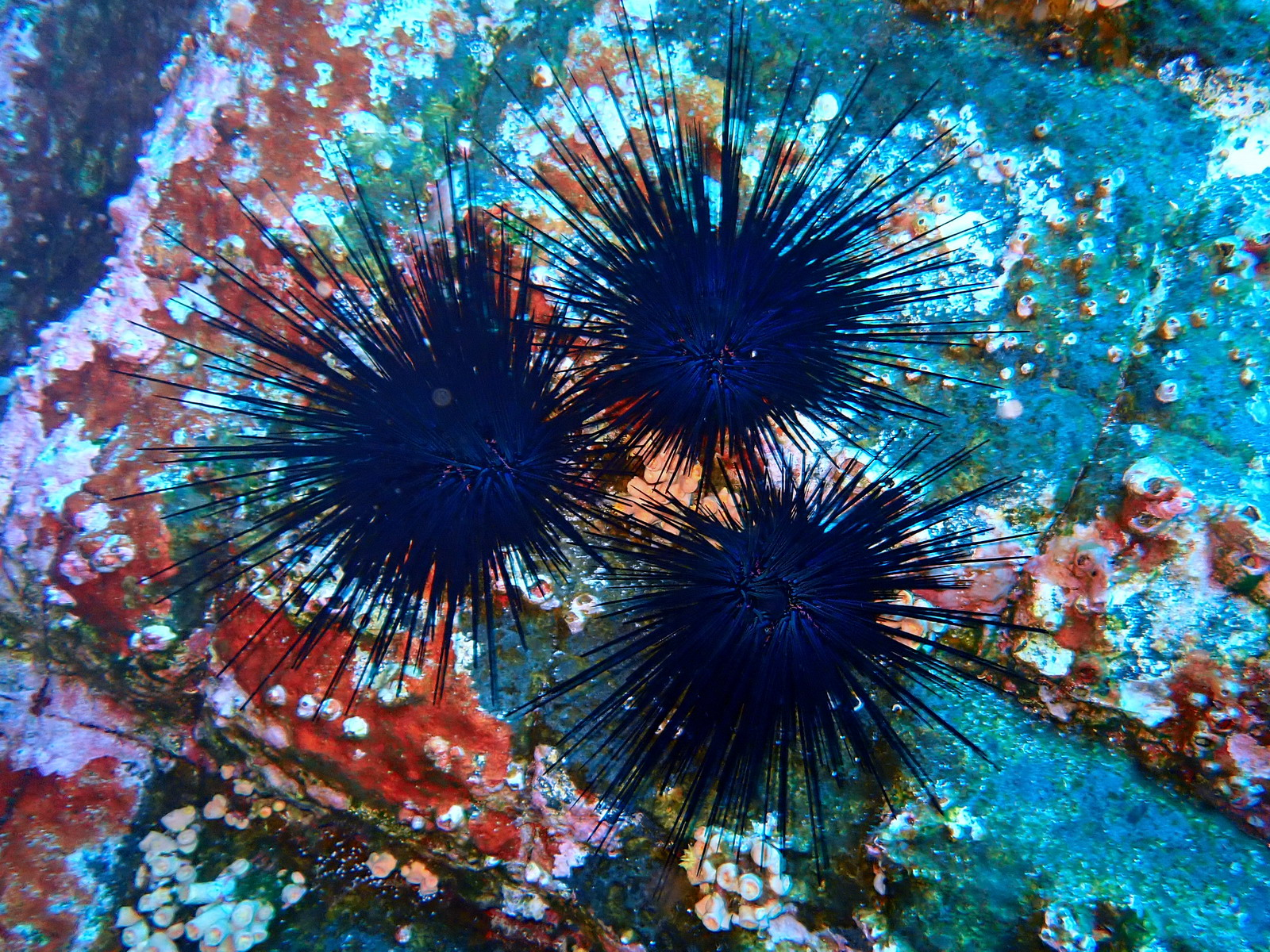
Diadema mexicanum
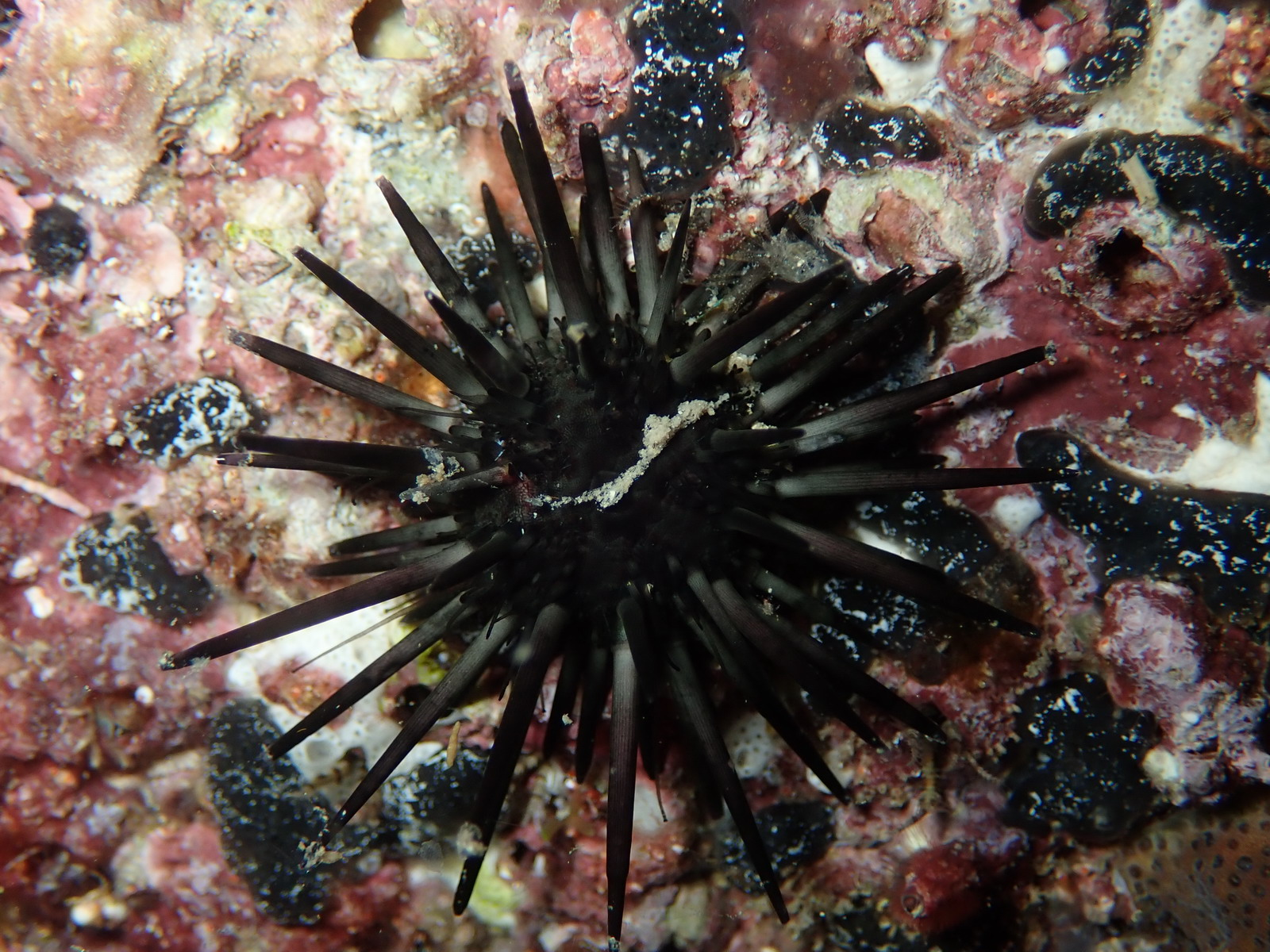
Arbacia stellata (jeune)
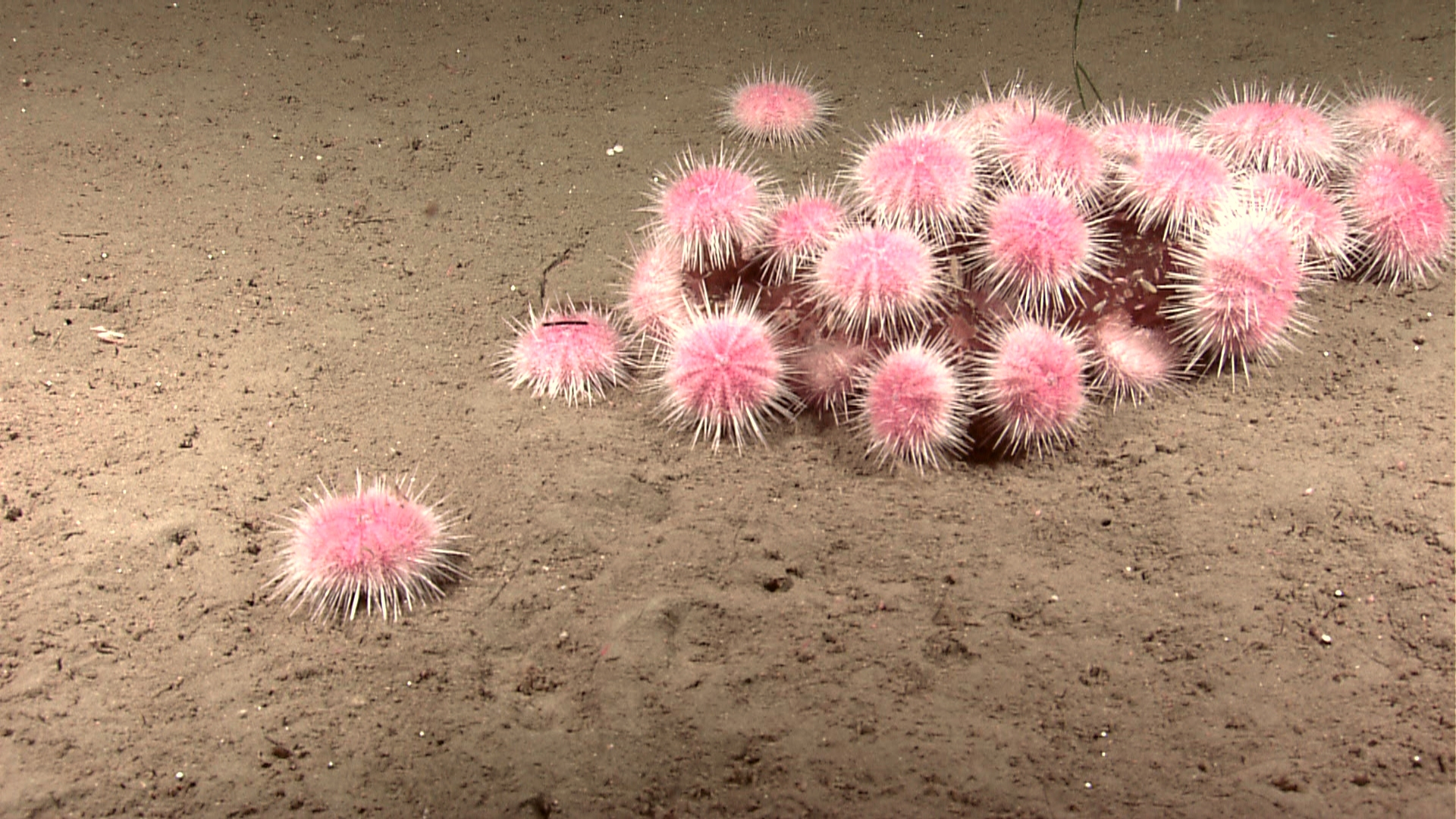
Allocentrotus fragilis
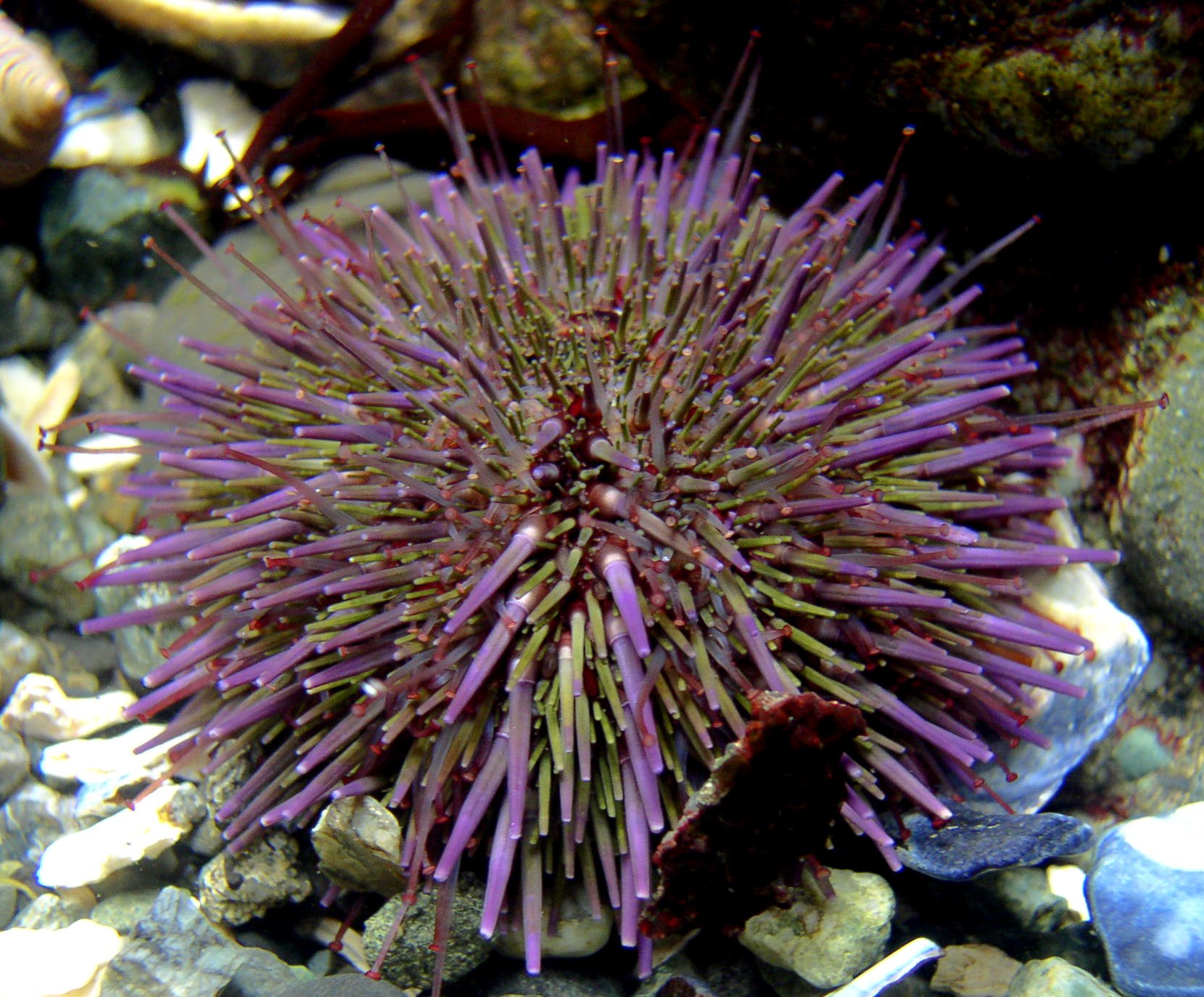
Strongylocentrotus purpuratus
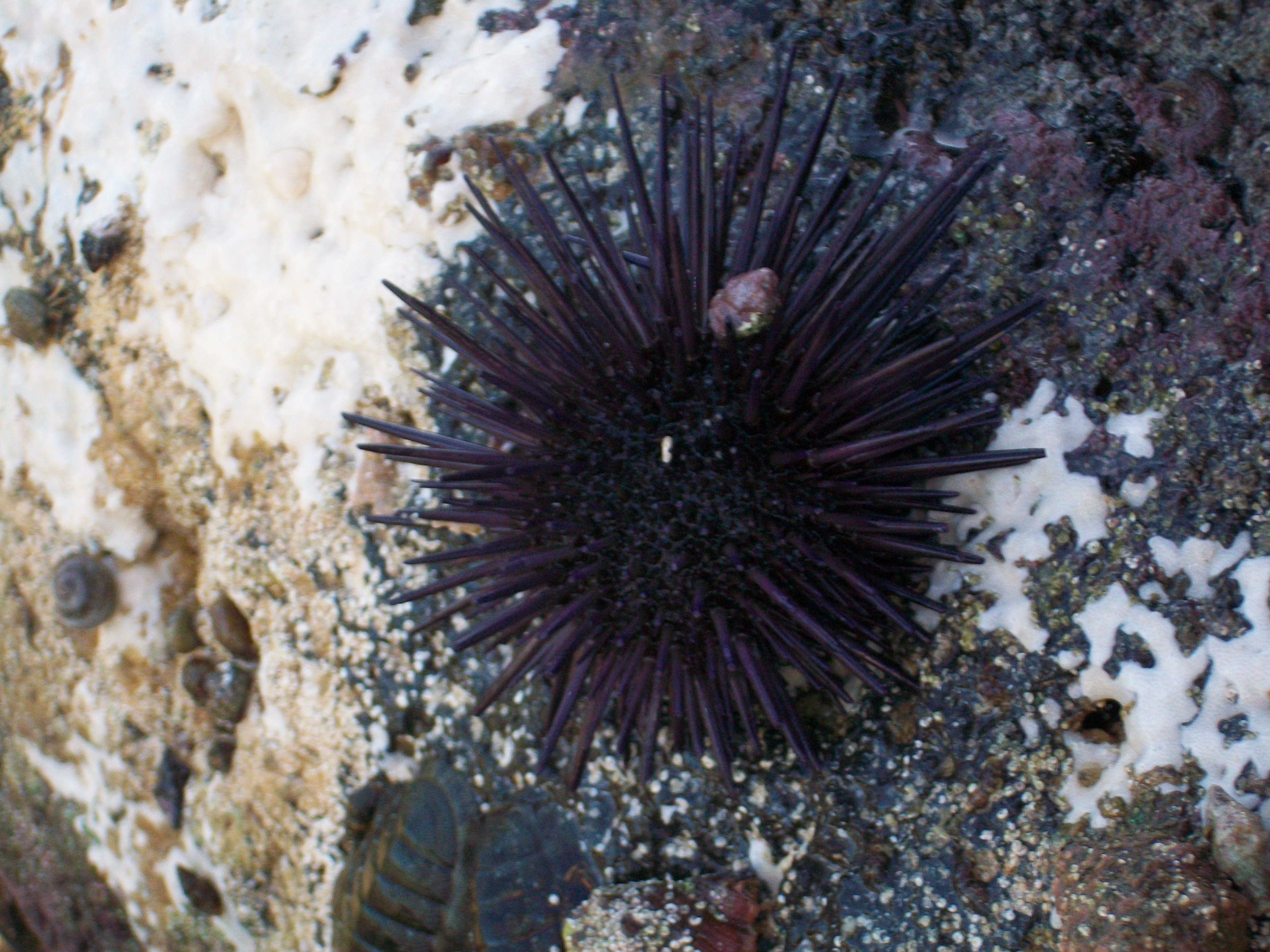
Echinometra vanbrunti
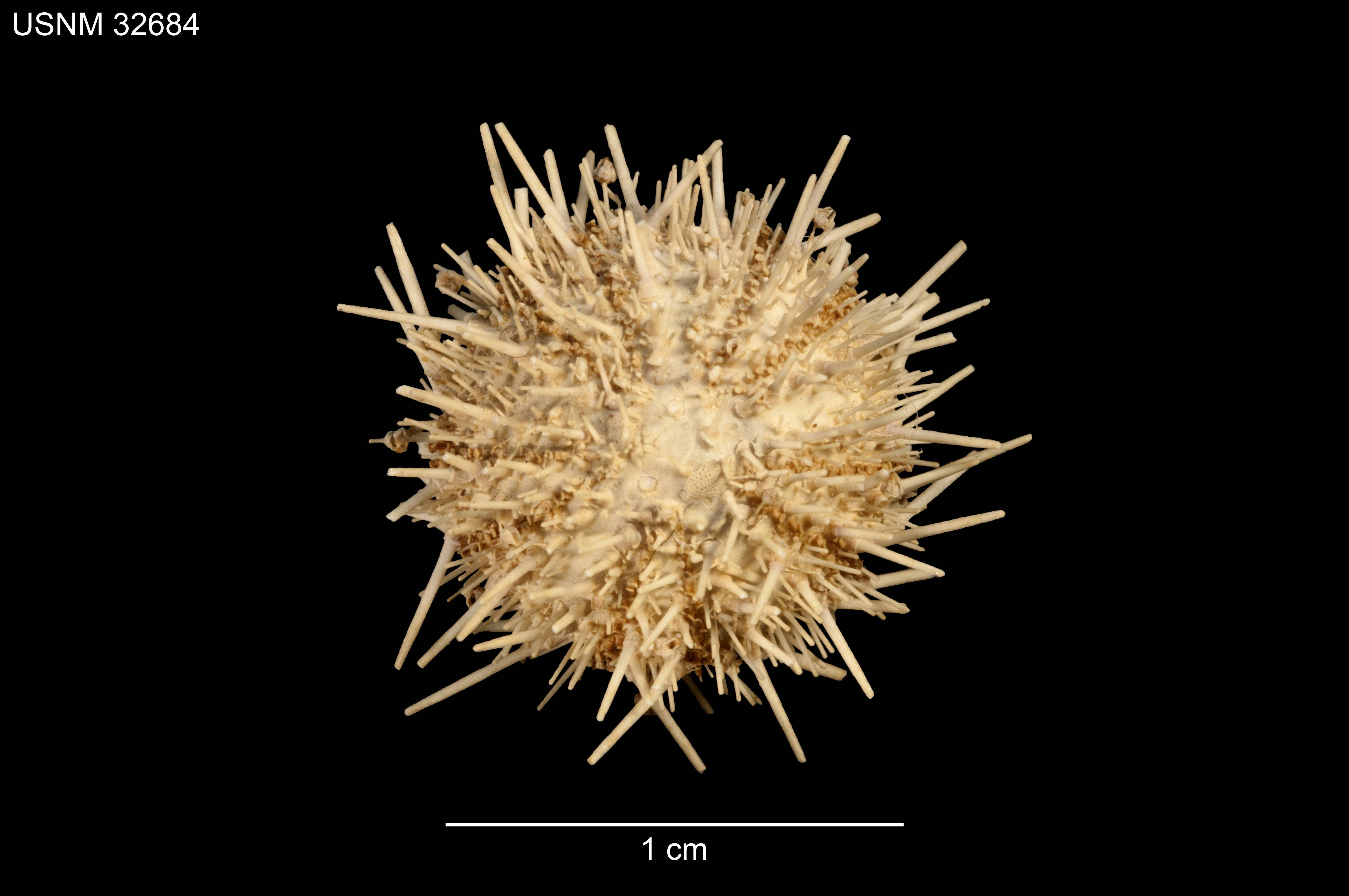
Lytechinus pictus (séché)
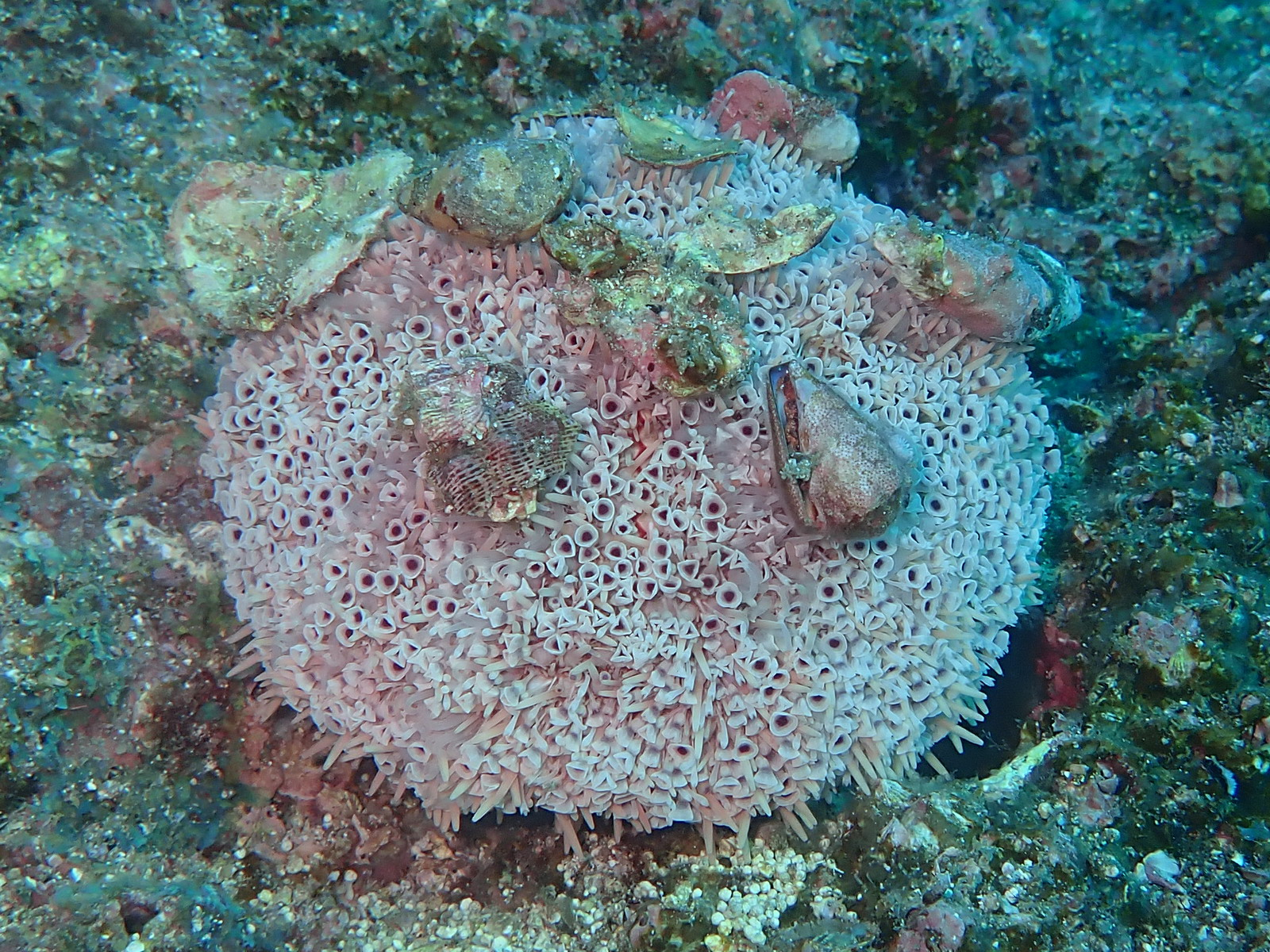
Toxopneustes roseus
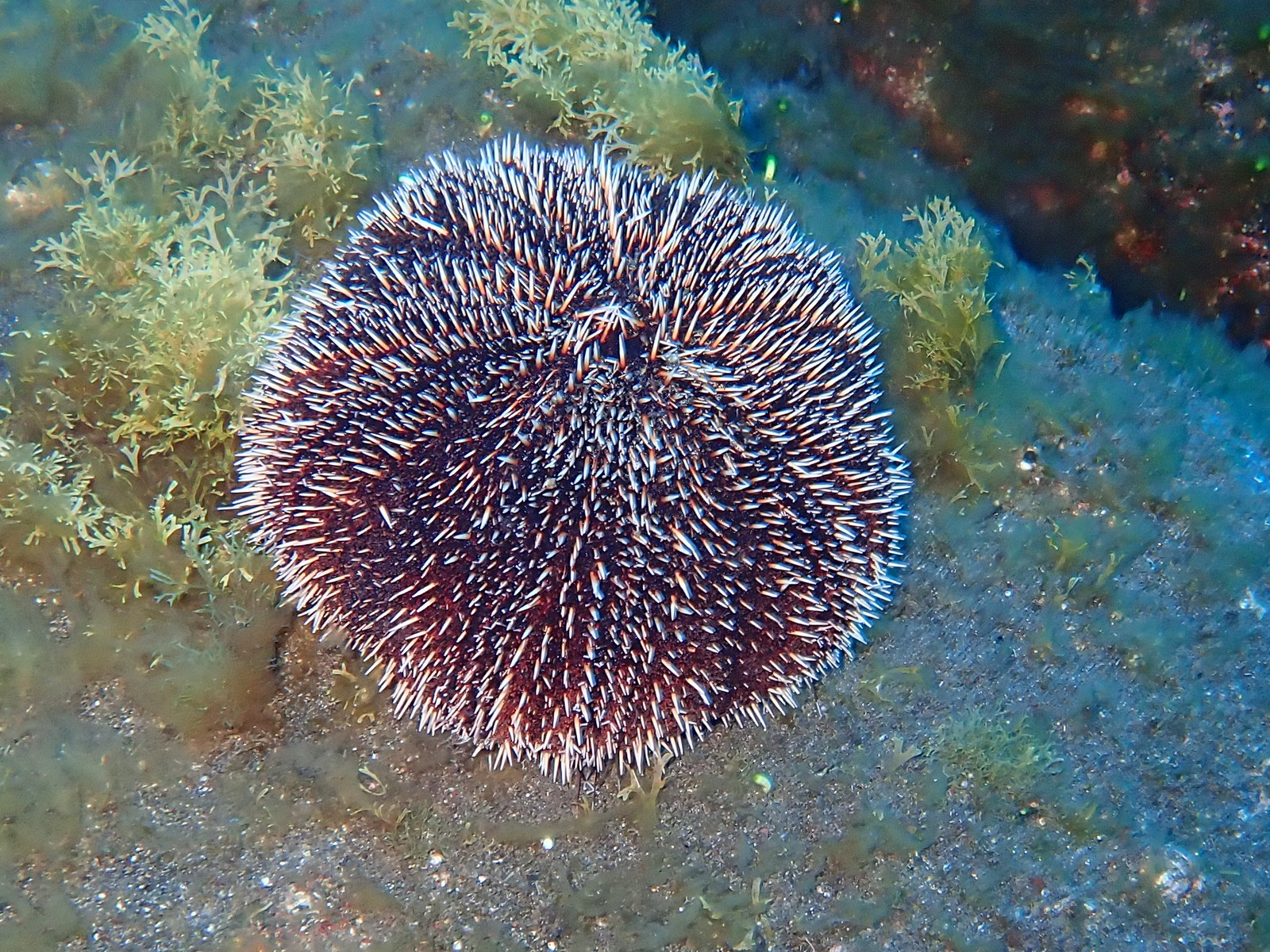
Tripneustes depressus
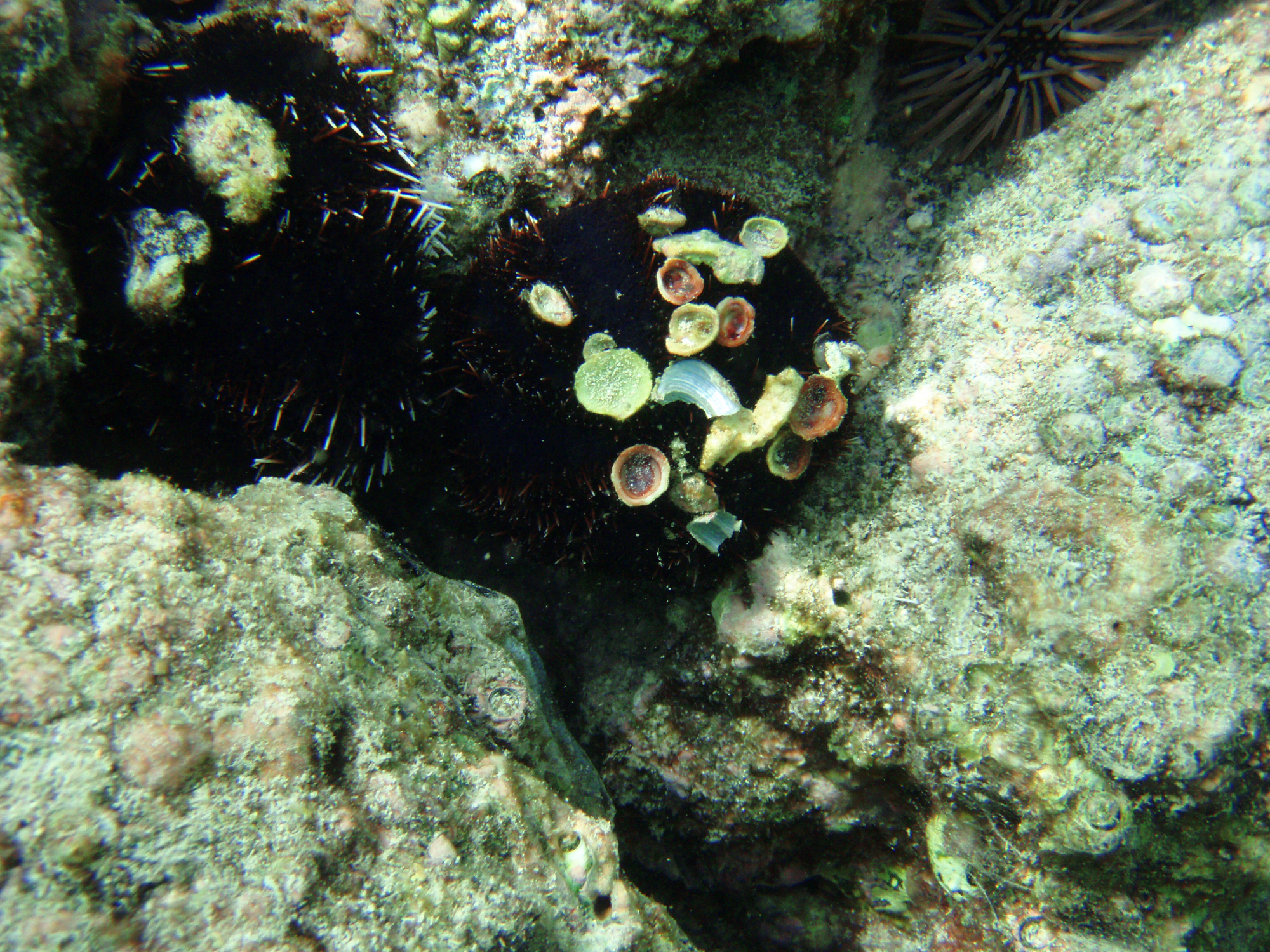
Tripneustes gratilla
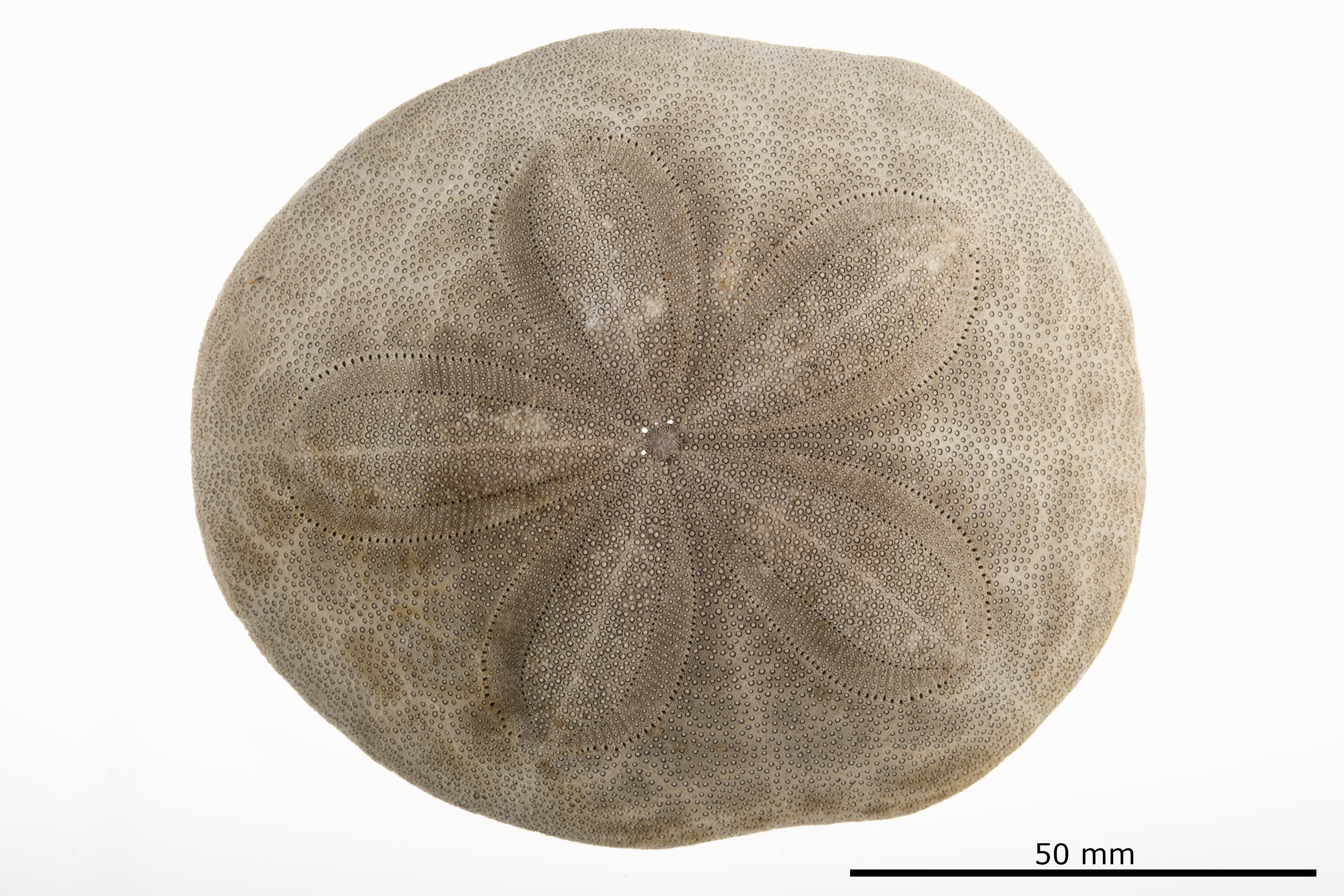
Clypeaster speciosus (test)
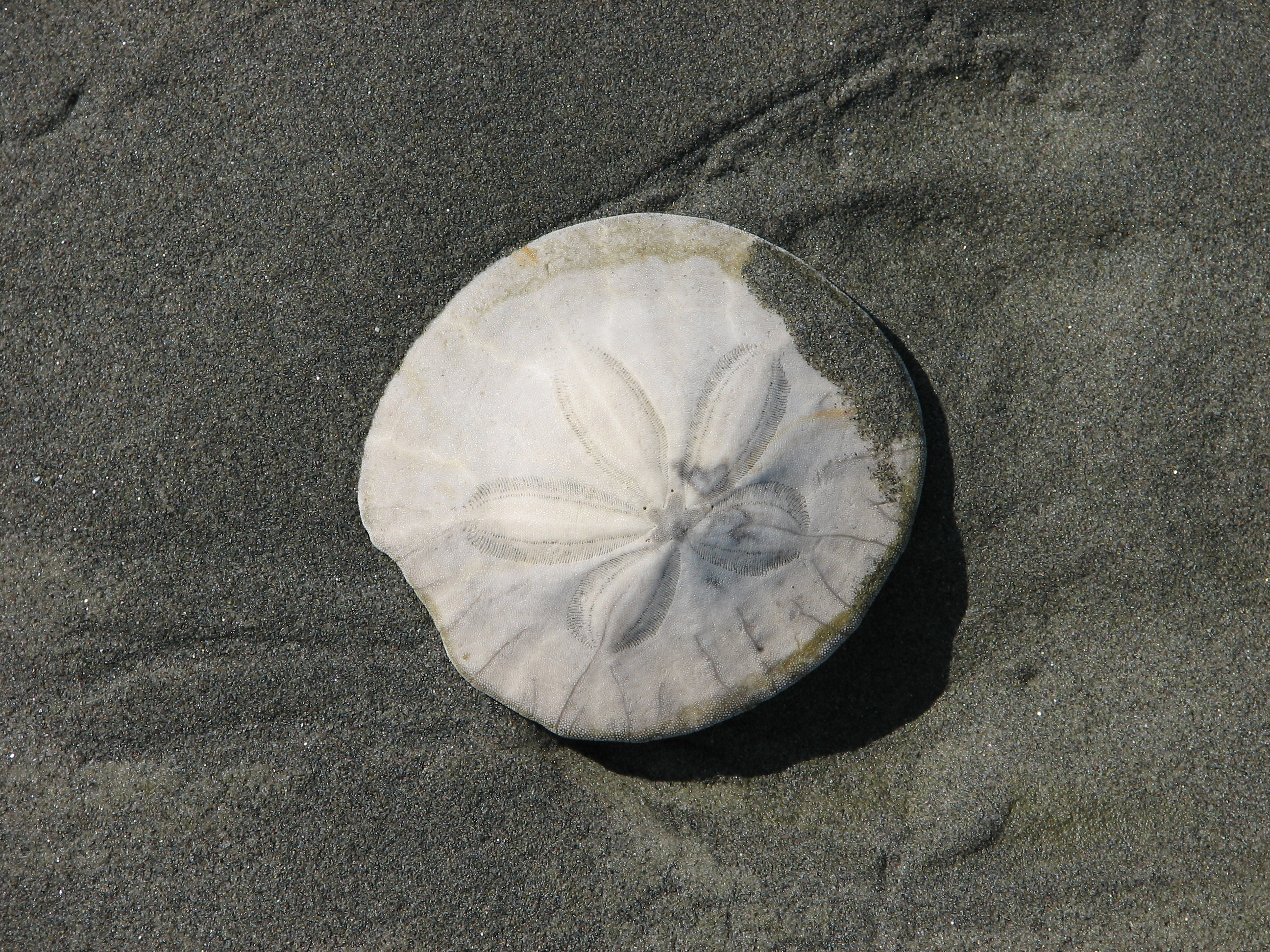
Dendraster excentricus (test)
Encope californica (test)
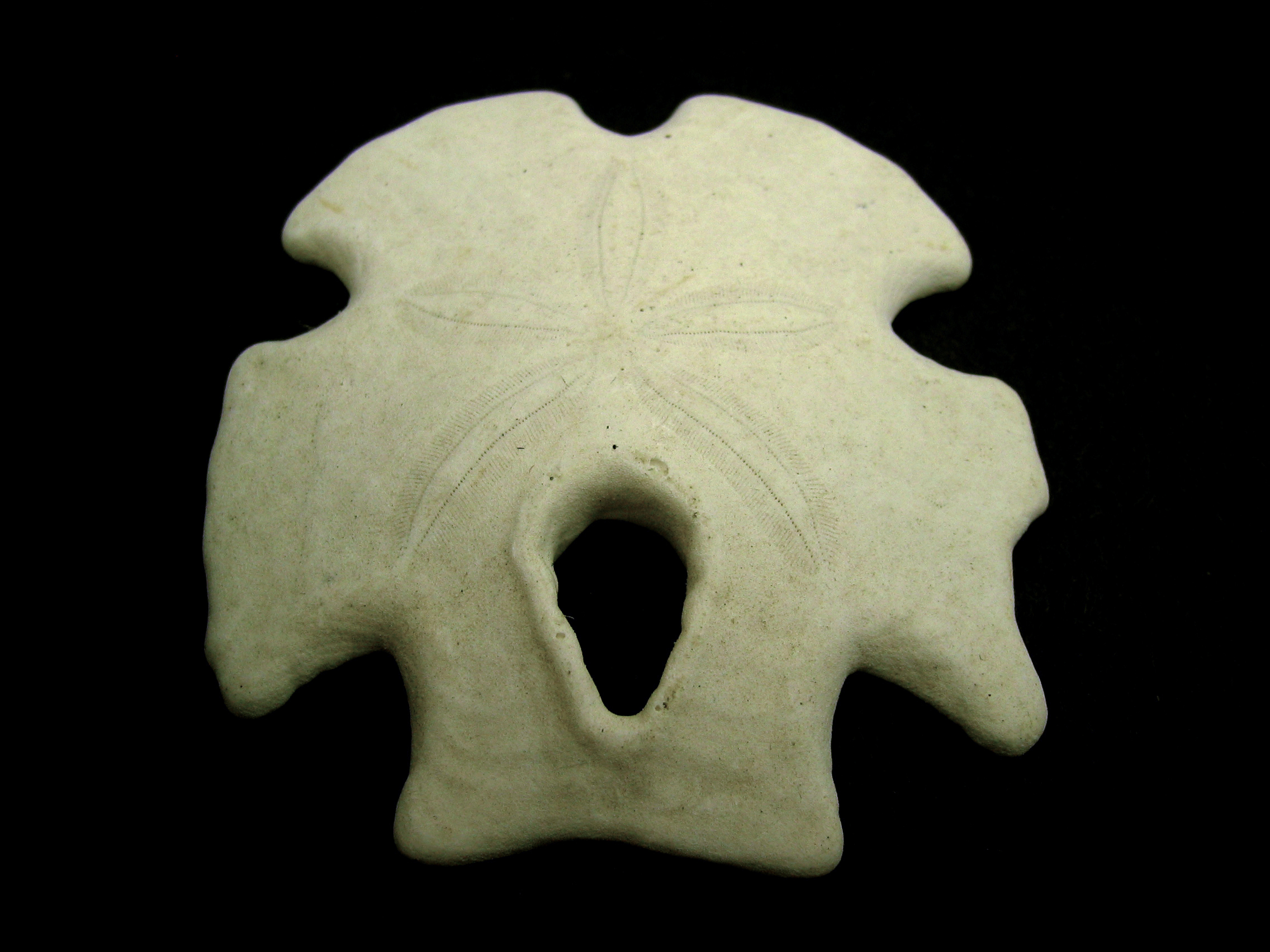
Encope grandis (test)
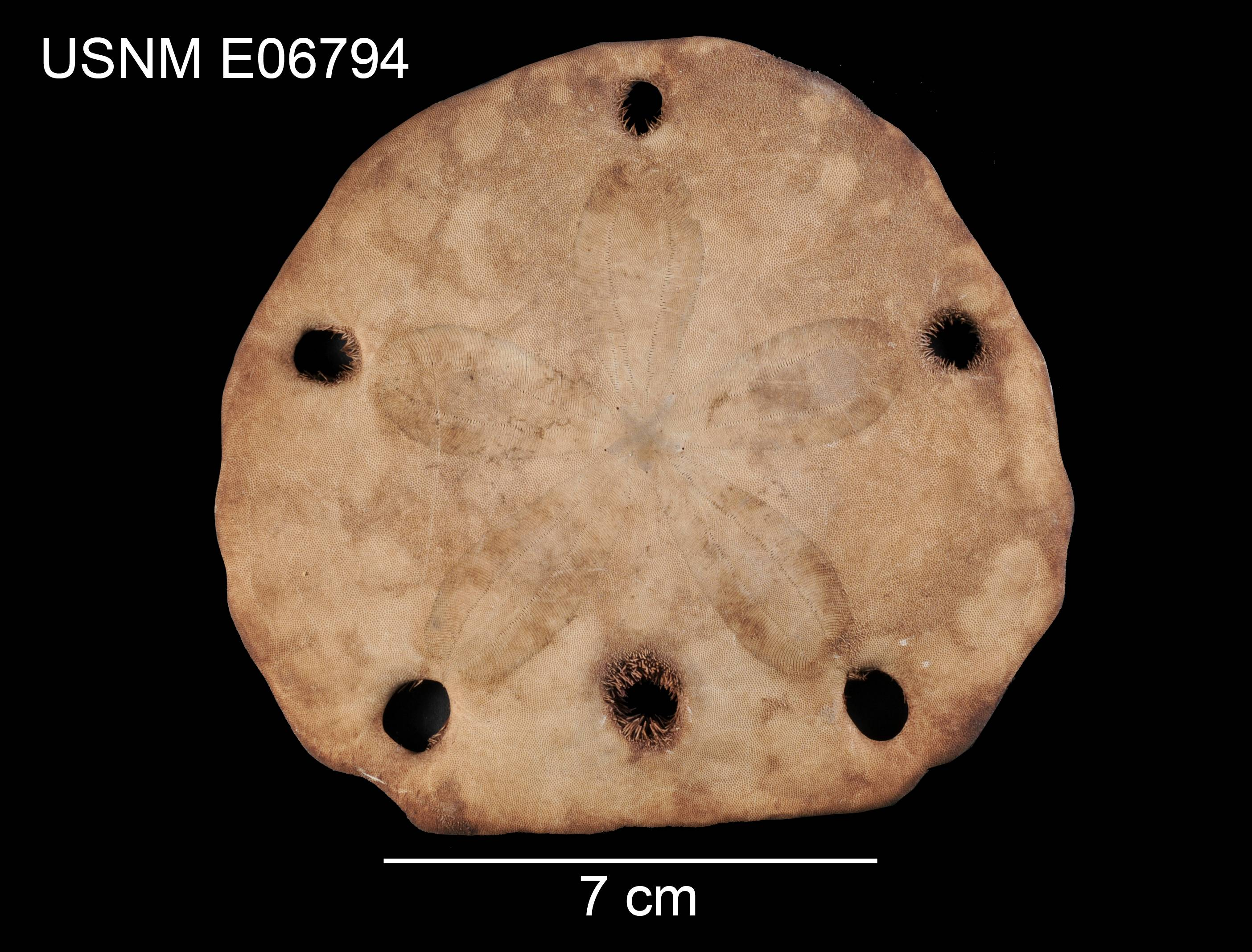
Encope micropora (test)
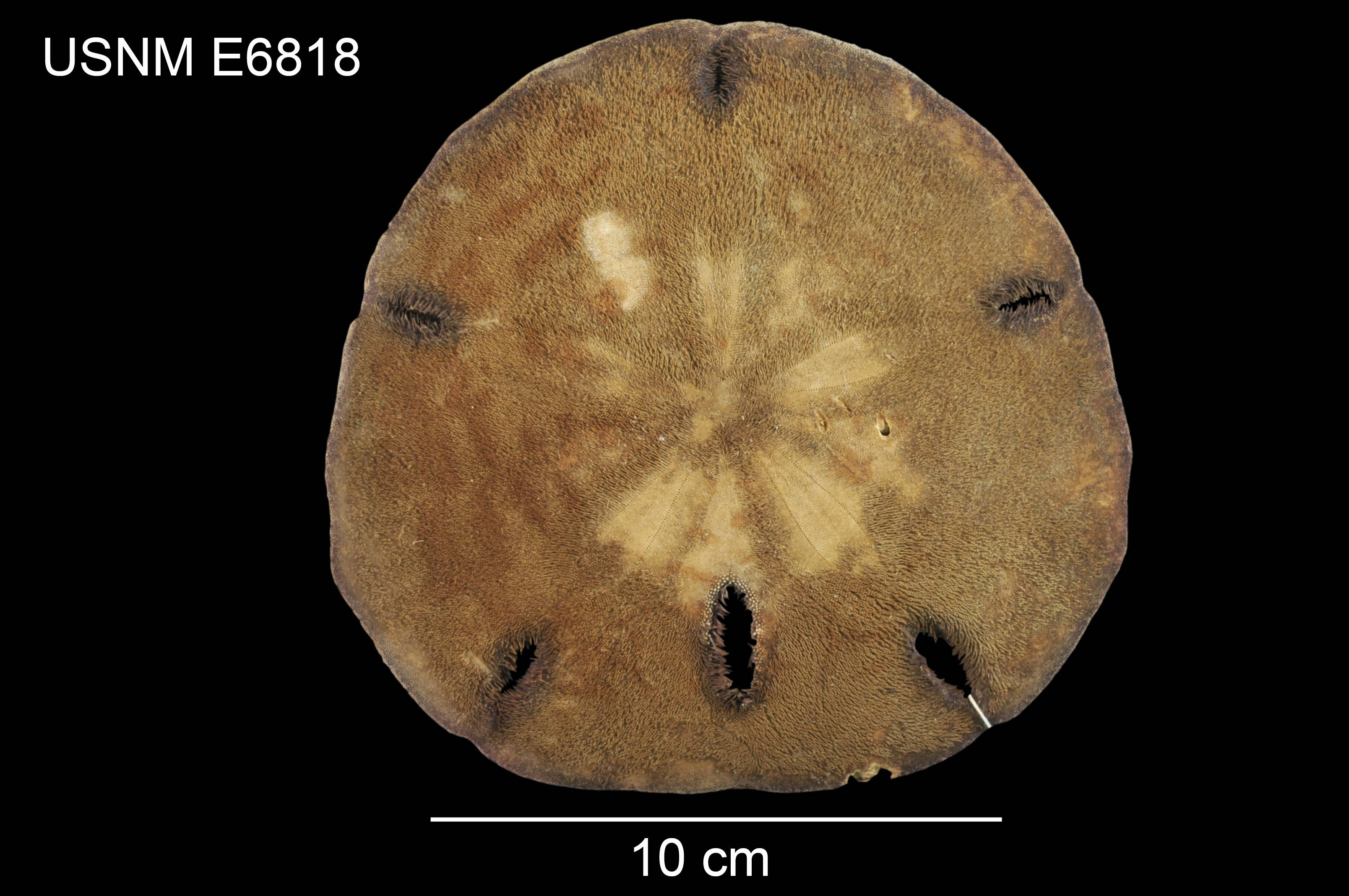
Encope perspectiva (test)
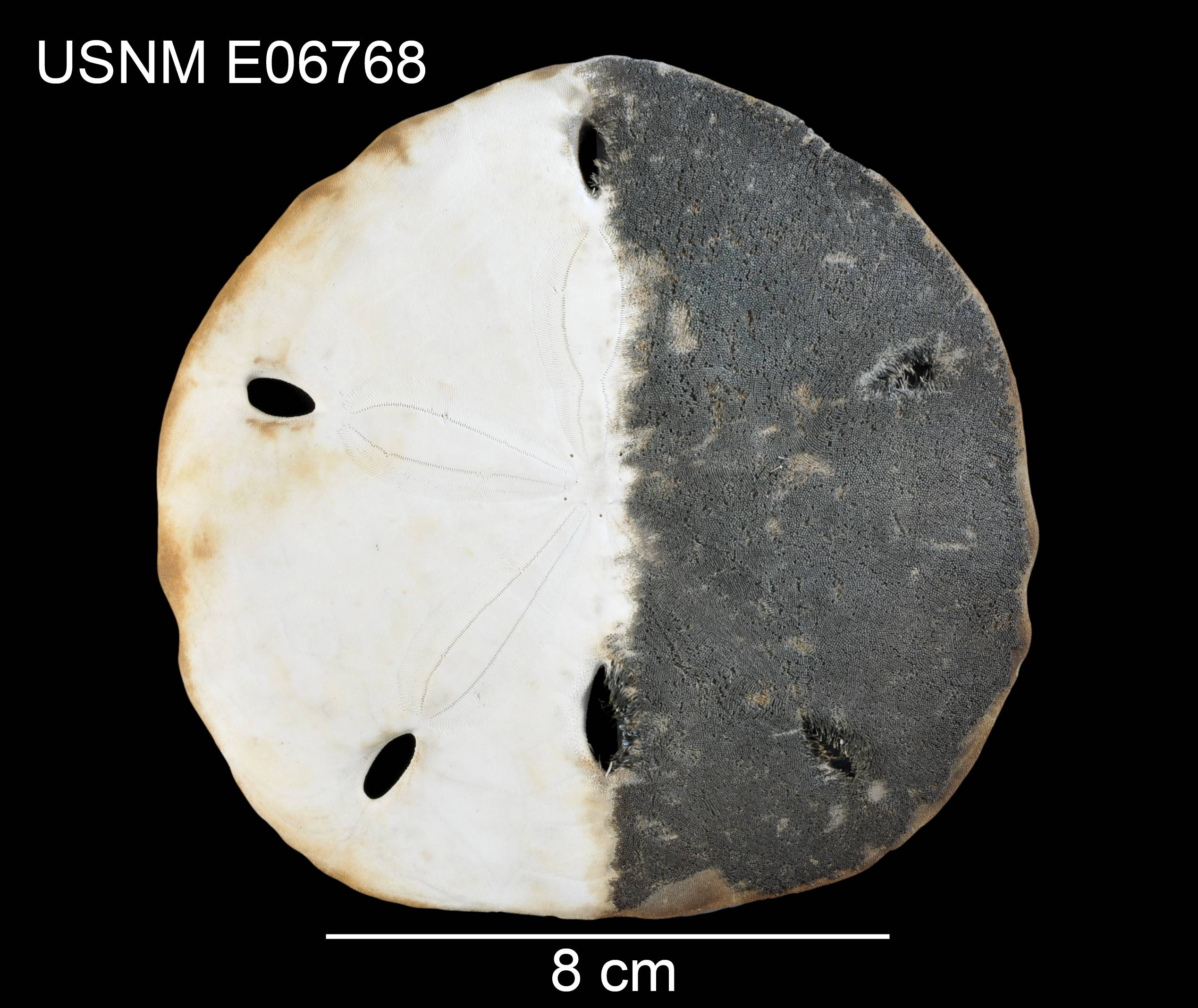
Encope wetmorei
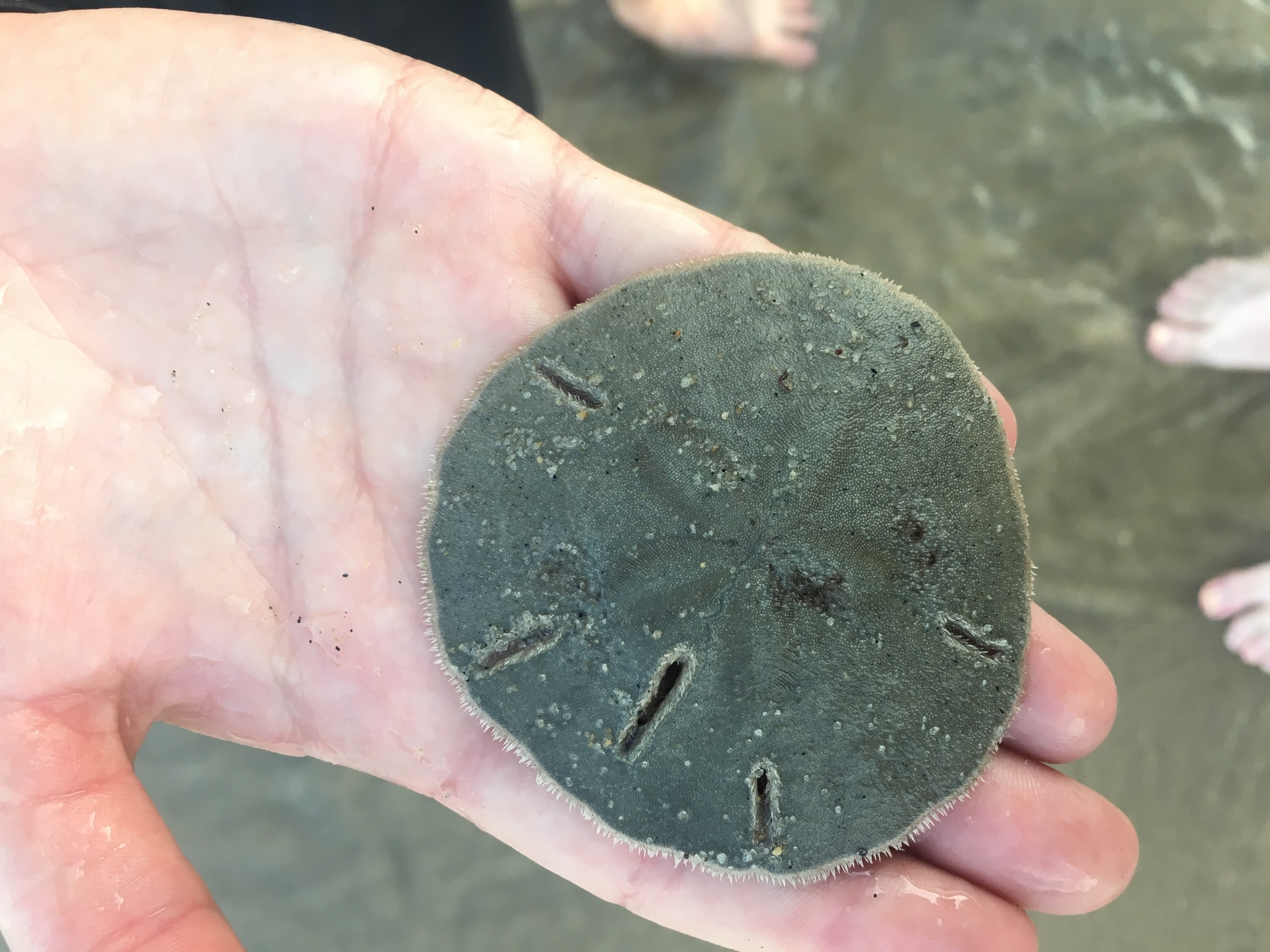
Lanthonia grantii
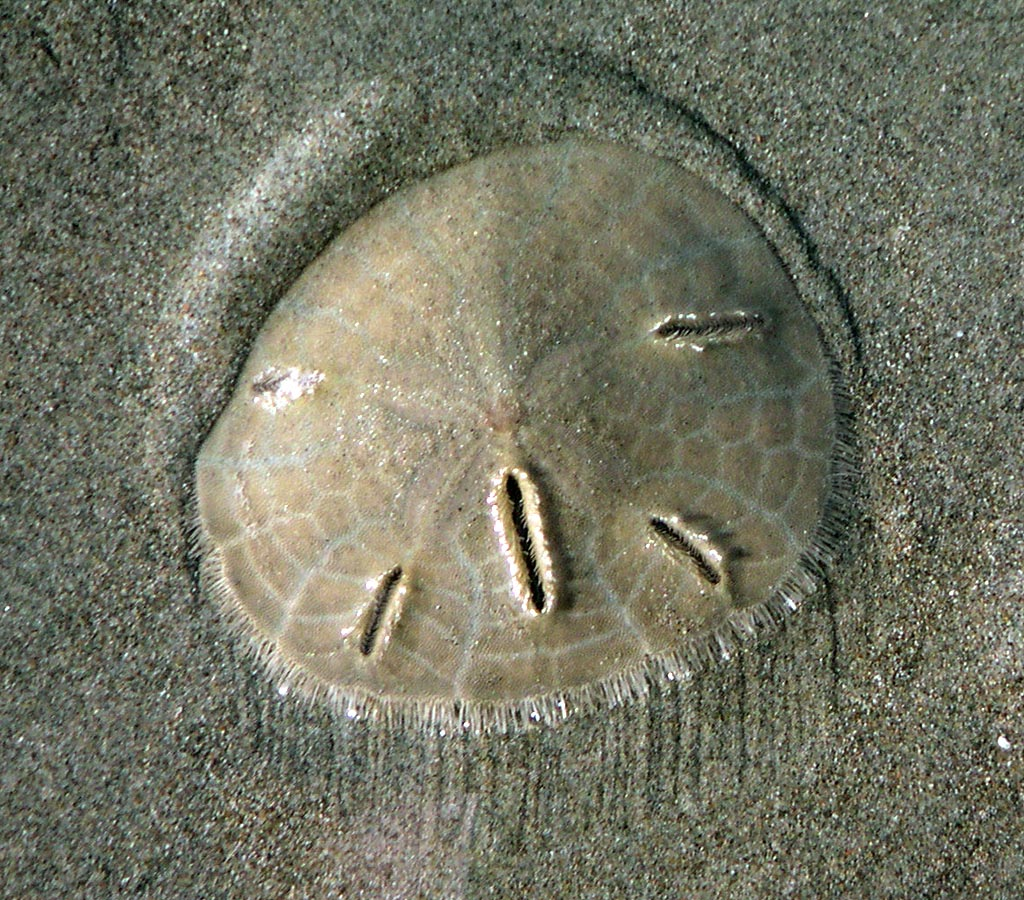
Mellita longifissa (test)
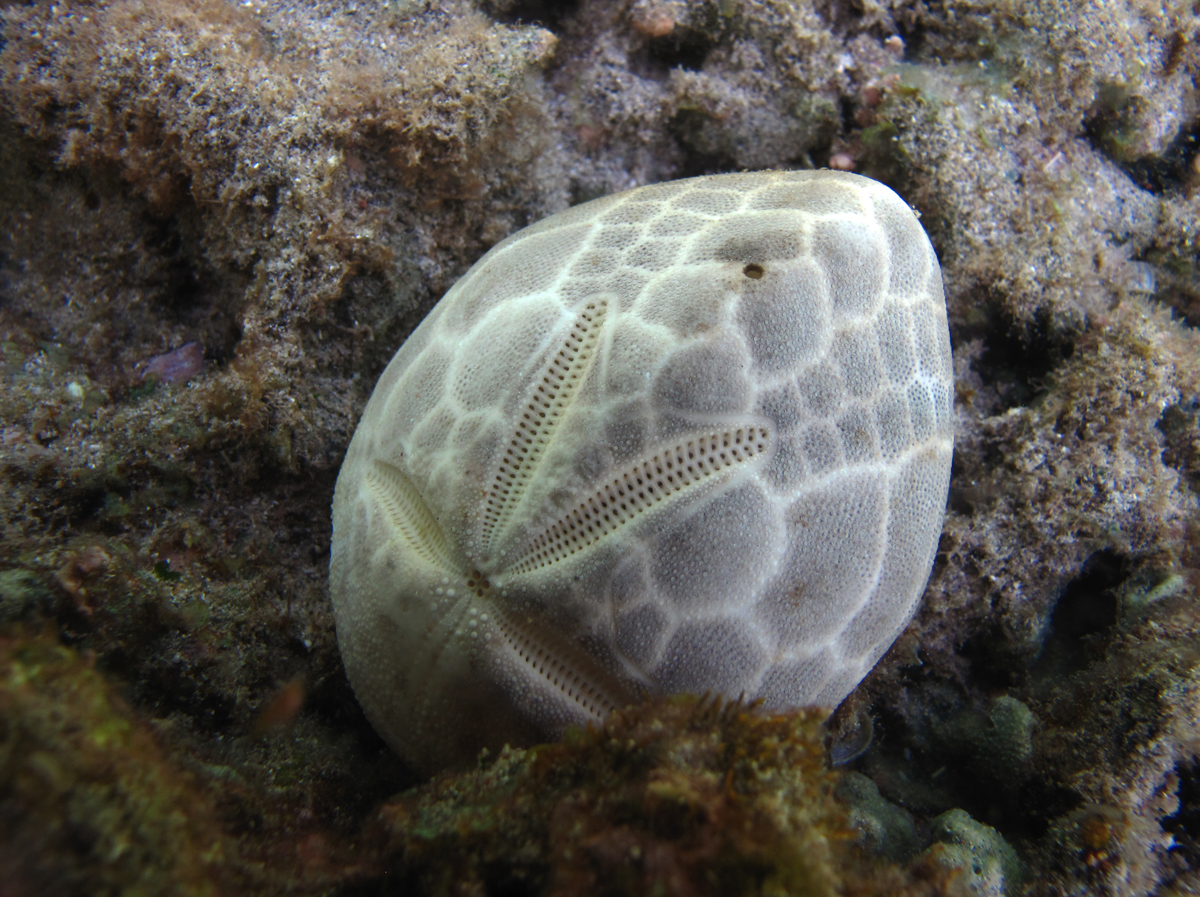
Brissus latecarinatus (test)
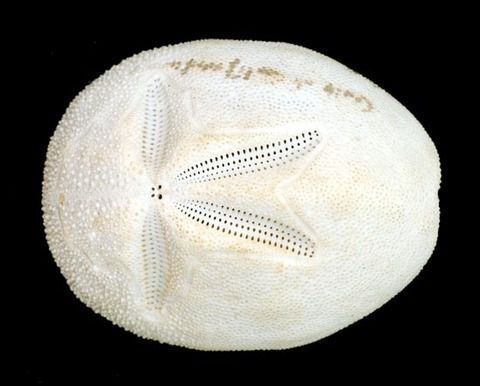
Brissus obesus (test)
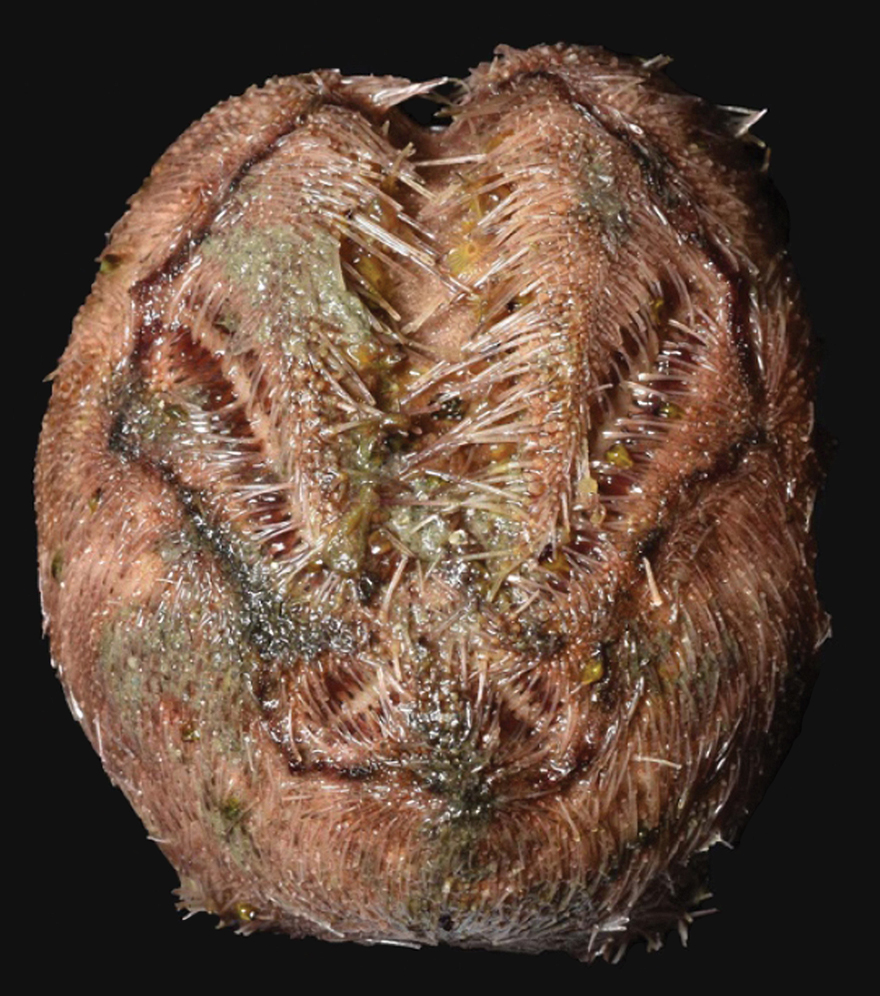
Brisaster latifrons (mort)
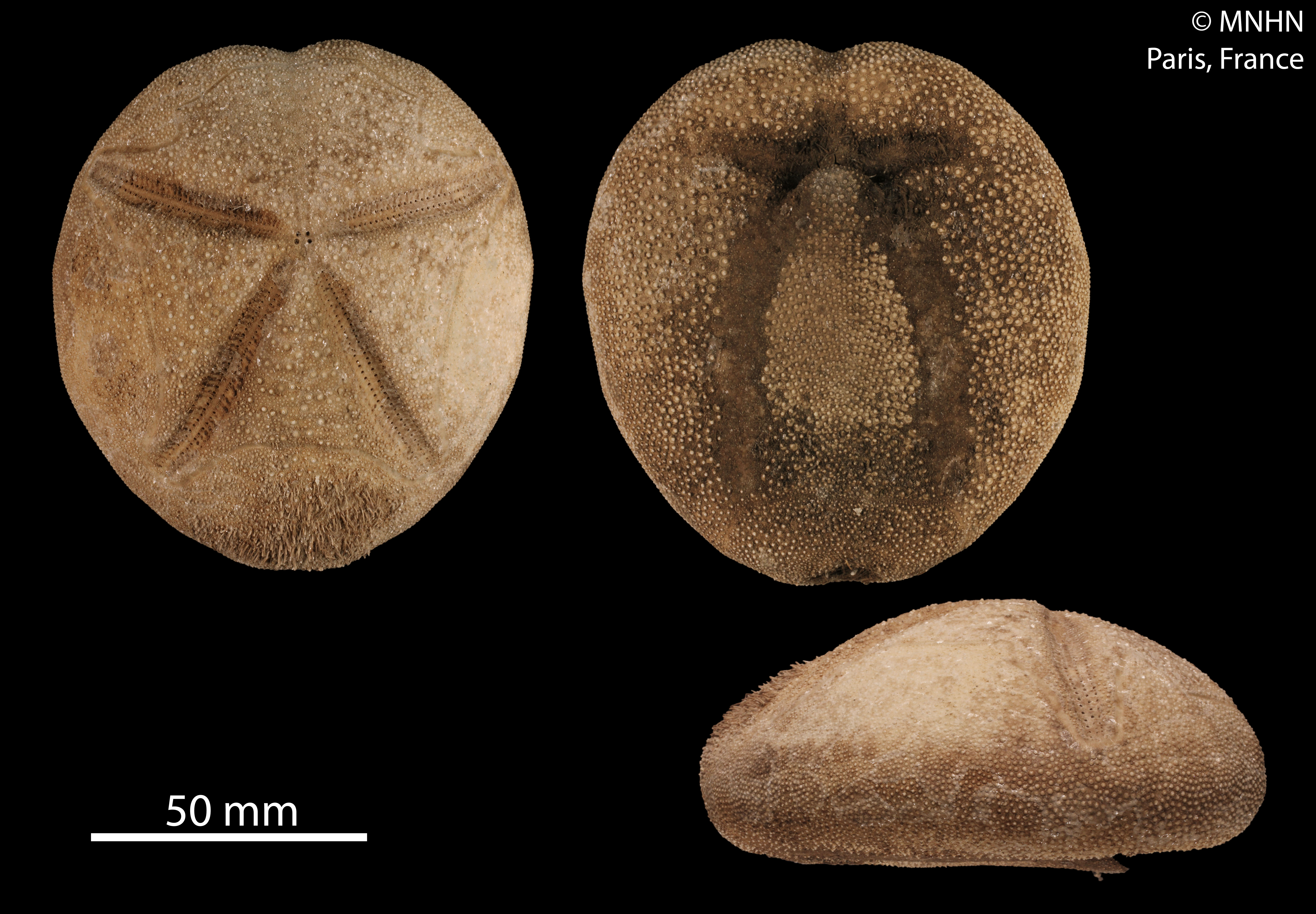
Meoma ventricosa grandis (test)
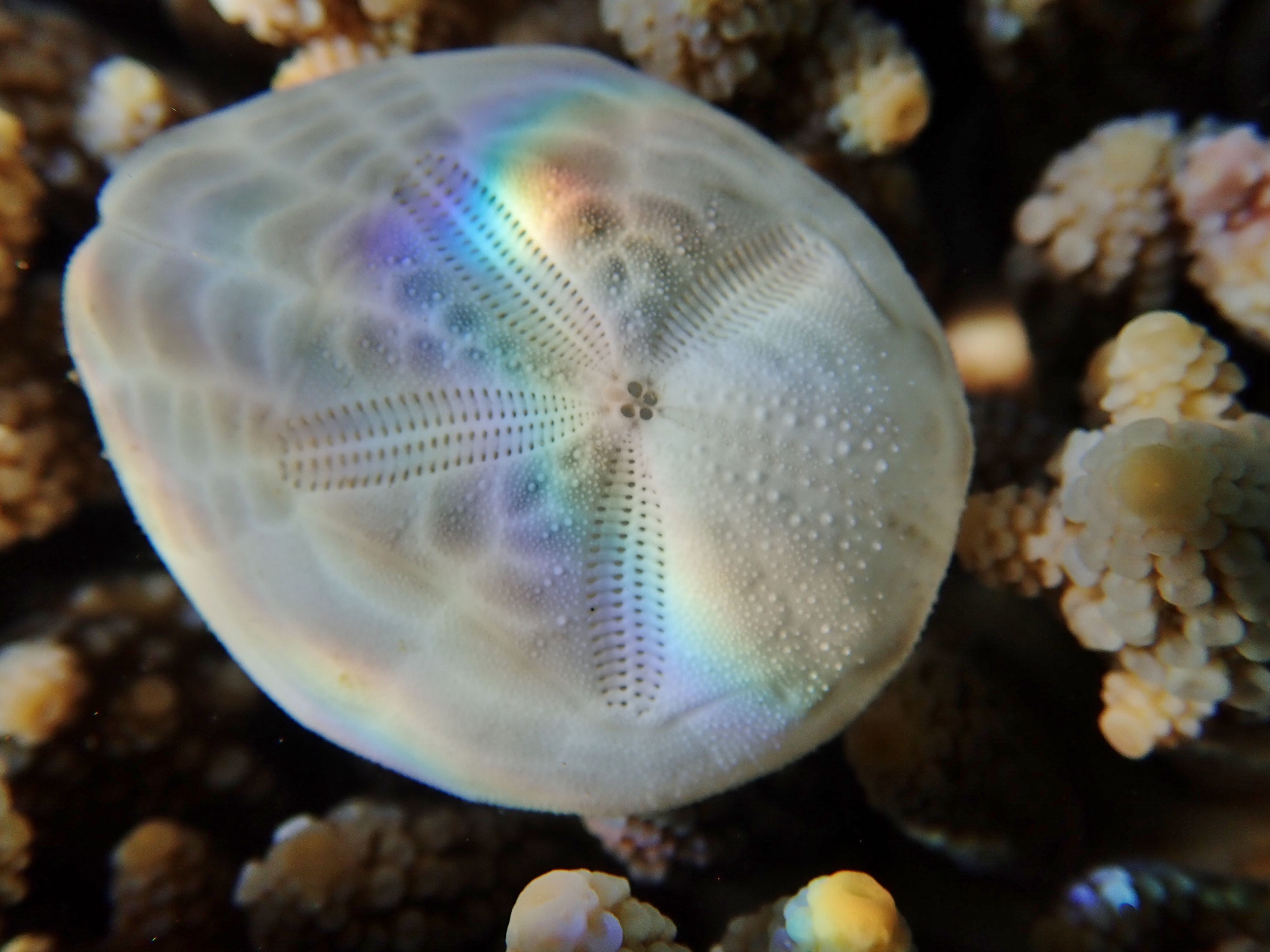
Metalia spatagus (test)
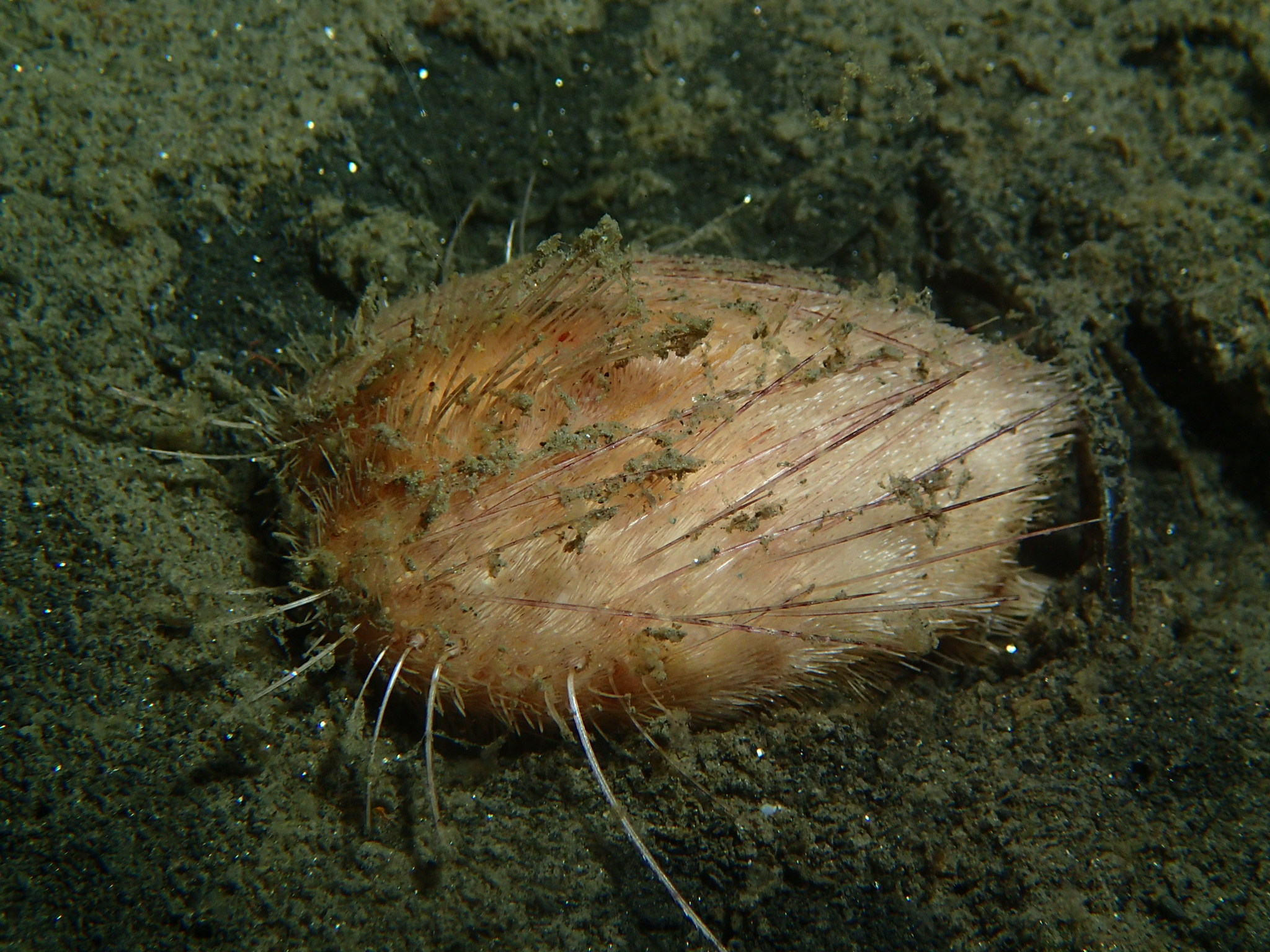
Lovenia cordiformis
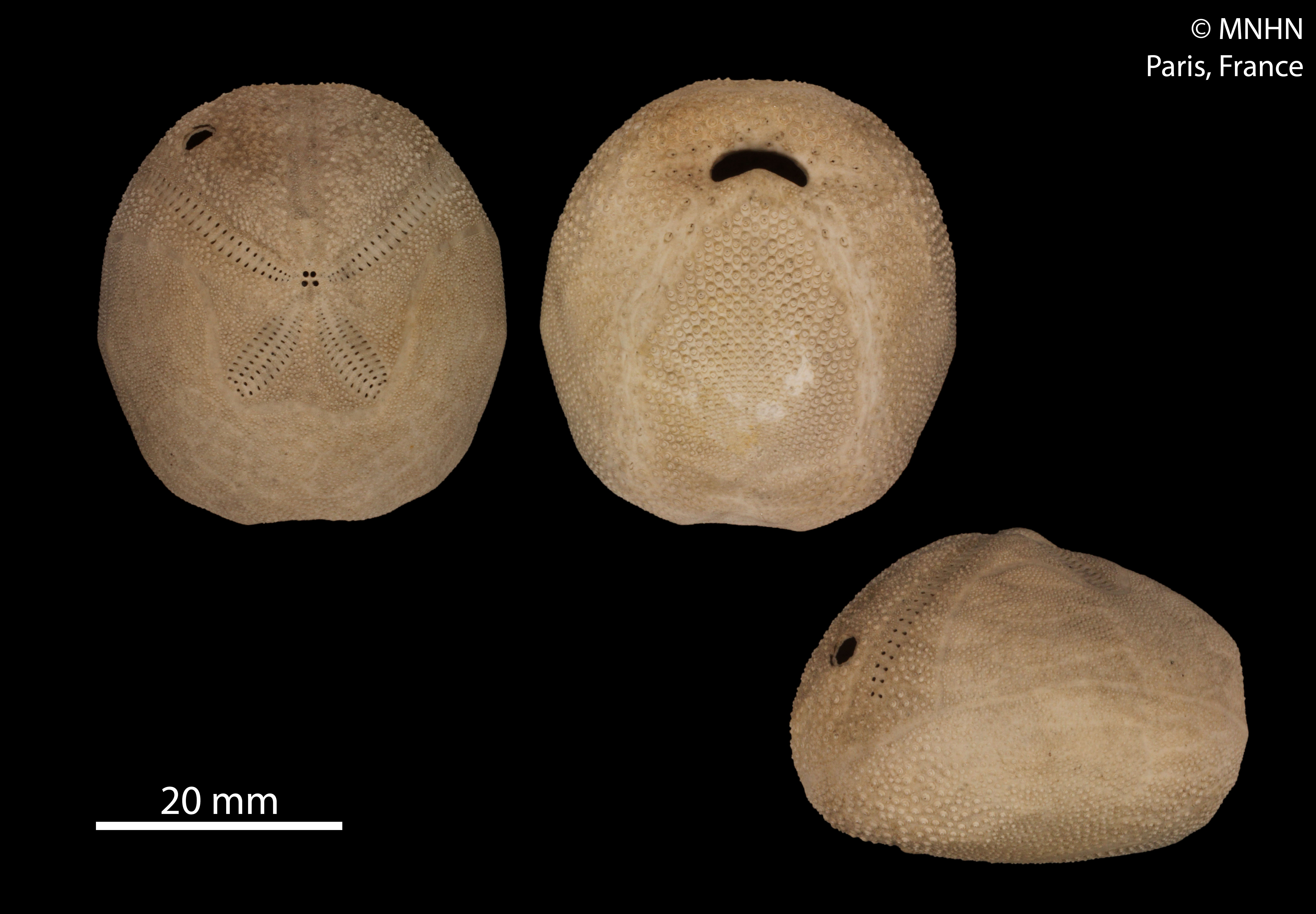
Agassizia scrobiculata (test)
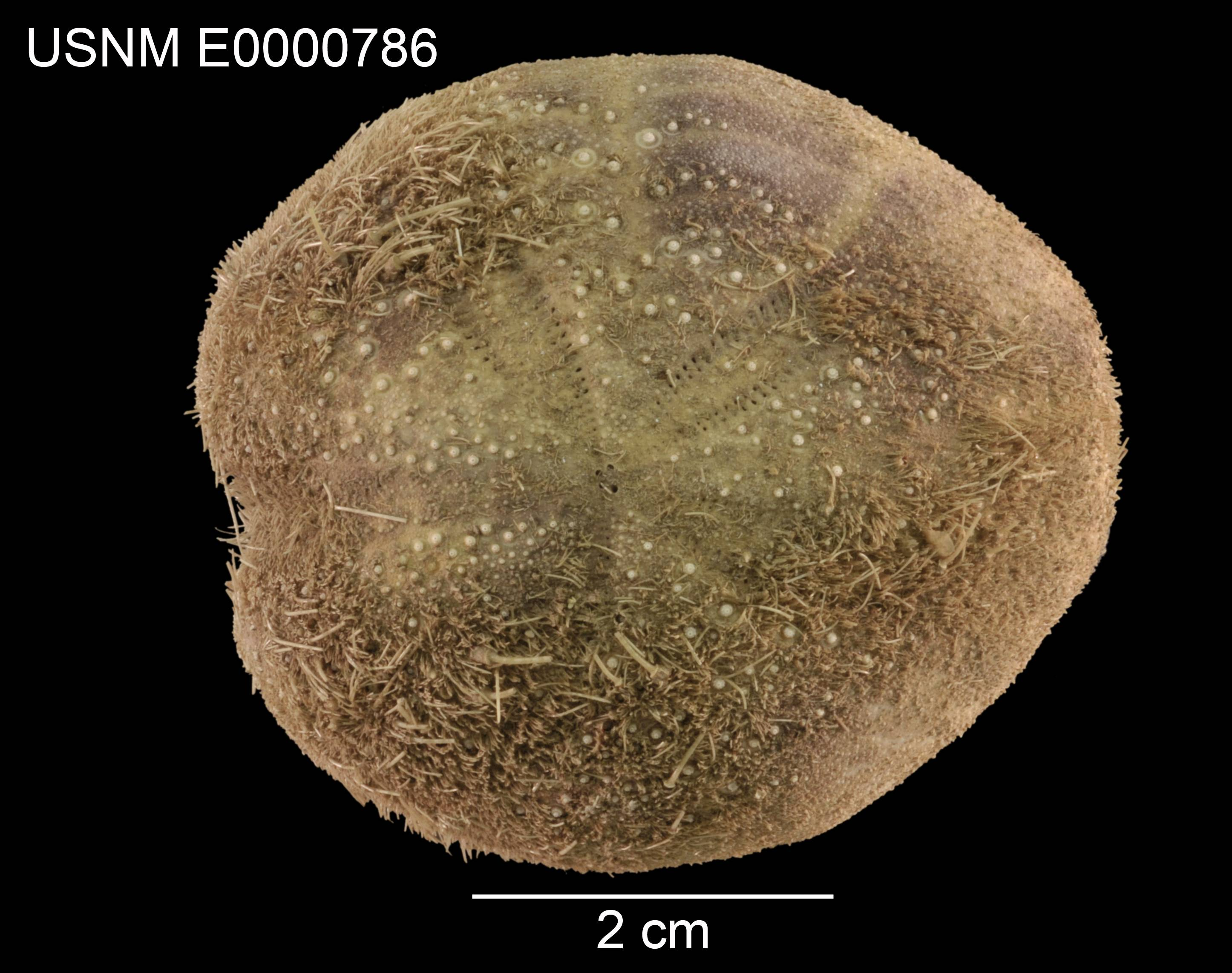
Spatangus californicus (test)
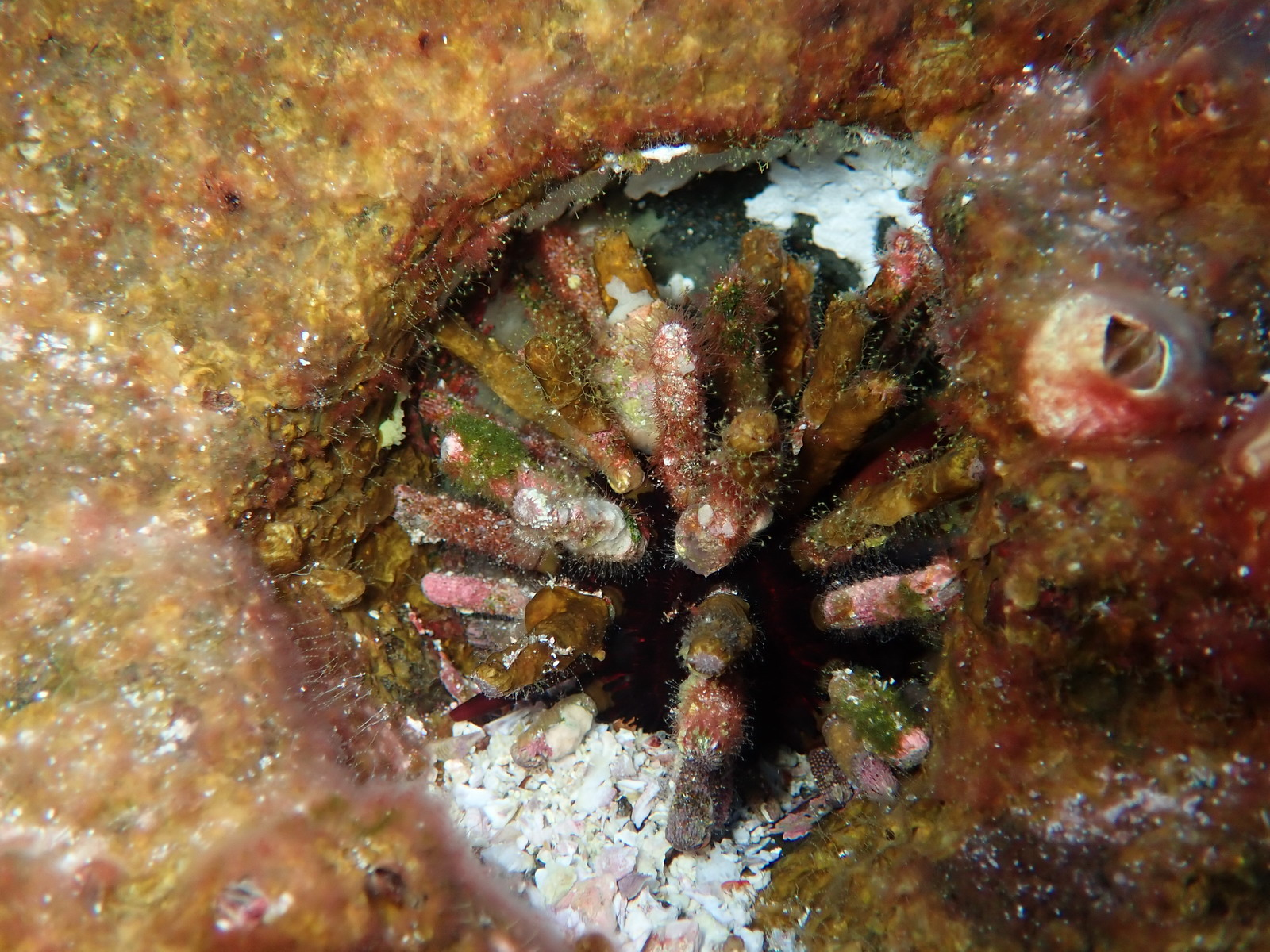
Eucidaris thouarsii

Espèces non illustrées : Echinometra mathaei var. oblonga, Cassidulus pacificus, Clypeaster europacificus, Clypeaster ochrus, Clypeaster rotundus, Mellita kanakoffi, Brissopsis columbaris, Brissopsis pacifica, Plagiobrissus pacificus, Metalia nobilis, Brisaster townsendi, Moira atropos, Moira clotho, Nacospatangus depressus, Aporocidaris milleri, Hesperocidaris asteriscus, Hesperocidaris perplexa.

## Holothuries(«concombres de mer»)
La classe des Holothuroidea (du grec « holothoúrion», donné par Aristote à un animal qui n’a pu être déterminé) regroupe des animaux marins au corps généralement cylindrique, plus ou moins mou selon les espèces, qui présentent une symétrie bilatérale apparente tout en conservant organiquement la symétrie pentaradiaire propre aux échinodermes. Autour de la bouche située en position antérieure, on observe une couronne de tentacules mobiles et rétractables chargés de prélever des particules de sédiment et de les porter à la bouche. En partie postérieure se trouve l’orifice cloacal servant à la respiration et à l’évacuation des déjections. C’est aussi par cet orifice que sortent, en situation de stress, de longs filaments blancs et collants appelés tubes de Cuvier chez les espèces qui en possèdent. Les holothuries se meuvent lentement sur les centaines de podias terminés par une ventouse qui couvrent leur trivium. Les holothuries sont les grands nettoyeurs de la mer. Ils se nourrissent principalement de la matière organique en décomposition présente dans le substrat, et permettent ainsi de limiter la prolifération des bactéries et de constituer un sédiment épuré et homogène. Certaines espèces sont cependant immobiles, et vivent attachées à un objet ou enterrées dans le sédiment d'où elles ne laissent dépasser que leurs longs tentacules ramifiés, dont elles se servent pour se nourrir de plancton : ce sont les Dendrochirotida, ou « lèche-doigts ».
Très consommés et braconnés en Asie, les concombres de mer sont encore faiblement exploités au Mexique. L'espèce Isostichopus fuscus est cependant suffisamment exploitée pour être déjà menacée au Mexique, et considérée comme en danger d'extinction à l'échelle mondiale sur la liste rouge de l'IUCN. 
On compte entre 44 et 64 espèces d'holothuries dans le golfe de Californie, réparties dans 9 familles. 20 d'entre elles sont limitées aux grandes profondeurs. 

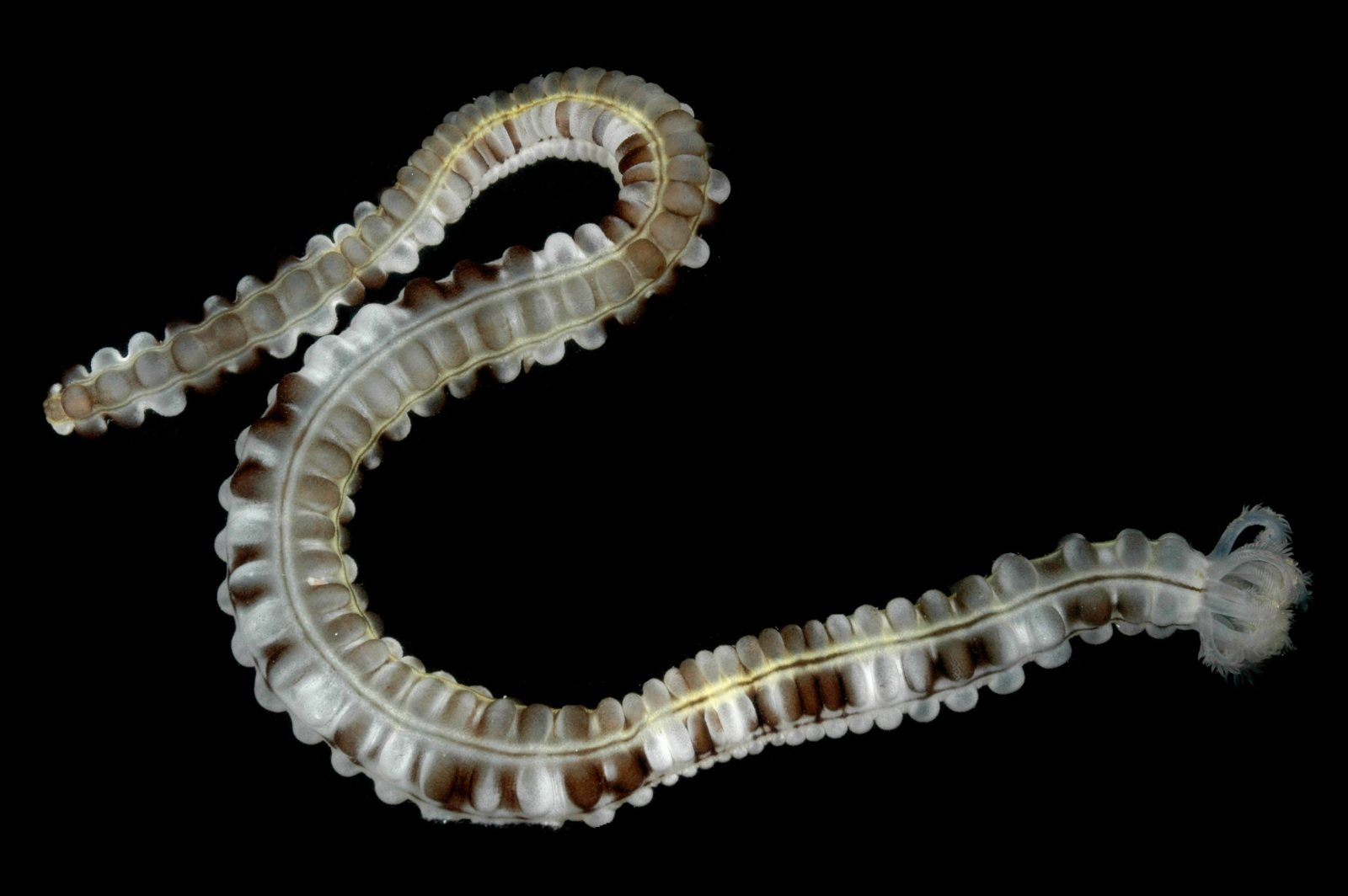
Holothurie-serpent collante (Euapta godeffroyi)
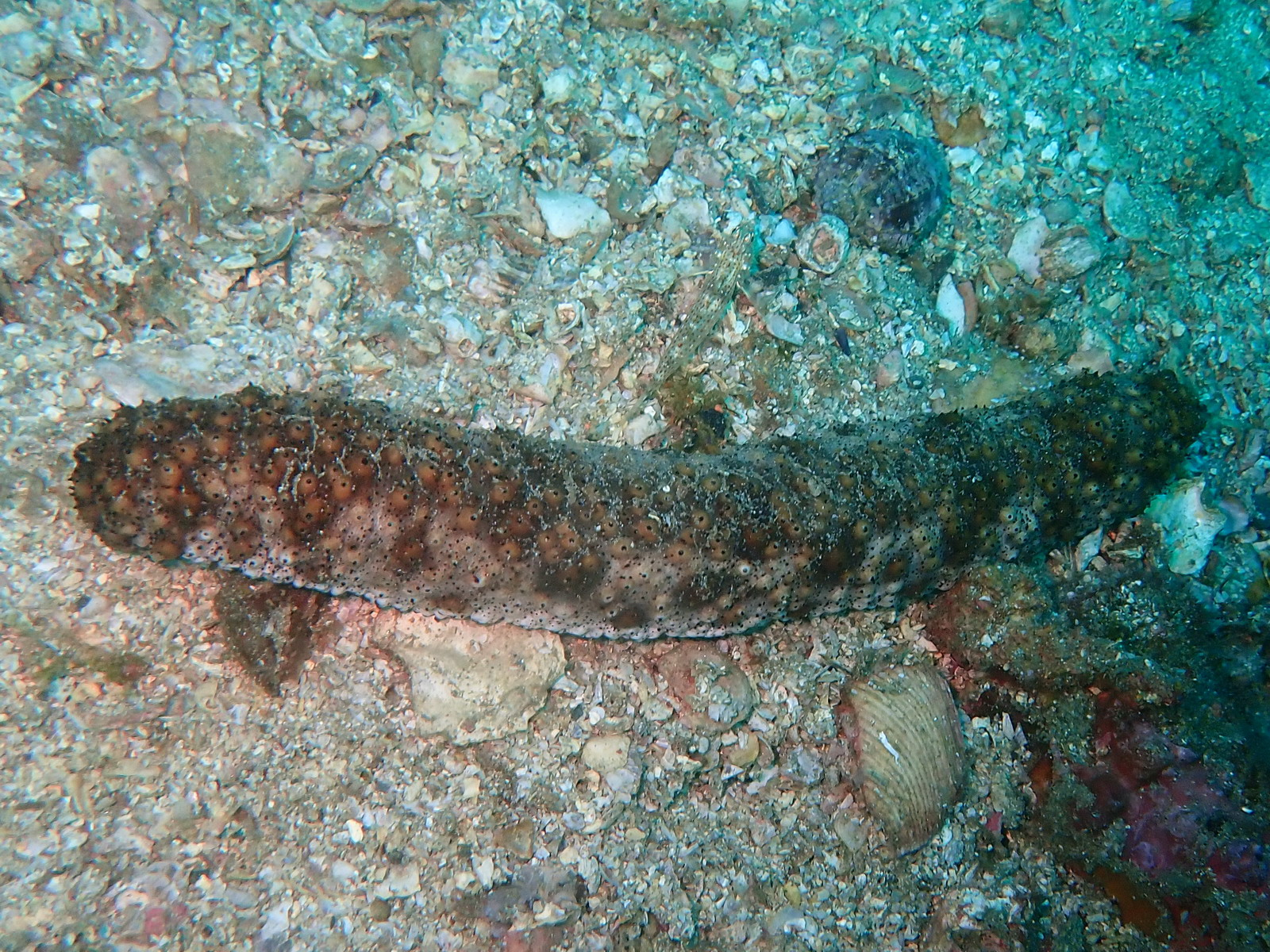
Holothurie cendrée brune (Holothuria fuscocinerea)
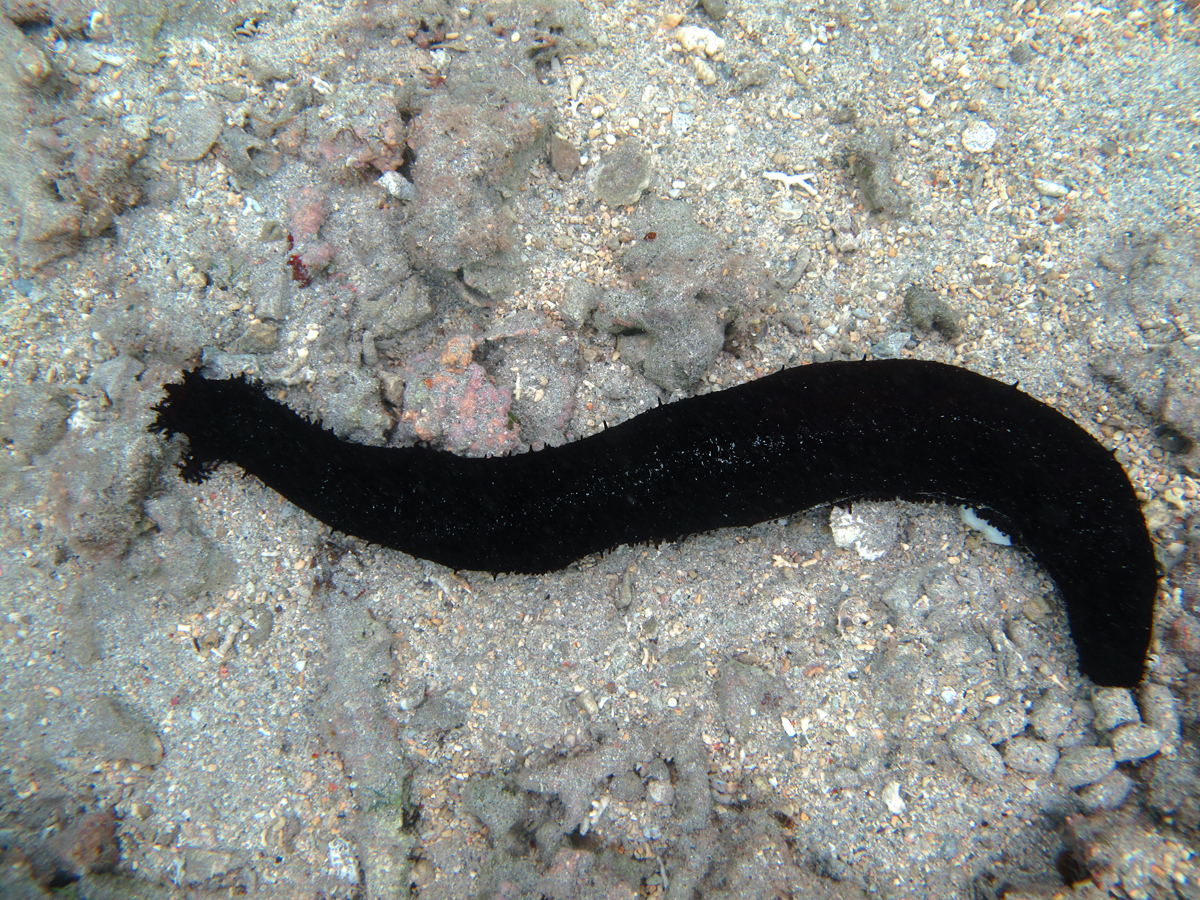
Holothurie noire (Holothuria leucospilota)
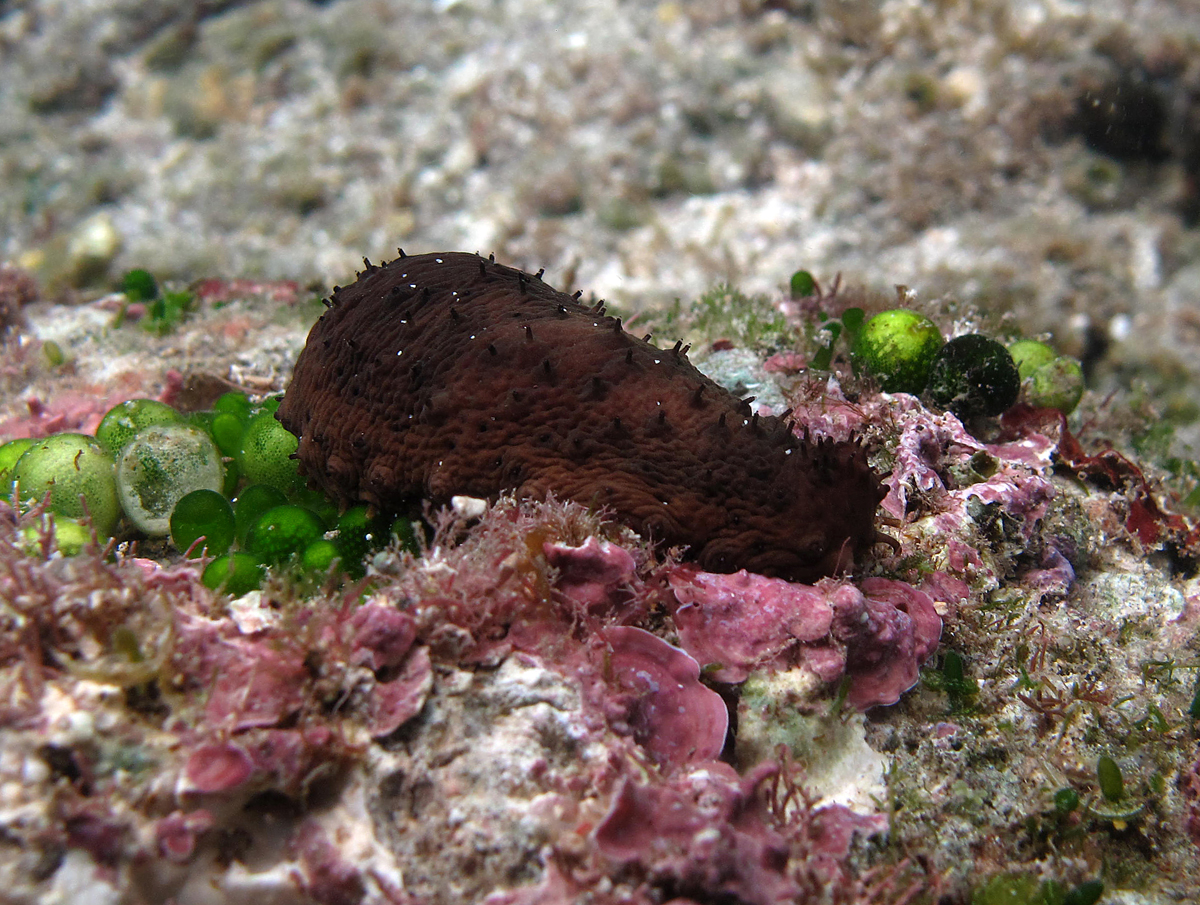
Holothurie difficile (Holothuria difficilis)
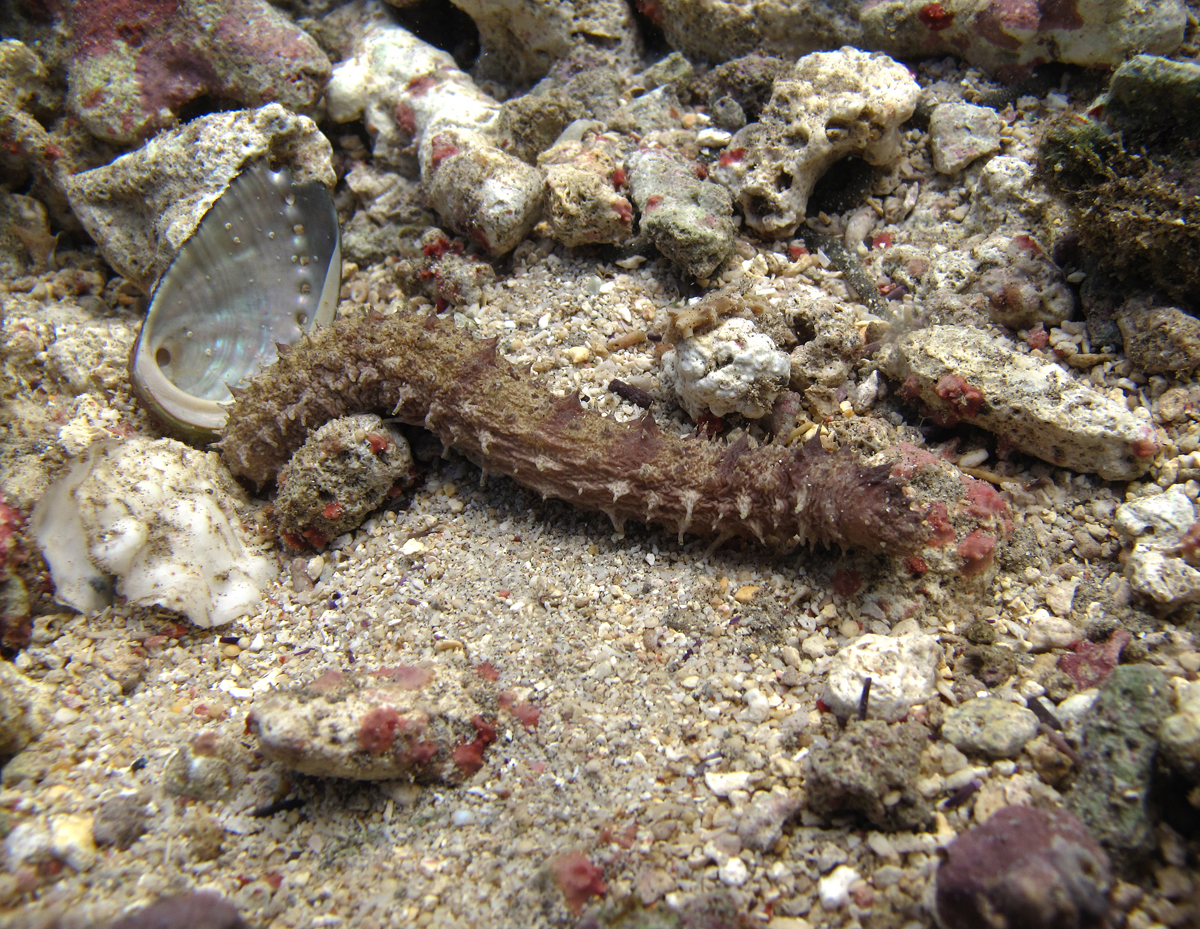
Holothurie impatiente (Holothuria impatiens)
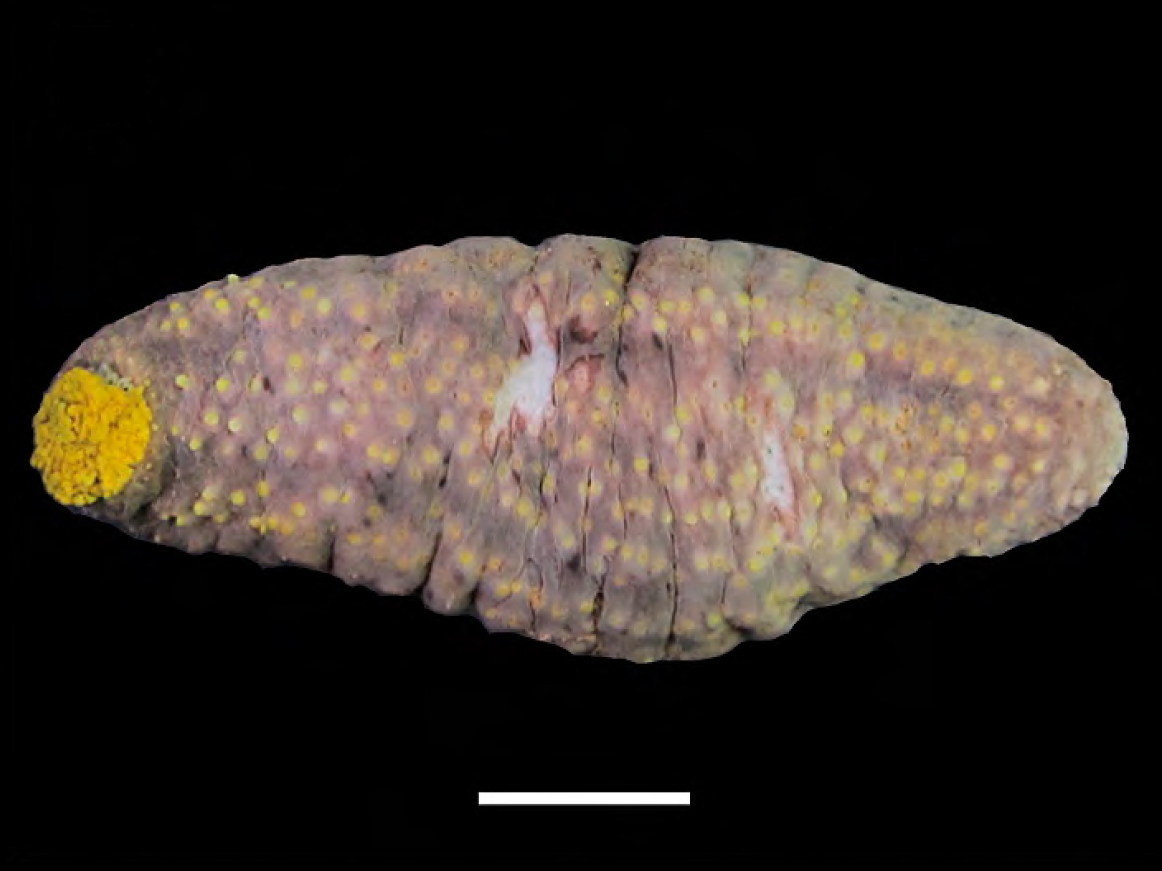
Holothuria languens
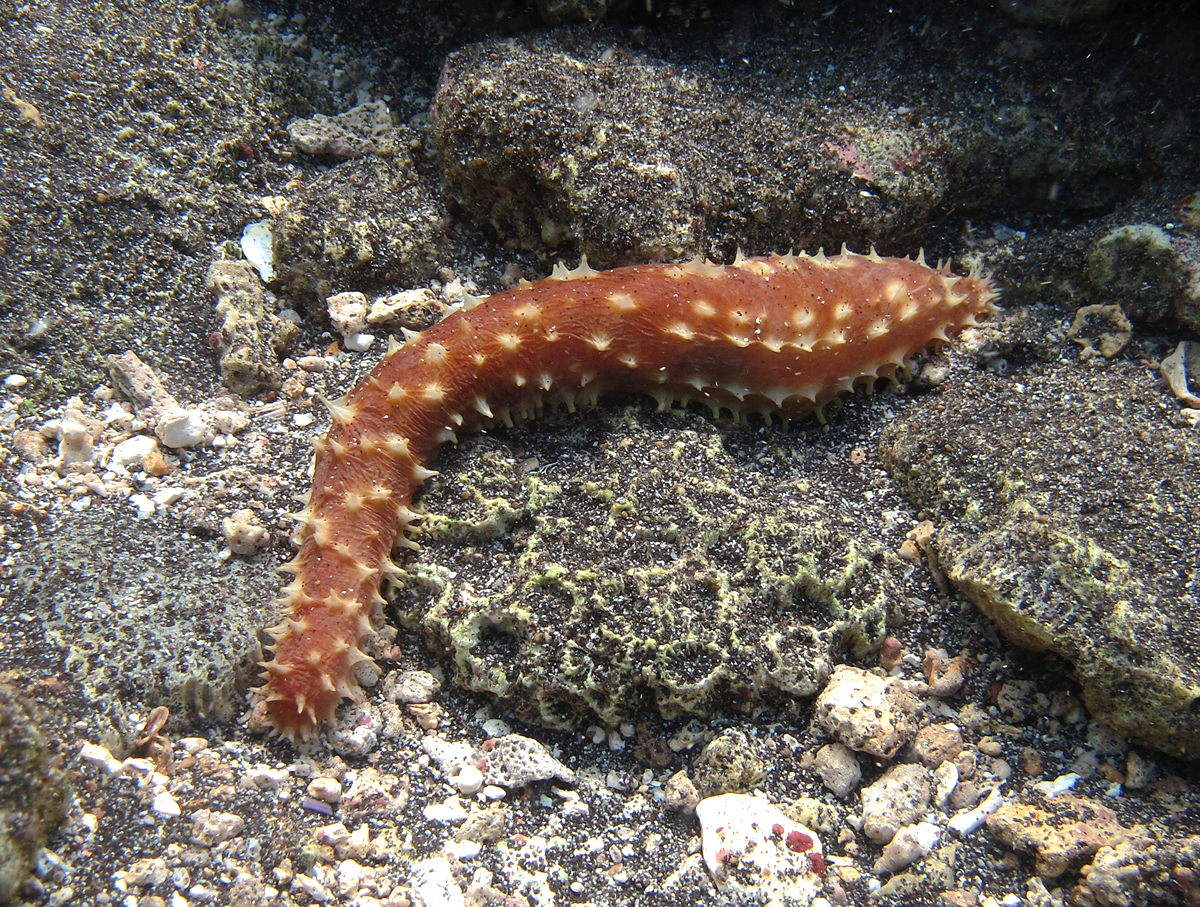
Holothuria hilla
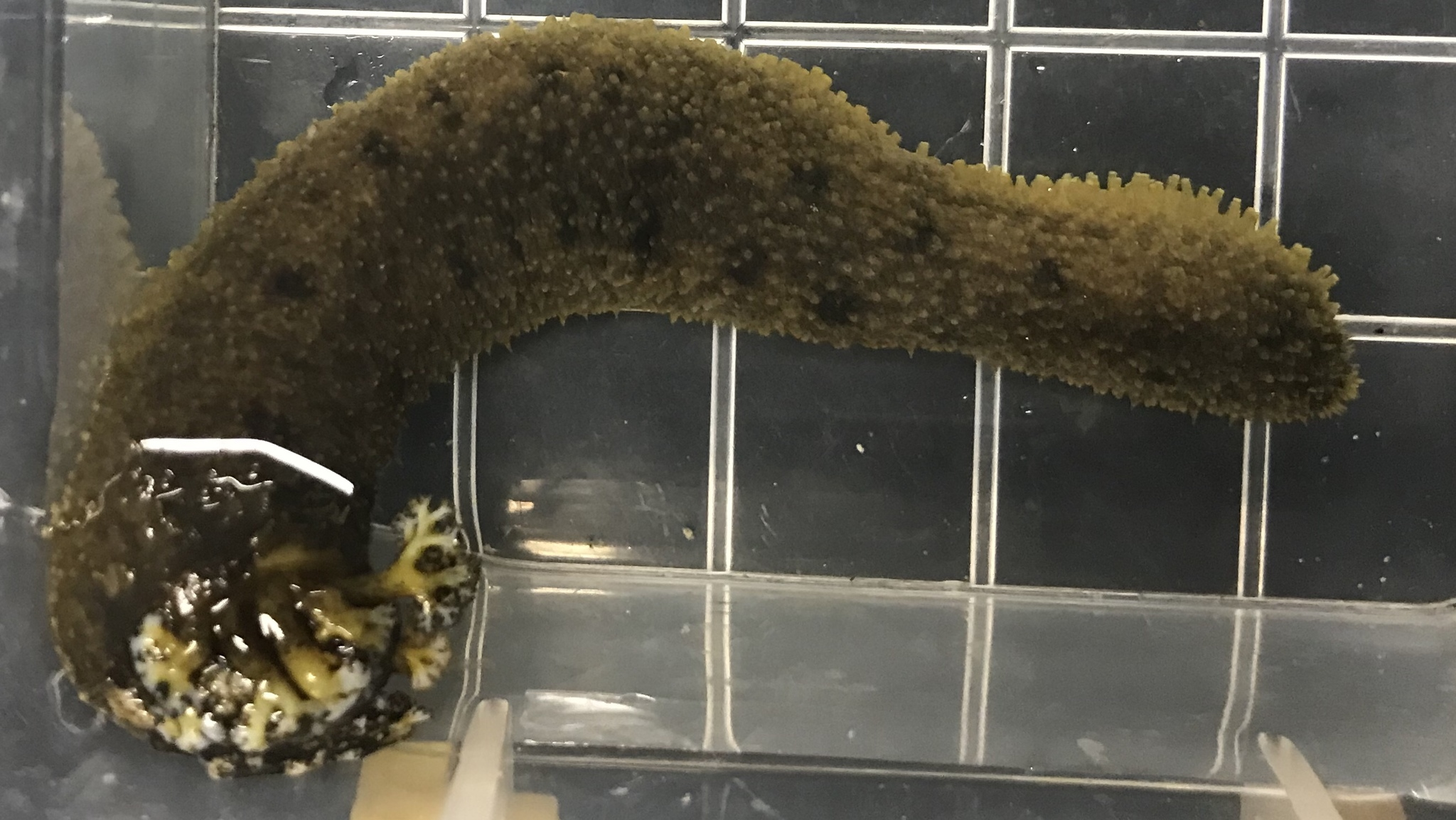
Holothuria lubrica
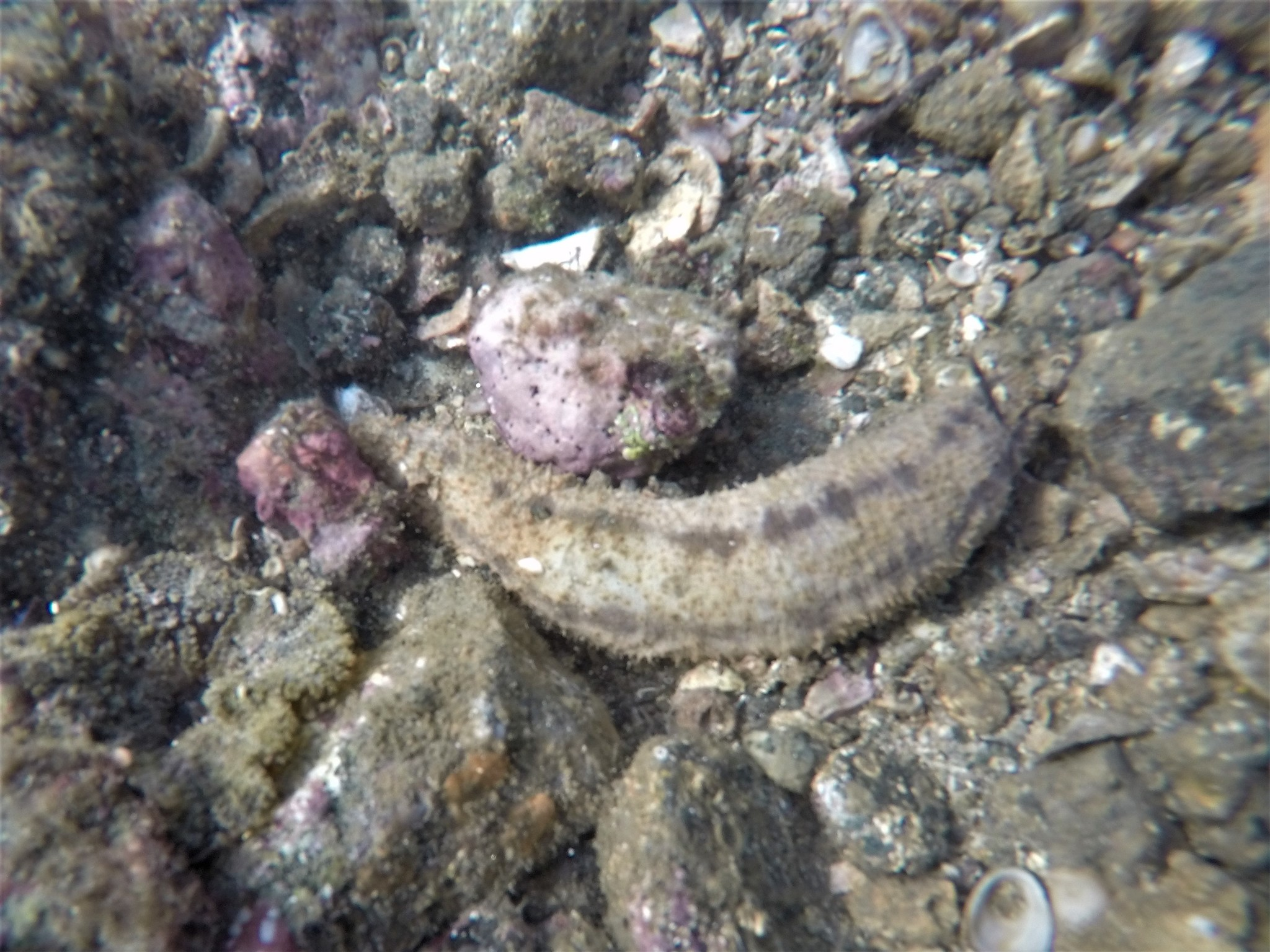
Holothuria zihuatanensis
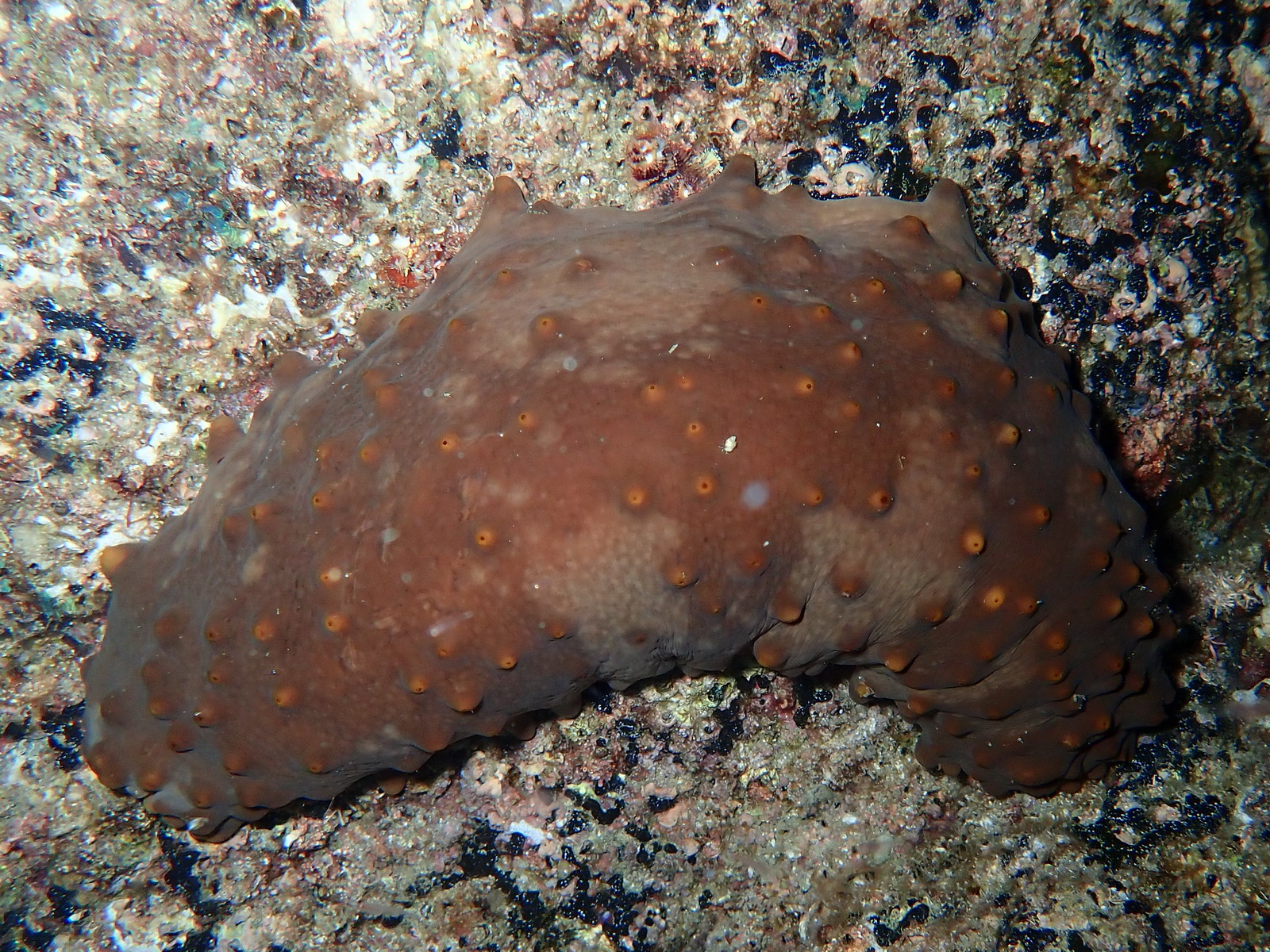
Concombre de mer géant (Isostichopus fuscus)
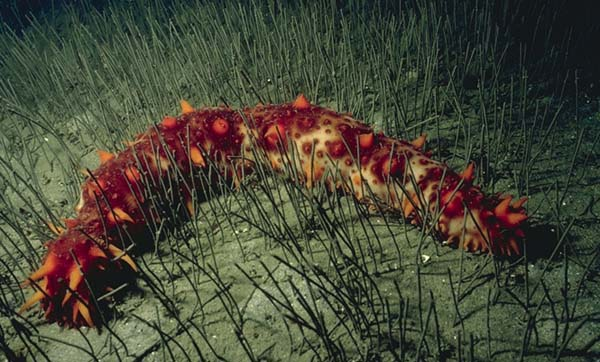
Holothurie rouge de Californie (Parastichopus californicus)
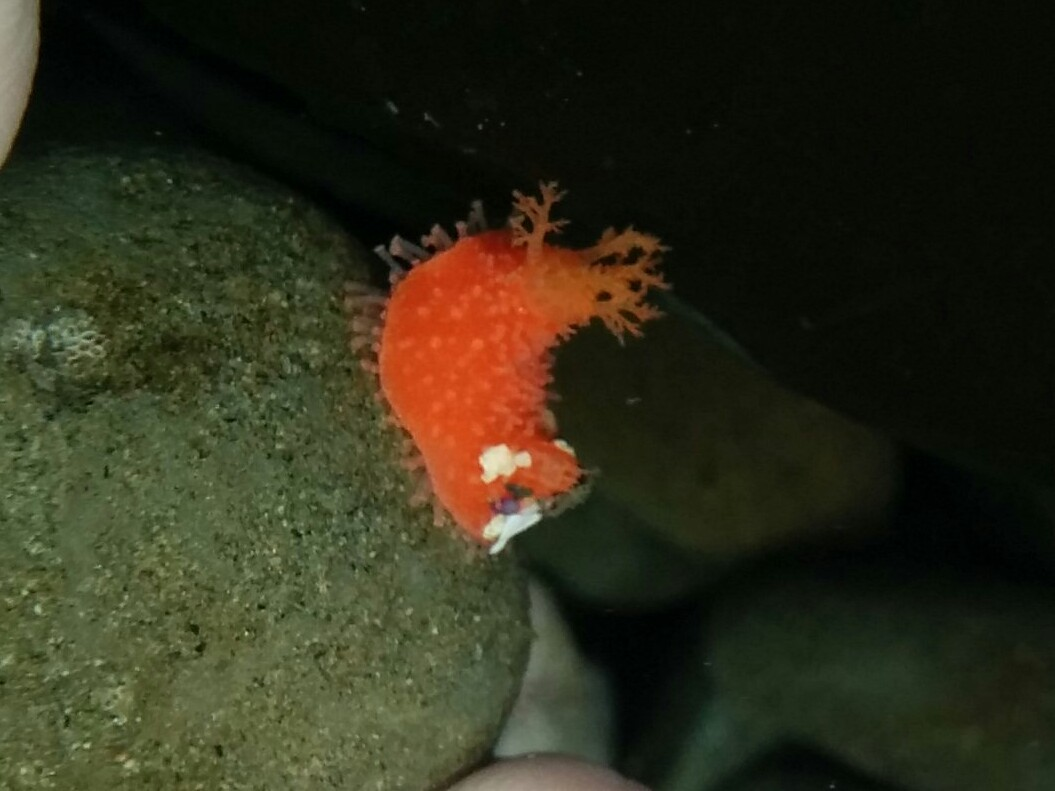
Lissothuria nutriens
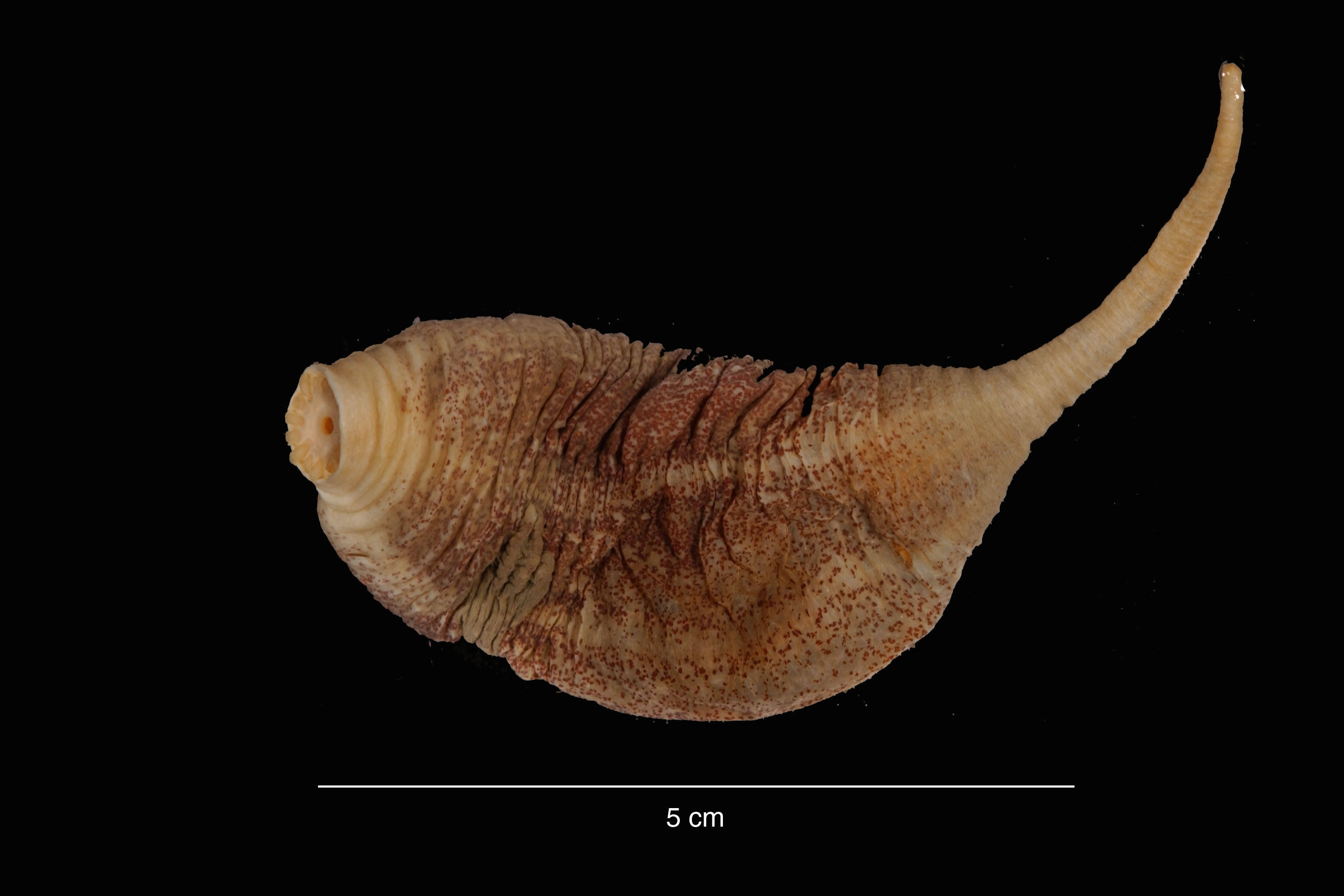
Molpadia musculus
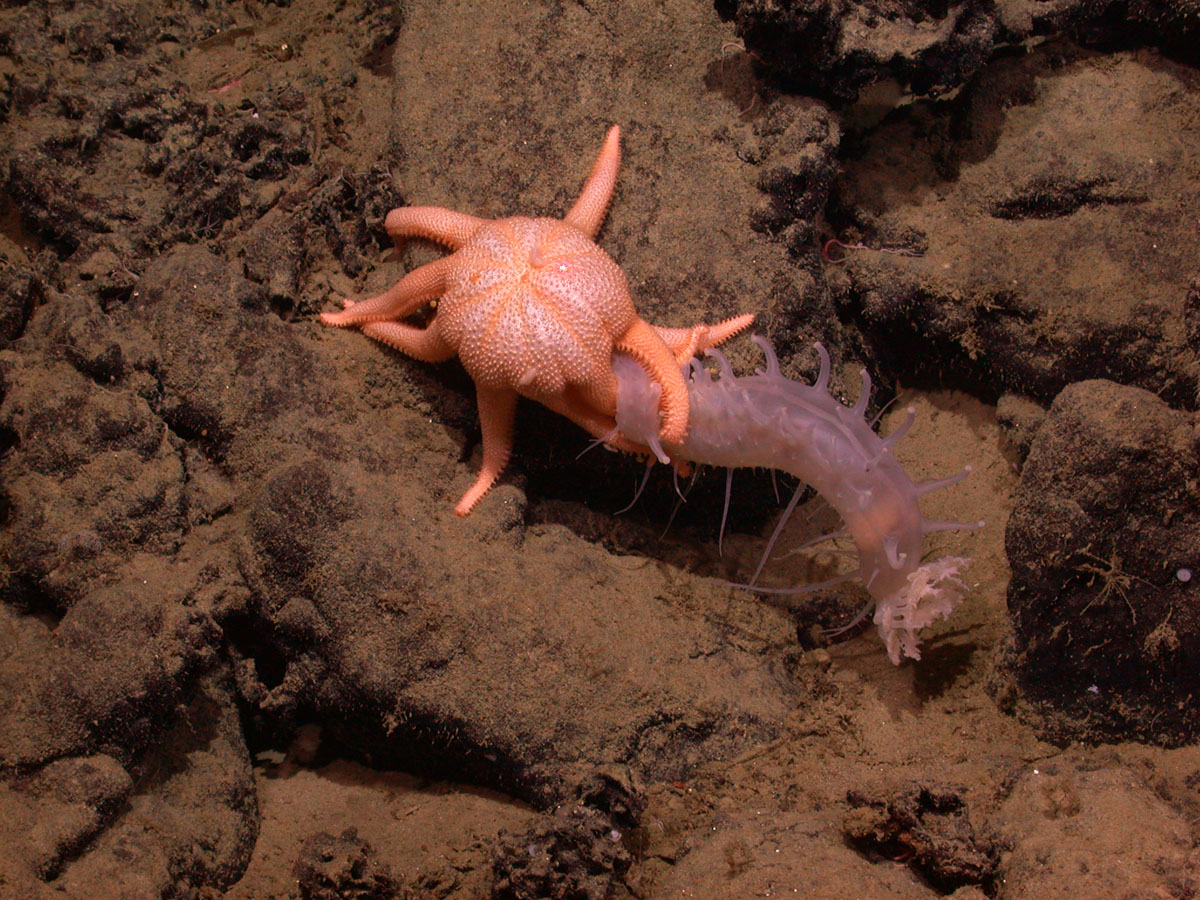
Une Pannychia moseleyi abyssale attaquée par une étoile carnivore du genre Solaster.

Espèces non illustrées : Chiridota pacifica, Psolidium dorsipes, Psolus conchae, Psolus diomedeae, Afrocucumis ovulum, Athyone glasselli, Neothyone gibbosa, Neothyone gibber, Pachythyone lugubris, Pachythyone pseudolugubris, Neopentamera anexigua, Pentamera chierchia, Pentamera chiloensis, Thyone bidentata, Thyone parafusus, Staurocucumis abyssorum, Cucumaria crax, Cucumaria flamma, Neocucumis veleronis, Pseudocnus californicus, Trachythyone peruana, Thyonella mexicana, Parathyonacta bonifaznuñoi, Holothuria inhabilis, Holothuria rigida, Holothuria kefersteini, Holothuria imitans, Holothuria paraprinceps, Holothuria zacae, Labidodemas americanum, Molpadia intermedia, Hedinga californica.

### Sources

#### Articles scientifiques
- (en) Agassiz, A., « Reports on an exploration off the west coasts of Mexico, Central and South America, and off the Galapagos Islands, in charge of Alexander Agassiz, by the "Albatross", during 1891 », Memoirs of the Museum of Comparative Zoology at Harvard College, Cambridge, vol. 31,‎ 1904.
- (en) Francisco A. Solís-Marín, Magali B. I. Honey-Escandón, M. D. Herrero-Perezrul, Francisco Benitez-Villalobos, Julia P. Díaz-Martínez, Blanca E. Buitrón-Sánchez, Julio S. Palleiro-Nayar et Alicia Durán-González, « The Echinoderms of Mexico: Biodiversity, Distribution and Current State of Knowledge », dans Juan José Alvarado & Francisco Alonso Solis-Marin, Echinoderm Research and Diversity in Latin America, Heidelberg, Springer-Verlag, 2013 (DOI 10.1007/978-3-642-20051-9_2, lire en ligne).
- (es) Francisco A. Solís-Marín, Alfredo Laguarda-Figueras, Alicia Durán-González, Cynthia Gust Ahearn & Juan Torres Vega, « Equinodermos (Echinodermata) del Golfo de California, México », Revista de Biologia Tropical, vol. 53, no 3,‎ 2005, p. 16 (lire en ligne).
- Raphael D. Sagarin et al., « Remembering the Gulf: changes to the marine communities of the Sea of Cortez since the Steinbeck and Ricketts expedition of 1940 », Fronteers in Ecology and the Environment, vol. 6, no 7,‎ 2008, p. 372–379 (DOI 10.1890/070067, lire en ligne).
- (en) David L. Pawson, Doris J. Vance, Charles G. Messing, Francisco A. Solís-Marin et Christopher L. Mah, « Echinodermata of the Gulf of Mexico », Gulf of Mexico: origin, waters, and biota, vol. 1,‎ 2009, p. 1177-1204 (lire en ligne).

#### Sites de référence en identification d'espèces marines
- « Données d'observations pour la reconnaissance et l'identification de la faune et de la flore subaquatiques », sur DORIS, site partenaire du MNHN géré par la CNEBS de la FFESSM.
- « Sous Les Mers », sur www.souslesmers.fr, administré par François Cornu.
- (en) « Marine Species Identification Portal », sur species-identification.org.

#### Sites spécialisés sur la région
- (en) « The Gulf of California Invertebrate Database », sur desertmuseum.org.
- (en) « Invertebrates », sur seacortez.com.
- (es) « Los equinodermos de Mexico », sur echinodermata-mexico.blogspot.fr.

#### Bases de données taxinomiques
- (en) « World Register of Marine Species », sur World Register of Marine Species.
- (en) « Système d'information taxonomique intégré », sur ITIS.
- (en) « Sea Life Base », sur Sealifebase.org.

#### Sites de partage d'observations participatives
- (en) « Échinodermes du Golfe de Californie », sur iNaturalist.